# Castra Novaesium

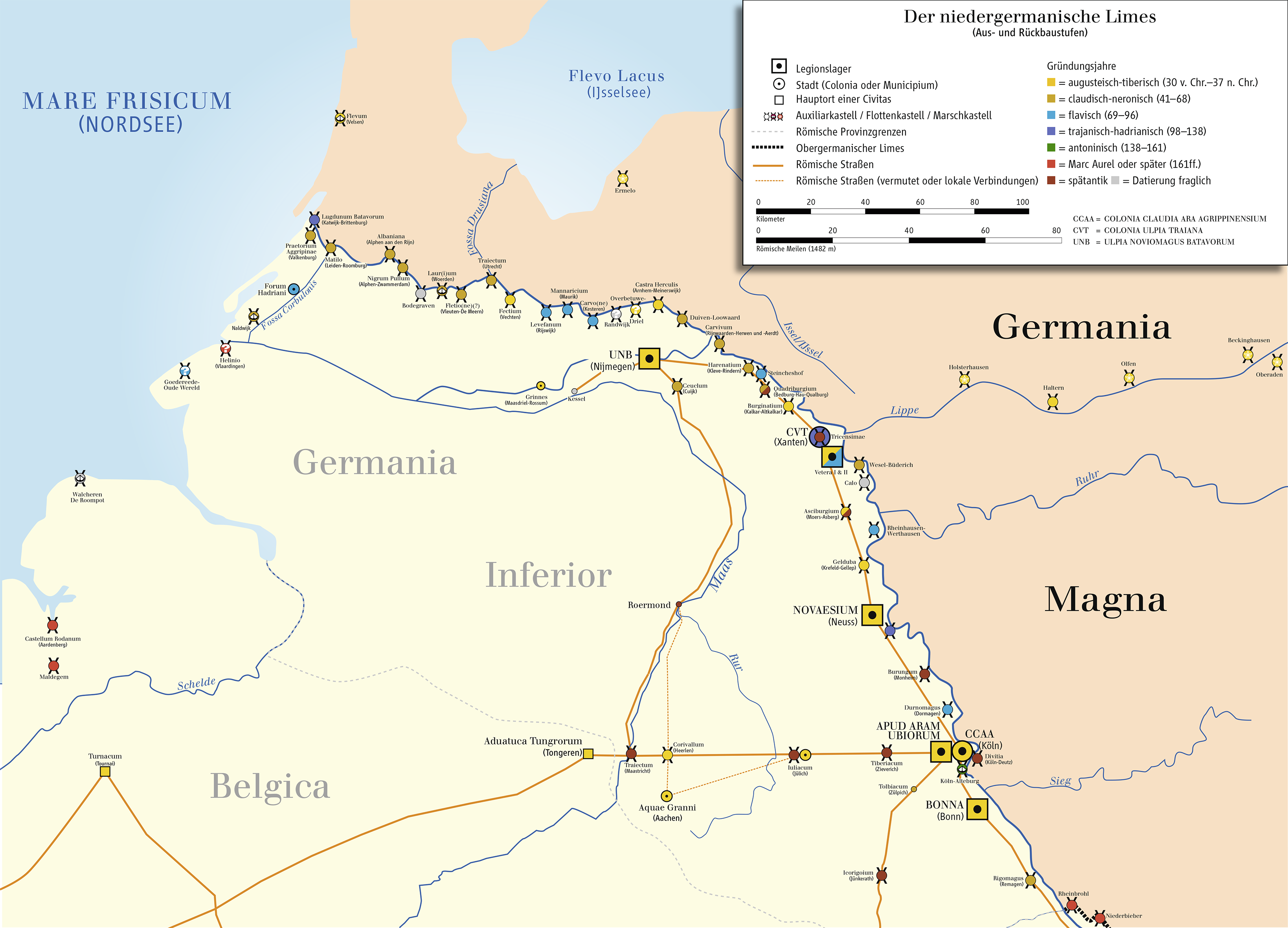
Locatie van Novaesium aan de Neder-Germaanse Limes

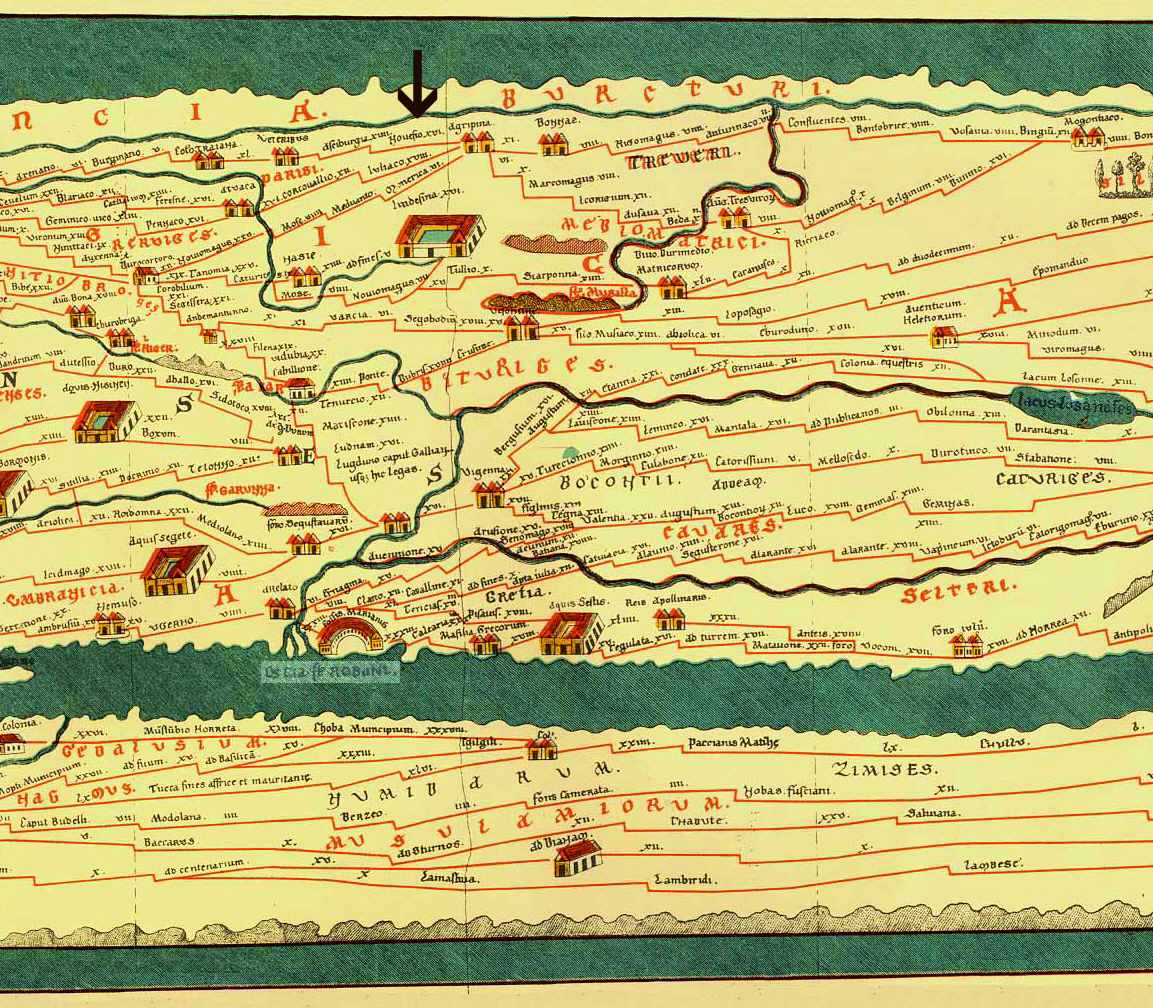
Novaesium op de Tabula Peutingeriana (pijl bovenaan het scherm)

Novaesium, het voormalige legerkamp van Neuss (ook Castrum Novaesium, meervoud Castra Novaesia ), in het stadsdeel Gnadental van Neuss, is een van de belangrijkste en best onderzochte Romeinse militaire kampen in het Rijnland. Bovendien wordt het archeologisch monument beschouwd als het oudst bekende militaire kamp in zijn soort in deze regio. Gedurende het bestaan was Novaesium naast Vetera en Mogontiacum de belangrijkste uitvalsbasis van de Romeinen in hun poging om Germania Magna te veroveren, en vormde vervolgens een essentieel onderdeel van de Neder-Germaanse Limes, die sinds 2021 opgenomen is als UNESCO-werelderfgoed.

## Locatie

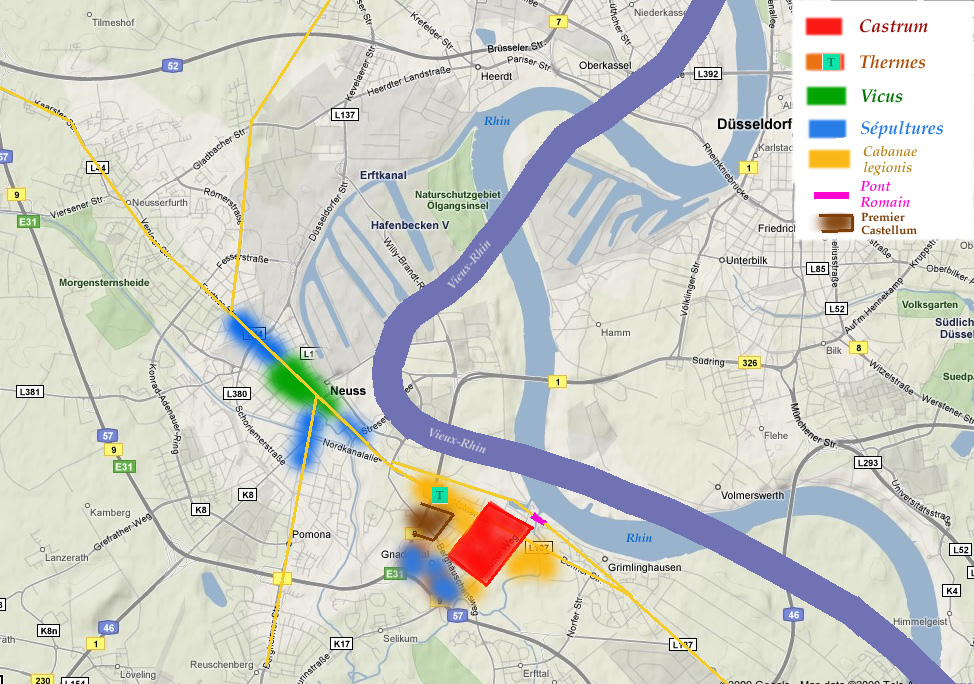
Novaesium

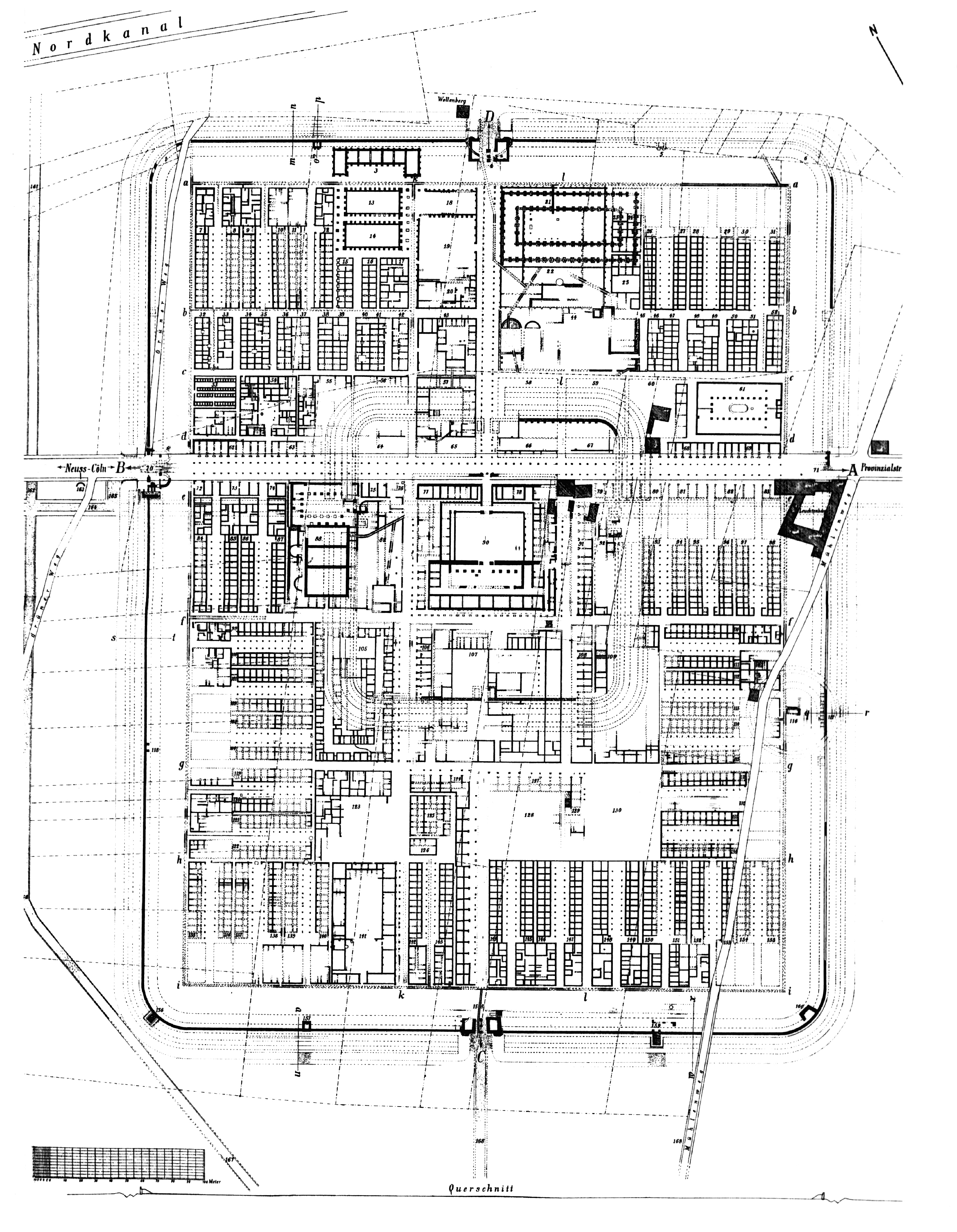
Opgravingen in het "Koenenkamp" (1887-1900)

Het gebied van het legioenskamp Neuss ligt direct ten noordwesten van de monding van de Erft, ongeveer 2,5 kilometer ten zuidoosten van de moderne stad Neuss. In de oudheid was dit gebied vanwege de topografische omstandigheden ideaal als garnizoenslocatie, de Rijn stroomt hier via de Keulse Bocht in de Nederrijnse Laagvlakte. Vanuit strategisch oogpunt was de locatie goed gekozen, omdat snel kon worden ingegrepen in het gebied van de mondingen van de Wupper, Düssel en Ruhr. Bijzondere aandacht werd waarschijnlijk besteed aan de monding van de Ruhr bij Duisburg, die extra werd beveiligd door hulptroepen (auxilia) in de tegenoverliggende forten Asciburgium (Moers- Asberg) en Gelduba (Krefeld - Gellep-Stratum). Daar kruiste de belangrijke handelsroute Duisburg-Paderborn (de latere Hellweg) de Rijn.
De garnizoensplaats Neuss nam een strategische sleutelpositie in op de linkeroever van de Rijn, aanvankelijk als uitvalsbasis voor de Romeinse offensieve campagnes tegen de Germaanse volkeren vanaf 12 v.Chr. Later bleef het een belangrijk defensief deel van de Neder-Germaanse limes om de Romeinse provincie Neder-Germania te beveiligen tot aan de vierde eeuw na Christus.
De directe ligging van de kampen werd beschermd door natuurlijke obstakels. De Rijn boog op dit punt niet, zoals later naar het noorden, maar ging ruim drie kilometer rechtdoor in noordwestelijke richting, om vervolgens weer naar het noordoosten te slingeren in het gebied van de latere Neuss-Rijnhaven, en vormde zo een obstakel aan de kant van het het praetoriale front van de Neuss-kampen. Een zekere flankbescherming werd gevormd door de Erft naar het zuidoosten en het toen nog drassige "Meertal" naar het noordwesten, nu een bebouwde vallei.

## Oude bronnen en etymologie
De eerste vermelding van de plaatsnaam Novaesium is te vinden in de Historien (Historiae) van Tacitus over de Bataafse Opstand in het vierkeizerjaar (68/69). De plaats wordt ook genoemd door oude geografen als de in Alexandrië levende Romeinse geograaf Claudius Ptolemaeus (85-165) in zijn werk Geographike Hyphegesis, maar situeert het ten onrechte te ver naar het oosten in Germania Magna. Op de Tabula Peutingeriana komt de plaatsnaam voor, in een door middeleeuwse kopiisten veranderde spelling als Novesio, tussen Asciburgium in het noorden en Colonia Claudia Ara Agrippinensium in het zuiden, circa 34 km van de eerste en 39 km van de tweede. In de late oudheid wordt Novaesium door Ammianus Marcellinus genoemd in verband met de veldtochten van Flavius Claudius Iulianus, later keizer Julianus, rond het jaar 358. Als Nivisium castellum wordt de plaats genoemd door Gregorius van Tours in de Historia Francorum (geschiedenis van de Franken in verband met een Romeinse veldtocht tegen de Franken rond het jaar 388.
De oorsprong van de naam Novaesium is niet helemaal duidelijk. Het lijkt een Latijns-Keltische verbinding te zijn, die mogelijk is gelatiniseerd tot de oorspronkelijke Keltische naam van de Erft of een andere plaatselijk waterloop.

## Historische achtergrond

### Bezettingstijd

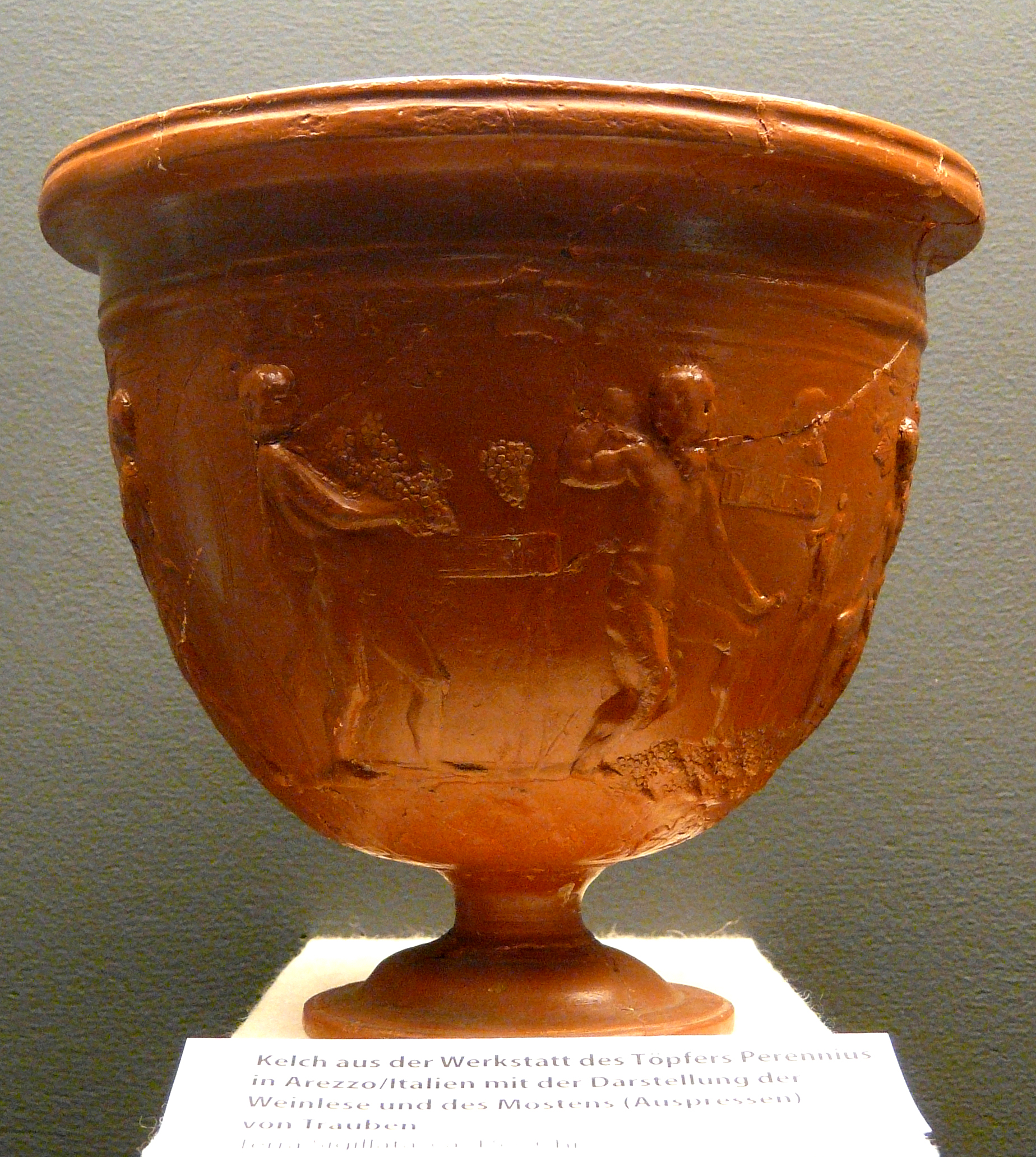
Arretinian terra sigillata uit de werkplaats van Perennius, type Sleuren 11

Na de Gallische Oorlog van Gaius Iulius Caesar (58 tot 51/50 v.Chr.) ontstond aan de Rijn een voor de Romeinen niet ongevaarlijk bevolkingsvacuüm. Tijdens zijn gouverneurschap in Gallië (39/38 v.Chr. en 20 tot 18 v.Chr.) probeerde in het bijzonder Marcus Vipsanius Agrippa dit vacuüm op te vullen door de hervestiging van Germaanse stammen, de ontwikkeling van bestuurlijke structuren en de aanleg van een netwerk van hoofdwegen. De Rijn werd toen nog gezien als de grens van het Romeinse interessegebied. De belangrijkste focus lag op het veiligstellen en ontwikkelen van de door Caesar veroverde gebieden. Een verder expansief beleid stond nog niet op de agenda, de legioenen waren diep in het Gallische achterland gelegerd.
Deze toestand veranderde door toenemende en voortdurende invallen van Germaanse stammen op de linkeroever van de Rijn, hetgeen culmineerde in de zogenaamde Clades Lolliana. In deze strijd in 17 of 16 v.Chr. werd de Romeinse gouverneur Marcus Lollius verslagen door een verenigde strijdmacht van de Sugambri, Tenkerites en Usipeters. De politieke schade en het gezichtsverlies lijkt groter te zijn geweest dan de feitelijke militaire gevolgen, maar heeft wel geleid tot een fundamentele verandering in het Romeinse beleid ten aanzien van Germanië. Augustus kwam in het jaar 16 v.Chr. persoonlijk naar Gallië om eindelijk de "Germaanse kwestie" te regelen. Hij bleef drie jaar en nadat hij de Raeti had verslagen en het gebied tussen de Alpen en de Donau had gepacificeerd, beoordeelde hij vanaf 15v.Chr. de inzet van het Neder-Germaanse leger opnieuw.
De Rijngrens verloor haar voorheen nogal defensieve karakter en werd een offensieve basis tegen de Germaanse stammen ten oosten van de rivier. De na de Alpencampagne vrijgekomen legioenen werden naar de Rijn verplaatst en gelegerd in de legioenskampen Noviomagus bij Nijmegen en Vetera bij Xanten. Of deze offensieve oriëntatie op dit moment daadwerkelijk gericht was op de bezetting van Germanië tot aan de Elbe, zoals lang werd vermoed, wordt in de meer recente literatuur betwijfeld.

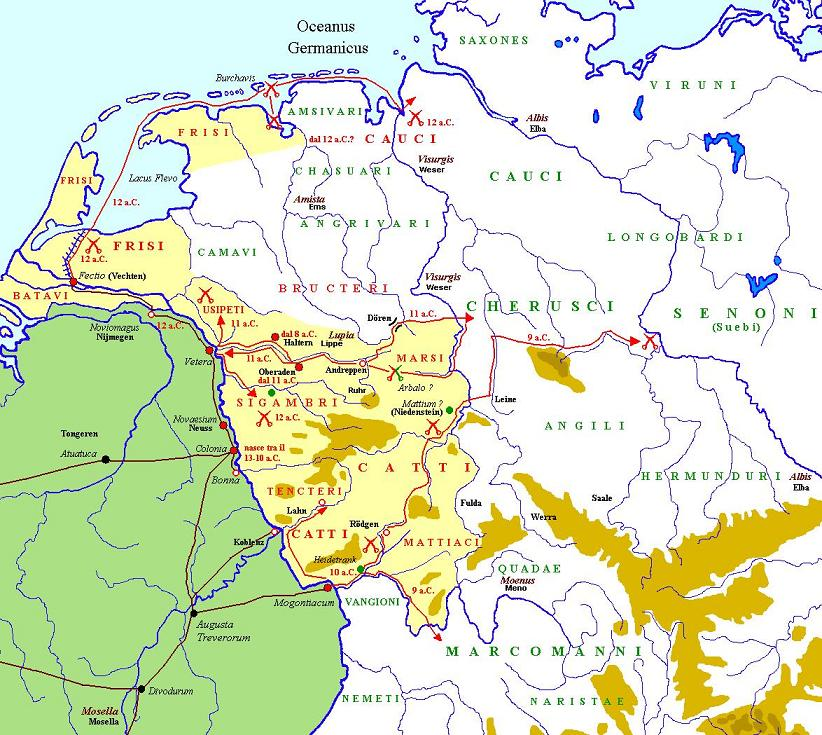
Campagnes van Drusus

Toen Augustus in het jaar 13 v.Chr. terugkeerde naar Rome, droeg hij het opperbevel over aan zijn stiefzoon Drusus. Het grootschalige offensief tegen de Germaanse volkeren in de jaren 12-9 v.Chr. staat bekend als het Drusus-offensief. Als onderdeel hiervan diende Novaesium waarschijnlijk als operationele en/of logistieke basis voor de campagnes op de rechteroever van de Rijn. Drusus leidde daar in totaal vier campagnes, waarbij de hoofdactiviteiten in de loop van het conflict verschoven naar het gebied van de Chatten. Na zijn vroegtijdige dood, werden de campagnes voortgezet onder leiding van Tiberius (9-6 v.Chr.), Lucius Domitius Ahenobarbus (rond het jaar 3 v.Chr.), Marcus Vinicius (rond het jaar 1) en vanaf het jaar 4 weer door Tiberius.
In de lente van het jaar 6 moesten de operaties worden afgebroken vanwege een opstand in de provincie Pannonia die de aanwezigheid van de generaal en een deel van de legioenen daar noodzakelijk maakte. Zijn opvolger als gouverneur, Publius Quinctilius Varus (7-9) bleek een minder succesvolle keuze, in het jaar 9 leidde de Clades Variana, de zogenaamde "Slag in het Teutoburgerwoud", tot de volledige vernietiging van drie legioenen, drie ales en zes cohorten. In de periode die volgde, evacueerden de Romeinen alle legioenen op de rechteroever van de Rijn en verminderden hun ambities richting Germania Magna. Onder Tiberius, die terug naar de Rijn was gesneld, stond de uitbreiding en consolidatie van de riviergrens nu op de voorgrond. Het aantal legioenen op de Rijn werd uitgebreid van zes naar acht.
Na de terugkeer van Tiberius naar Rome in het jaar 12 nam Germanicus het commando in het Rijnland over. Hij bereidde verdere offensieven voor in Germanië op de rechteroever van de Rijn, maar sloeg eerst een muiterij neer van de Neder-Germaanse legioenen, die na de dood van Augustus tegen zijn opvolger Tiberius in opstand waren gekomen. De legioenen, die betrokken waren bij deze muiterij waren de legioenen Legio I Germanica en Legio XX Valeria Victrix van het legerkamp Apud Aram Ubiorum evenals de Legio V Alaudae en Legio XXI Rapax van Vetera, die destijds waren samengebracht in een zomerkamp in finibus Ubiorum ("in het Ubier-gebied", vermoedelijk in het zogenaamde "Kamp C" in Novaesium ). Hierna begonnen de grootschalige en complexe tochten naar Germania Magna, Germanicus leidde de zuidelijke vleugel van het Romeinse leger dat opereerde vanuit Mogontiacum (Mainz) terwijl Aulus Caecina Severus het bevel voerde over de noordelijke legergroep die opereerde vanuit Vetera.
Nadat de dure campagnes tot het jaar 16 niet het gewenste succes hadden, brak Tiberius het offensief af en beval Germanicus terug te keren naar Rome. In de periode die volgde bleef de Neder-Germaanse limes een defensieve grens. Aan deze grens, en dus ook in Novaesium, bleef het meer dan een halve eeuw relatief rustig. De tijd van Claudius I wordt vooral gekenmerkt door de uitbreiding van het wegennet dat de verschillende militaire kampen in het Rijnland met elkaar verbond. Deze rustige situatie veranderde pas met de Bataafse Opstand rond het jaar 69.

### Jaar van de Vier Keizers en de Bataafse Opstand
Na decennia van relatieve rust was naast het Italiaanse moederland het Neder-Germaans gebied het meest betrokken was bij de gebeurtenissen in het Vierkeizerjaar. Het Neder-Germaanse leger keerde zich tegen Galba, de opvolger van Nero, vanwege enkele impopulaire personeelsbeslissingen, dat op zijn beurt Vitellius tot keizer uitriep in januari 69. Om zijn aanspraak op de troon in Rome te doen gelden, marcheerde Vitellius met grote delen van het leger in twee colones naar Italië, waaronder legionairs uit Novaesium. In totaal werden ongeveer 70.000 mannen teruggetrokken uit de westelijke provincies en legerdistricten, waardoor de grensbeveiliging ernstig verzwakte.
Na het aanvankelijke succes van Vitellius, die Galba en zijn directe opvolger Otho had overwonnen, werden acht Bataafse cohorten (ongeveer 4.000 man) teruggestuurd naar de Germaanse grens. In de zomer van 69 namen ze hun intrek in Mogontiacum.
Toen Vitellius vervolgens heffingen invoerde in de stamgebieden van de Bataven en de Cananefaten, kwamen deze tezamen met de Friezen in opstand onder leiding van Julius Civilis, een Bataafse edelman en commandant van een Bataafs cohort.

### Van de Flaviërs tot het einde van het Novaesium-garnizoen
Vespasianus stuurde een expeditieleger van negen legioenen naar Germanië. De plannen om de Bataafse gebieden te heroveren waren uitgewerkt door Gaius Licinius Mucianus en werden met succes uitgevoerd door Appius Annius Gallus aan de Boven-Rijn en Quintus Petillius Cerialis aan de Neder-Rijn. Na een laatste veldslag in de herfst van het jaar 70 eindigden na vredesonderhandelingen de gevechten uiteindelijk. Vanwege het gedrag van de meeste Neder-Germaanse eenheden tijdens het conflict werden de legioenen volledig gereorganiseerd. In Novaesium werd Legio XVI Gallica vervangen door Legio VI Victrix, dat het stenen magazijn herbouwde dat tijdens de opstand was vernietigd. Op twee gebeurtenissen na bleef het tijdens de periode van de Flavische dynastie relatief rustig. Rond 77/78 leidde Gaius Rutilius Gallicus een campagne tegen de Bructeren met deelname van Legio VI, waarbij de ziener Veleda gevangen werd genomen. Tijdens de Saturnijnse opstand tegen Domitianus in 89, bleef het legioen aan de zijde van de keizer en was mogelijk betrokken bij de onderdrukking van de opstand door de Neder-Germaanse legaat Aulus Bucius Lappius Maximus. De bouw van het kleine fort op de Reckberg viel in de laatste jaren van het keizerschap van Domitianus.

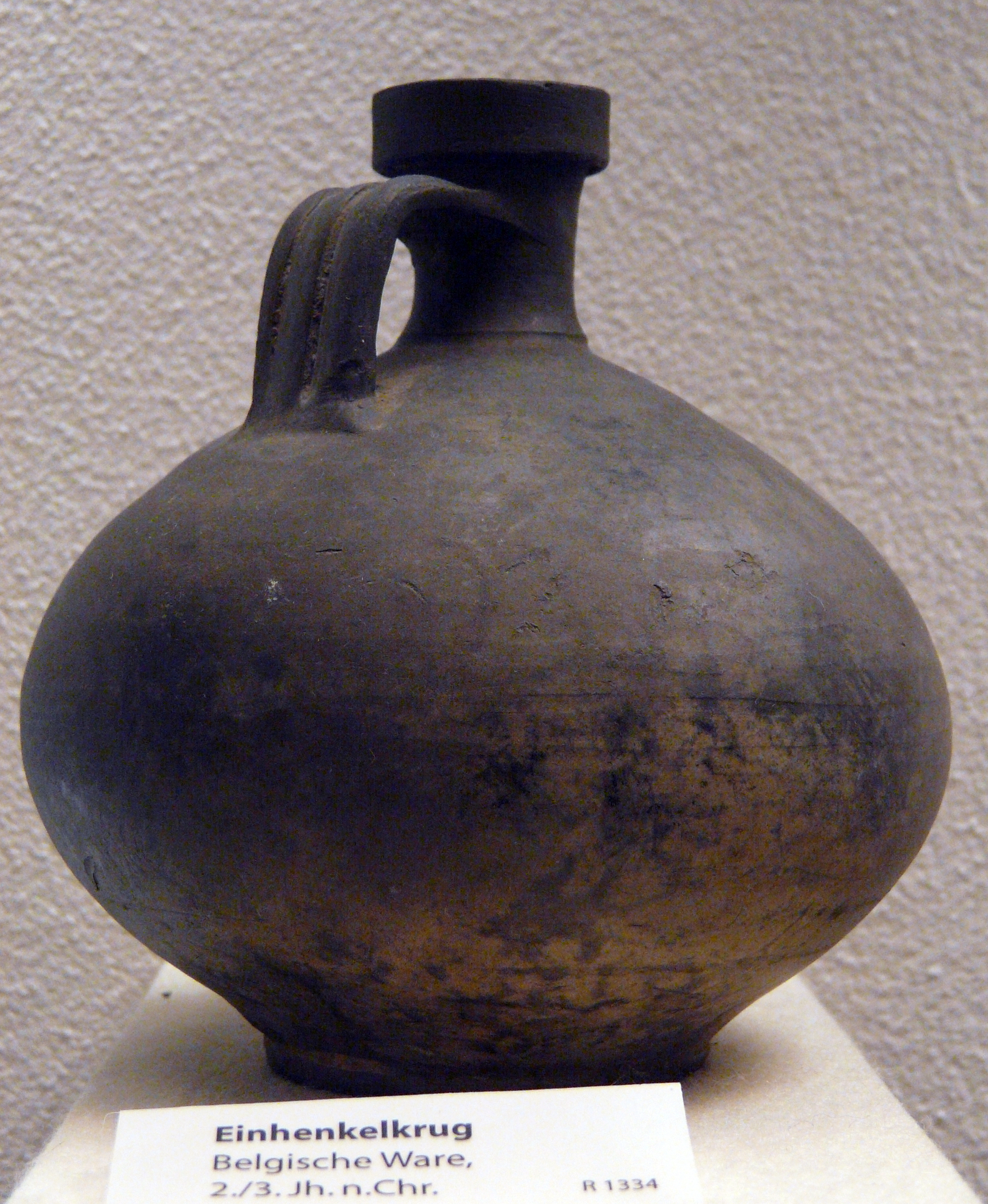
Eengreepsmok, Belgisch keramiek 2. – 3. eeuw
(Museum Clemens Sels, Neuss)

Tijdens het tijdperk van de adoptiekeizers bleef de Rijngrens vreedzaam en begon de provincie Germania inferieur economisch te bloeien. Trajanus verminderde al snel het aantal legioenen aan de Neder-Germaanse limes van vier naar drie (Bonna, Vetera en Noviomagus) en uiteindelijk rond 104 naar twee (Bonna en Vetera). Novaesium bleef alleen bemand door een hulpeenheid. Neder-Germanië werd niet betrokken in de Marcomannenoorlogen, die Oper-Germanië en Raetia zwaar troffen, en de latere keizer Clodius Albinus kon een kleine Germaanse invasie gemakkelijk aan. De welwillende politiek van de Severiërs ten opzichte van hun troepen zorgde voor een toenemende welvaart van de legionairs en de hulptroepen in de grensprovincies. In tegenstelling tot Opper-Germanië werd Germania Inferior niet direct getroffen door de eerste invasie van de Alemannen, maar leverde troepencontingenten om te voorzien in het tegenoffensief van Caracalla in 213. Germaanse aanvallen in Neder-Germanië hebben misschien al plaatsgevonden onder Caracalla's directe opvolgers Elagabalus en Severus Alexander, maar het gebied werd lang niet zo getroffen als Opper-Germanië, dat werd getroffen door de eerste grote Alemannische invasie in 233.
Toen Valerianus troepen terugtrok van de Rijn en Donau voor zijn campagnes tegen de Sassaniden, waardoor de verdediging van de Neder-Germaanse limes wegviel, bleef dit natuurlijk niet lang verborgen voor de Germanen. In 254 staken in Raetia, 259 in Opper-Germanië opnieuw de Alemannen en vanaf 256/257 in het noorden de Franken voor het eerst de grenzen van het Romeinse keizerrijk over. De zoon en mederegent van Valerianus en latere keizer Gallienus haastte zich naar de Rijn en bracht versterkingen uit Groot-Brittannië. Gallienus hervormde het leger en zette de koers uit voor de latere differentiatie in grenstroepen (Limitanei) en mobiele legers Comitatenses (Comitatensen). Tijdens de opstand van het jaar 259 die het Gallische Keizerrijk van Marcus Cassianius Latinius Postumus deed ontstaan, werden tijdelijk de Iberische, Gallische en Britse provincies losgemaakt van het Romeinse Rijk. Het Imperium Galliarum duurde 14 jaar en was vanaf het begin betrokken bij zware verdedigingsgevechten aan de Germaanse grens, maar slaagde er in de grenzen in stand te houden. In het jaar 273 werd het Gallische rijk op een vreedzame manier weer opgenomen in het Romeinse rijk. Slechts korte tijd later waren er hernieuwde Germaanse aanvallen met in 276 een Frankische doorbraak met catastrofale gevolgen. Op zijn laatst in dat jaar (zo niet al in 256/257) lijkt het laatste militaire kamp van Novaesium vernietigd te zijn.

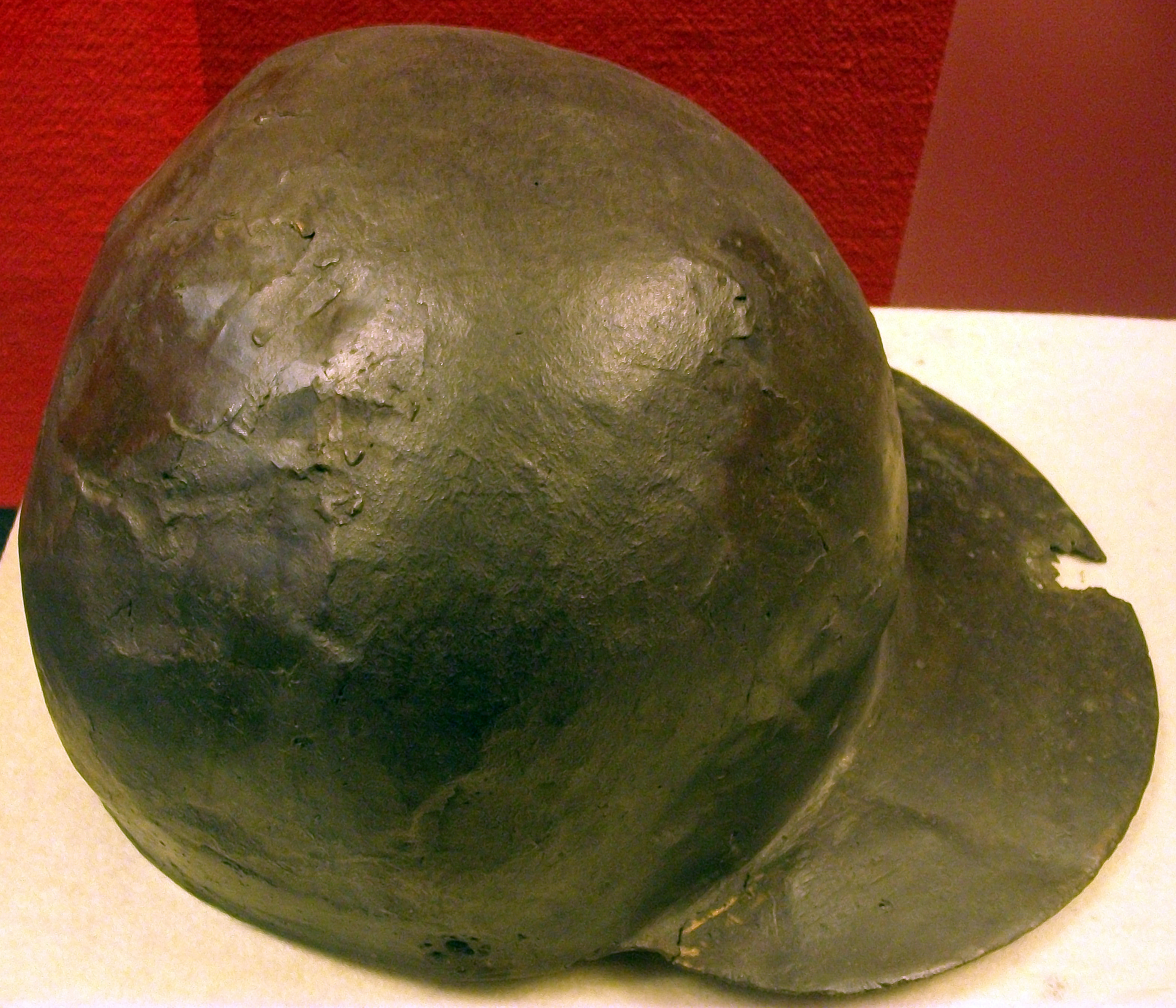
Infanterie helm Typ Montefortino, 1e helft van de 1e eeuw
(Museum Clemens Sels, Neuss)"

## Onderzoeksgeschiedenis
Al in de 16e en 17e eeuw zijn enkele Romeinse vondsten in Neuss opgegraven. Een grotere belangstelling voor de Romeinse relikwieën en systematisch onderzoek ontstond in de loop van de 19e eeuw, en niet alleen in Neuss. In 1820 werd in Bonn het Museum van Rijn-Westfaalse Oudheden opgericht, waaruit later het Rheinisches Landesmuseum Bonn zou ontstaan. In 1839 werd de Neusser Altertumsverein gevormd, die de eerste opgravingen initieerde, en uit wiens collecties zich in 1845 het eerste Neusser-museum ontwikkelde. In 1841 werd in Bonn de "Vereniging van Vrienden van de Oudheid in het Rijnland " opgericht, die sinds 1842 de baanbrekende Bonner-jaarboeken uitgeeft.
De 'vader' van de systematische archeologische opgravingen zou Constantin Koenen (1854-1929) worden, die zich ten doel had gesteld het door Tacitus beschreven militaire kamp te vinden. In 1886 vond hij tijdens een verkennende opgraving voor het eerst wat hij zocht en van 1887 tot 1900 voerde hij de uitgebreide opgraving uit van het legioensfort, later in de literatuur ook "Koenenlager" genoemd, en publiceerde de uitgebreide resultaten in 1904 in de Bonn-jaarboeken.
Na deze baanbrekende opgraving werd het een kwart eeuw rustiger rond Novaesium. Nader onderzoek werd pas in de jaren twintig uitgevoerd, wederom door Constantin Koenen. Zelfs in die tijd meende hij gegrond bewijs te vinden van andere, oudere Romeinse militaire nederzettingen direct ten noordwesten van het kamp, dat hij had ontdekt, maar kon tot aan zijn dood de professionele wereld niet overtuigen van deze hypothese.
Nadat de opgravingsactiviteiten door de Tweede Wereldoorlog waren onderbroken, werd van 1955 tot 1972 het archeologisch onderzoek voortgezet onder leiding van Harald von Petrikovits en Gustav Müller (sinds 1957). Tijdens deze opgravingen werd Koenens veronderstelling op indrukwekkende wijze bevestigd. In totaal konden acht verschillende kampen uit verschillende tijden worden geïdentificeerd, verder de canabae legionis (de burgernederzettingen voor de legioenskampen), evenals talrijke graven.
In het verdere verloop van de jaren 1970 en in de decennia daarna kwamen de graafwerkzaamheden in Neuss nooit volledig tot stilstand, en worden gecontinueerd, meestal als nood- of reddingsopgraving als gevolg van bouwwerkzaamheden.

## Militair kamp

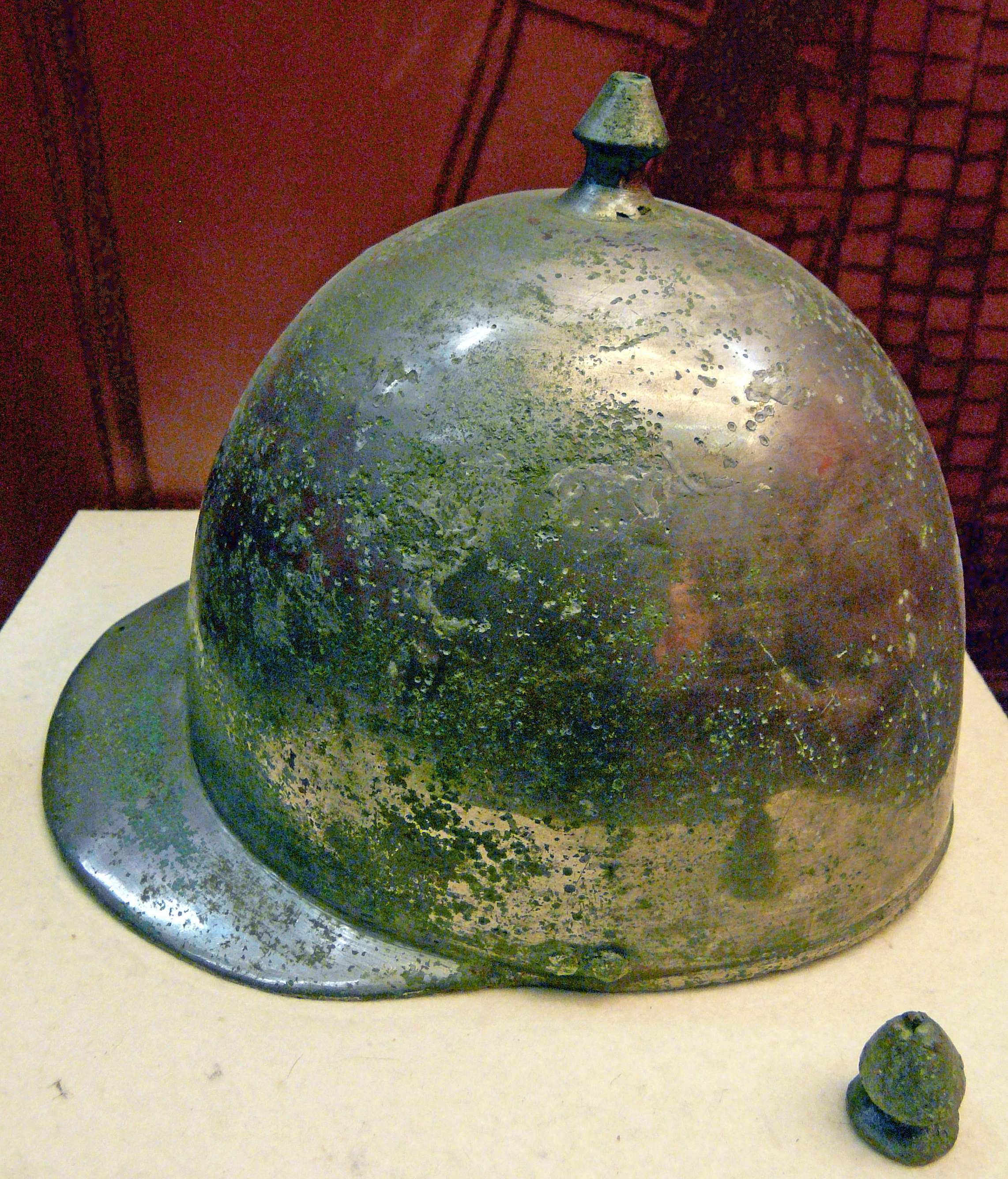
Infanteriehelm van het type Buggenum / Late Montefortino uit Novaesium, gemaakt van vertind brons, 1e eeuw n.Chr.
(Museum Clemens Sels, Neuss)

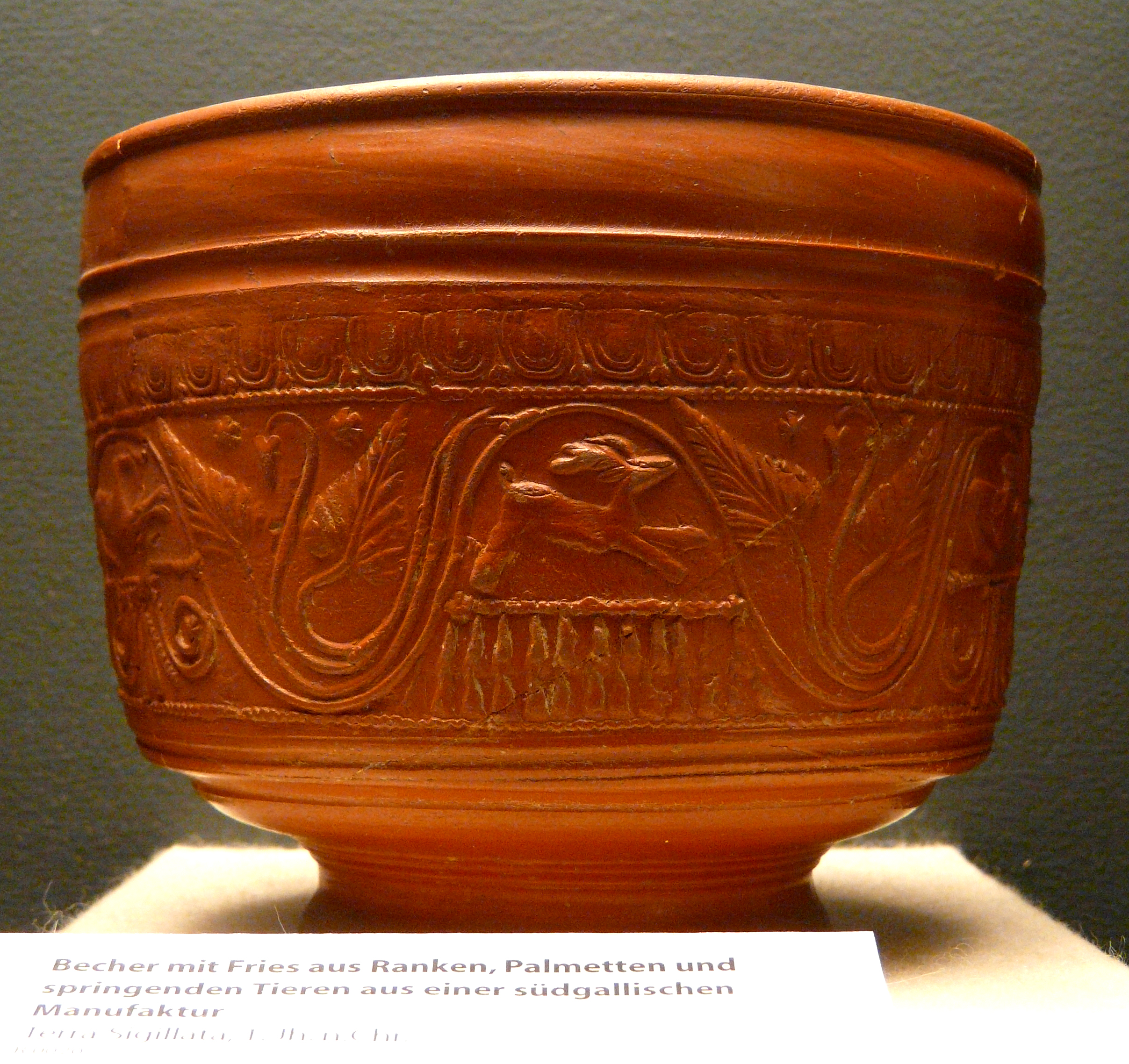
Zuid-Gallische Terra Sigillata Typ slepen.
(Museum Clemens Sels, Neuss)

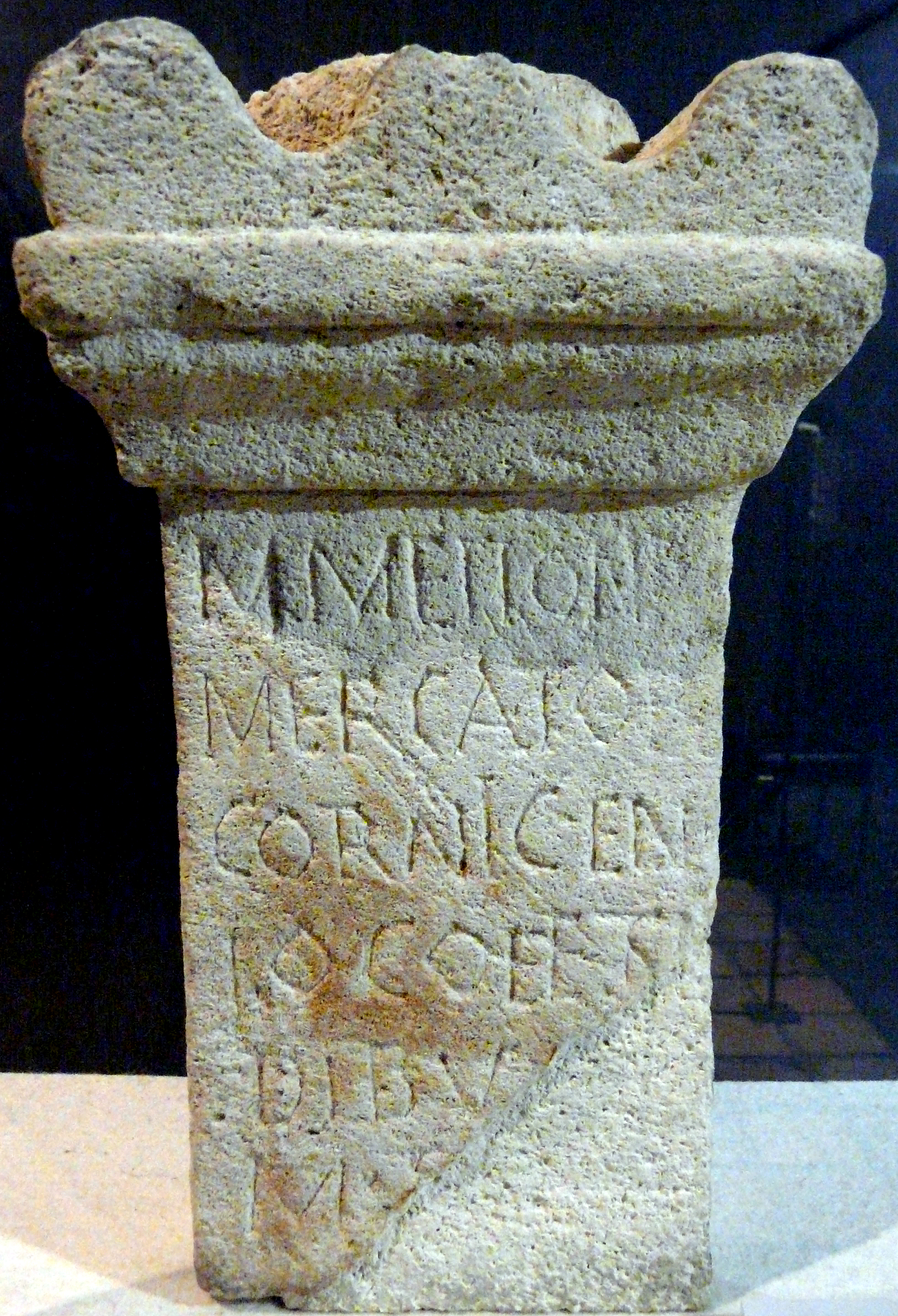
Wijdingssteen van Cornicen Marcus Mellonius Mercator
(Museum Clemens Sels, Neuss)

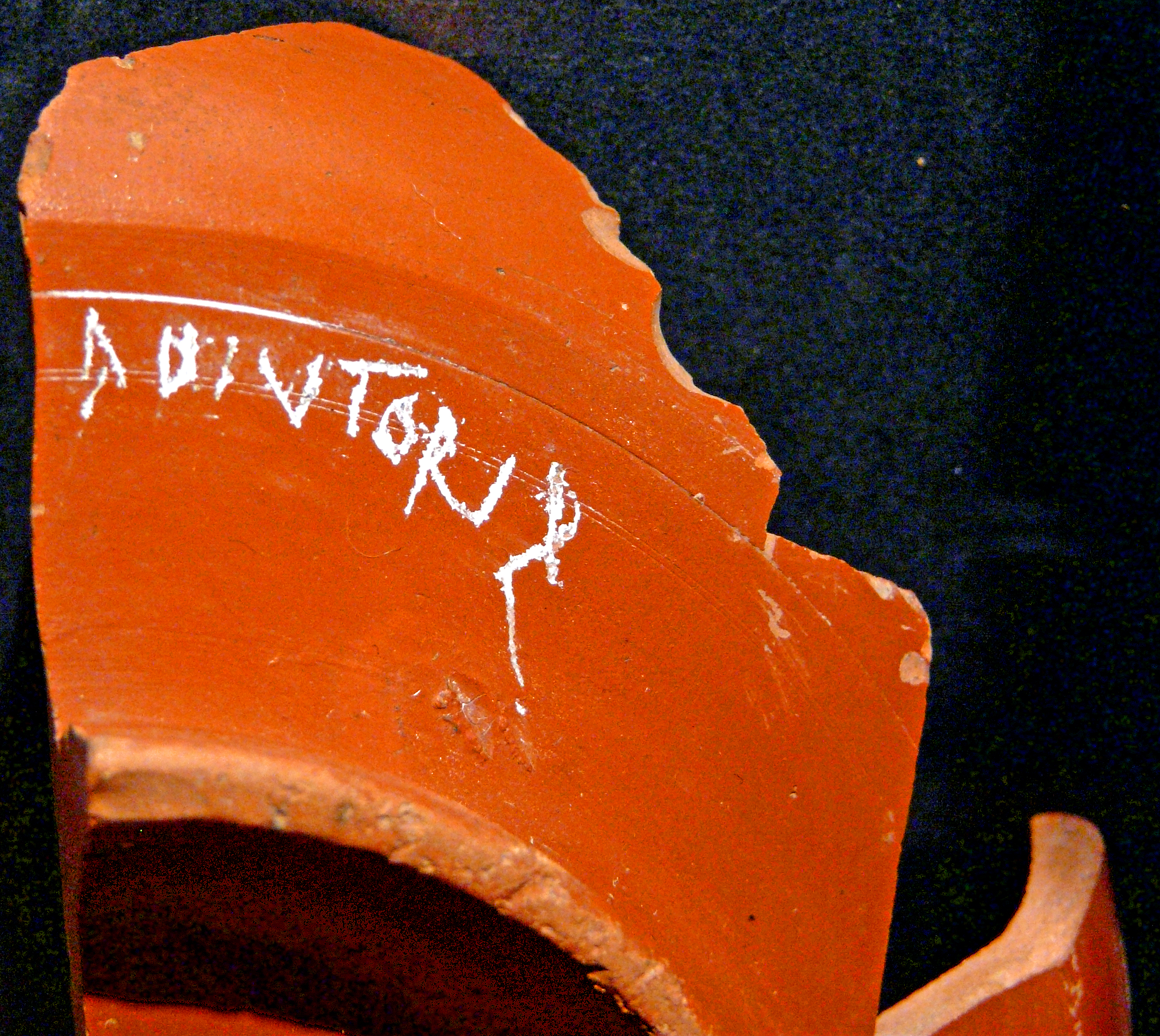
TS-bord met gegraveerde informatie van de eigenaar :ADIV (I) TORVL (I), 1. eeuw
(Museum Clemens Sels, Neuss)

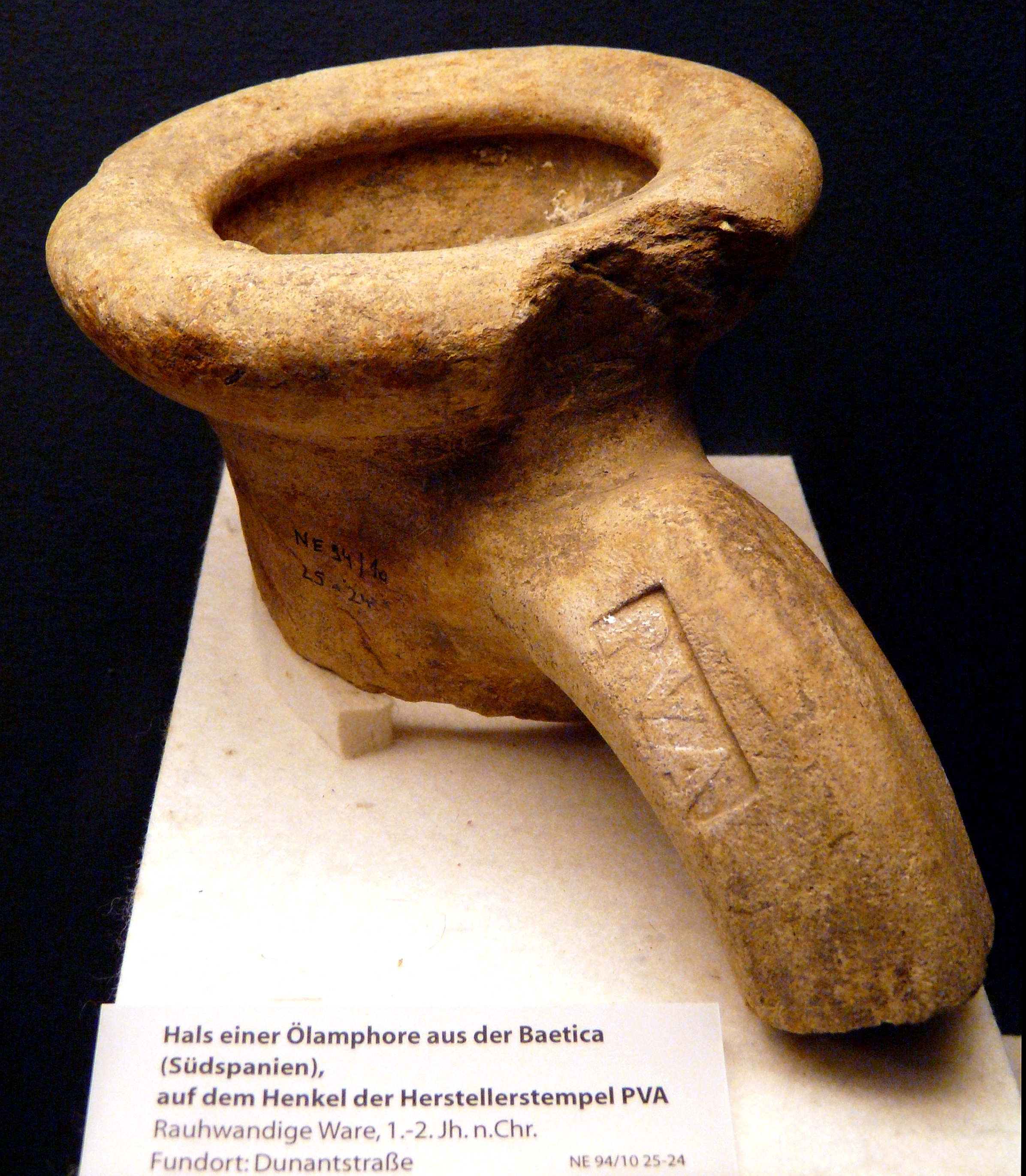
Amfoorhals met fabrieksstempel "PVA", ruwwandig keramiek, 1. – 2. eeuw
(Museum Clemens Sels, Neuss)

### Vroegste sporen
Een klein gebouw met houten palissaden, dat pas in 2011 ontdekt werd zou gedateerd kunnen worden in 30/29 v.Chr.

### De Augustus-Tiberische kampen A – F
De vroegste militaire kampen in Neuss bevonden zich allemaal ten westen van het Meertal en direct ten zuiden van het huidige Noordkanaal. De twaalf bouwfasen van deze zes kampen hadden een gemiddelde levensduur van vijf jaar.

#### Kamp A
Het zogenaamde kamp A wordt beschouwd als de oudste gedocumenteerde garnizoensplaats in Novaesium, gebouwd tussen 20 en 15  v.Chr, en 5 jaar later weer verlaten. Het kamp is ook het oudste gedocumenteerde Romeinse militaire kamp aan de Neder-Germaanse limes. Het praetoriale front was in de Romeinse tijd op de loop van de Rijn gericht. Met zijn geschatte (exacte grootte archeologisch niet meer vast te stellen) oppervlakte van 13-14 hectare is het te klein voor een legerkamp. Waarschijnlijk heeft het gediend als locatie voor een grotere vexillatio, die mogelijk met bijzondere taken was belast. De naam van de hier gestationeerde eenheid is echter niet op schrift teruggevonden. De loopgraaf werd onderbroken voor de zuidelijke poort. Het kamp had een veelhoekige of een trapeziumvormige plattegrond, omgeven door metersdiepe puntige geulen, gericht naar de Rijn en vermoedelijk versterkt met een aarden wal of een hout-aarde wal. Het kamp had een voorlopig karakter - de legionaires waren gehuisvest in tenten.

#### Dubbellegioenskamp B
Kamp B werd op dezelfde plaats als kamp A gebouwd, maar had een aanzienlijk grotere omvang van ongeveer 45 ha, en werd gebouwd tijdens de Germaanse offensieven van Drusus en Tiberius (12-9 v.Chr), en had inclusief hulptroepen ruimte voor twee legioenen. De soldaten werden ondergebracht in tenten. Uiterlijk in het jaar 14 werd het kamp weer opgegeven. De bezetting zou Legio XIX ofwel het Legio XVII of het Legio XVIII kunnen zijn.

#### Vierlegioenskamp C
De grootte van Kamp C, waarvan de omheining tot dusver slechts op enkele plaatsen archeologisch is onderzocht, wordt in totaal op meer dan 80 hectare geschat. Het kamp was omgeven door een zes meter brede spitse gracht en een muur van hout-aarde. Van de centrale gebouwen zijn de principia (personeelsgebouw) met het kampforum en het praetorium (commandantswoning) bekend. Het praetorium werd ontworpen in de stijl van een zuilengalerij, met binnenplaatsen en portieken.
Tacitus vermeldt in de annalen dat het kamp werd gebruikt als zomerkamp in finibus Ubiorum ("in het Ubier-gebied") in het jaar 14. Zo zouden de Legio I Germanica (uit Keulen), de Legio V Alaudae (uit Vetera / Xanten), de Legio XX Valeria Victrix (uit Keulen) en de Legio XXI Rapax (uit Xanten) tijdelijk in Neuss samengevoegd zijn. De muiterij, waarbij de legioenen Germanicus tot keizer wilden uitroepen, zou op Neuss-grond hebben plaatsgevonden.

#### Hulpkamp D
De afmetingen van kamp D zijn niet precies vastgesteld, maar grotendeels geschat, evenals de datering van het kamp, die slechts indicatief kan worden toegeschreven aan de regering van Tiberius.

#### Kamp E
Het veelhoekige kamp E met minstens zes hoeken had een geschatte oppervlakte van meer dan 40 hectare. Onderdeel van het kamp was een grote boerderij van 53x58 meter met een binnenplaats ter grootte van 22 x 32 meter, welke gediend kan hebben als horreum (magazijn, graanschuur) of fabrica (werkplaats).

#### Legioenskamp F
Met de verandering in het Romeinse Germania-beleid werden de aan de Neder-Germaanse grens gestationeerde troepen gereorganiseerd. Het voorheen bestaande dubbele legioenskamp bij Apud Aram Ubiorum (bij Keulen) werd opgeheven. Terwijl de eerder daar gestationeerde Legio I Germanica werd verplaatst naar Bonna, verhuisde Legio XX Valeria Victrix naar Novaesium en richtte daar het zogenaamde Camp F op. De Cohors III Lusitanorum ("3e Lusitanierkohort", een infanterie-eenheid uit Spanje) en de Ala Parthorum Veterana (“ Ala Parthian Veterans”, een cavalerie-eenheid uit Perzië) werden toegevoegd. Het magazijn onderging vijf tot zes renovatiefasen, waarbij de opslagruimte tussen de 22 en 26 ha bedroeg. Het kamp bestond tot de legio XX Valeria Victrix in het jaar 43 naar Groot-Brittannië werd overgebracht.

### Legioenkamp G ("Koenenkamp")
Vermoedelijk als gevolg van de voortschrijdende erosie van het lager gelegen terras en een daarmee gepaard gaande geleidelijke verplaatsing van de Rijnbocht, werd Legioenkamp G niet gebouwd op de plaats van het oudere kamp F, maar ten oosten ervan aan de monding van de Erft.

#### Kamp G1
Een eerste bouwfase (kamp G1) bestond uit een in het jaar 43 gebouwde constructie van hout en aarde, van aanvankelijk ongeveer 420 × 570 meter. De omwalling werd verstevigd met torens op de afgeronde hoeken, en 60 tot 120 (!) tussentorens van elk vier meter breed. Van de poorten kon alleen de Porta Praetoria, de hoofdpoort, archeologisch worden vastgesteld. Het behoorde tot het type L-vormige of haakvormige poortsystemen en had een totale breedte van 26 meter met een vrije ingangsbreedte van 8,8 meter. De twee flankerende poorttorens hadden elk een breedte van 8,6 meter en een diepte van 4,2 meter. Ze waren verbonden met meer dan een 4.2 meter brede kantelen, die rond een binnenplaats liepen. Voor een pallisade liep een spitse gracht van ongeveer vijf meter breed en bijna twee meter diep.
De binnengebouwen waren meestal uitgevoerd als paalconstructie met gegroefde dorpelbalken, waaronder een gangachtig pakhuisgebouw met een oppervlakte van meer dan 1.100 m². Het eigenlijke magazijngedeelte, bestond uit vier rijen kleinere (1,5 / 2,0x1.8 / 2.8 meter) kamers (totaal 79 stuks) en uit een administratief complex dat door een doorgang van de opslagruimte is gescheiden.

### Kamp G2

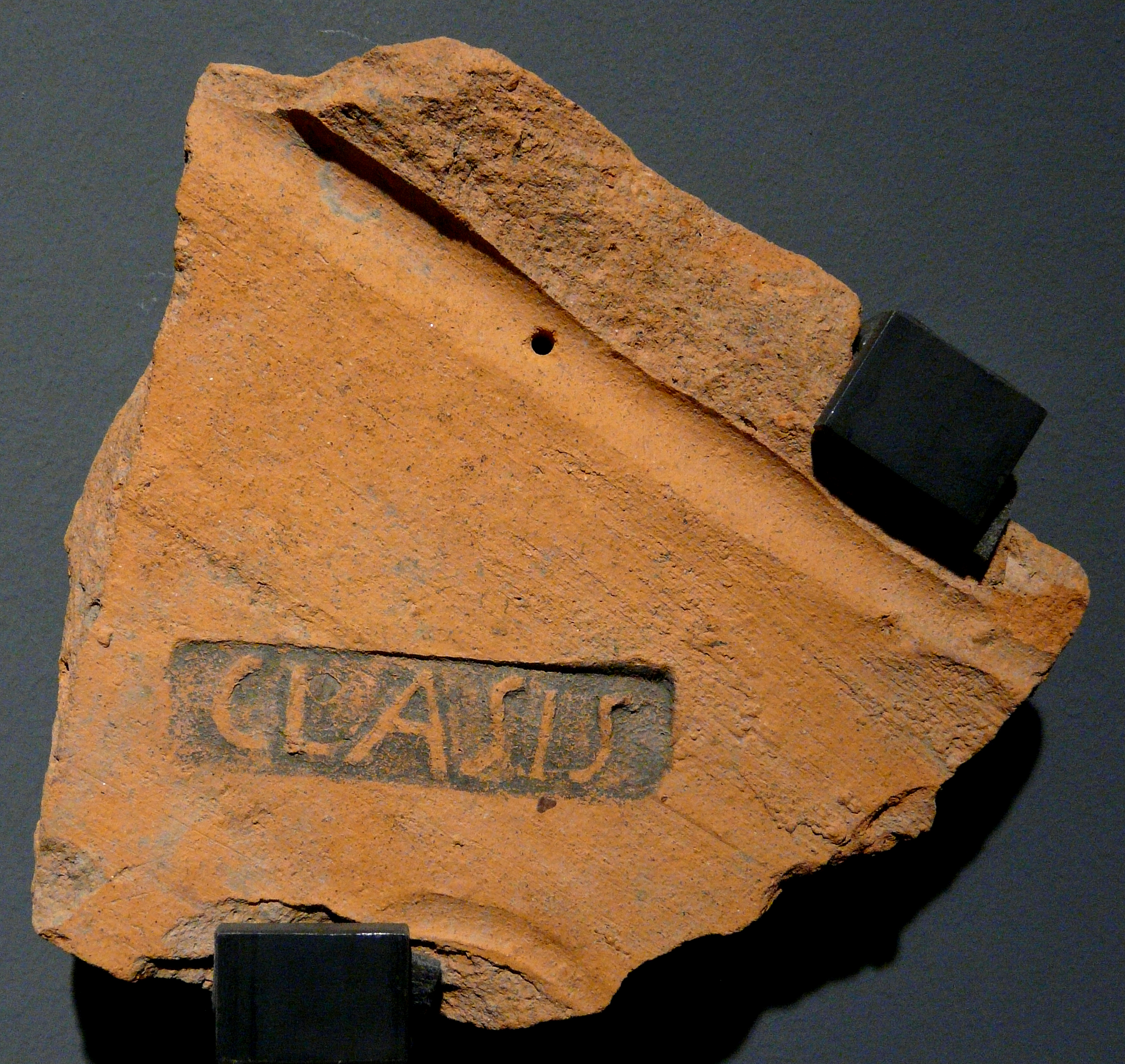
Bakstenen met de stempel "CLAS (S) IS" van Classis Germanica uit magazijn G3
(Museum Clemens Sels, Neuss)

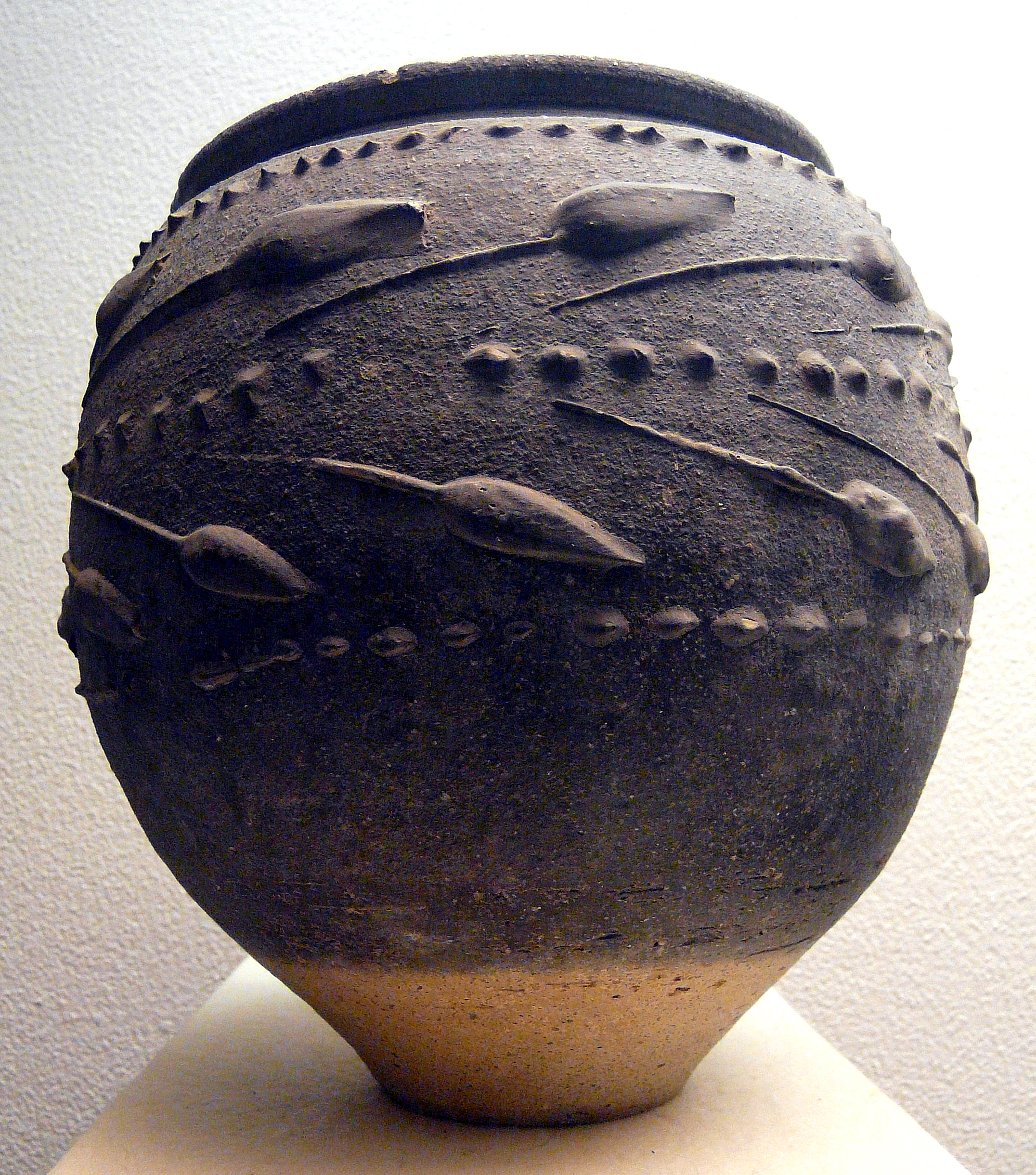
Bolle pot met barbotine decor, ruwwandig aardewerk, 1. eeuw
(Museum Clemens Sels, Neuss)

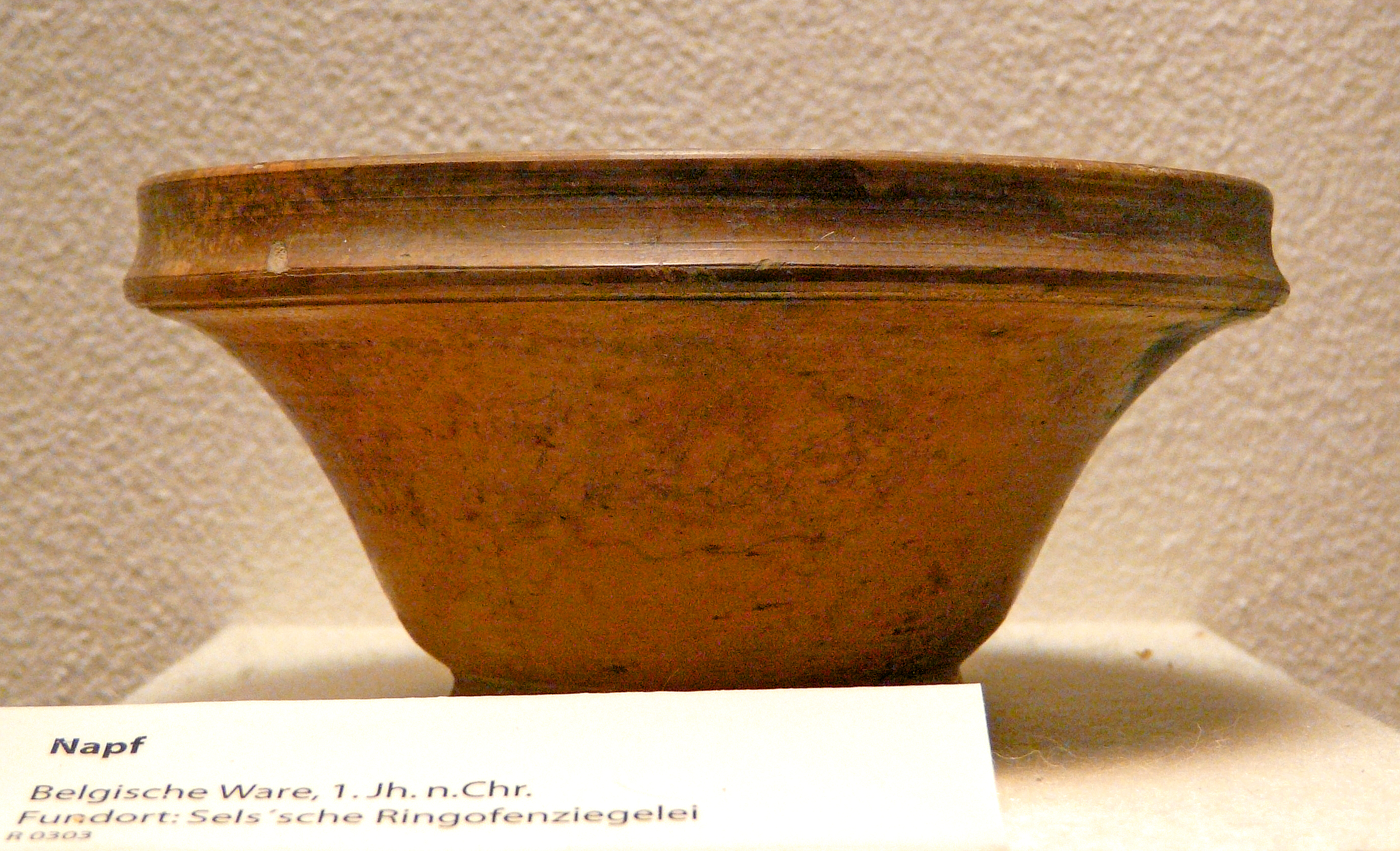
Schaal, Belgisch keramiek, 1. eeuw
(Museum Clemens Sels, Neuss)

Kamp G1 werd rond het midden van de eerste eeuw vervangen door een ander hout-aardekamp (kamp G2). De renovatie lijkt stapsgewijs in kleine stappen te hebben plaatsgevonden, en had meer het het karakter van herstelmaatregelen, dan van één grote, geplande renovatie. De oorspronkelijke omwalling bleef behouden, terwijl de spitsgracht werd vervangen door een dubbele, die zonder berm direct aan de omwalling werd bevestigd. De nieuwe breedte van het dubbele grachtsysteem was acht meter, de binnenste was 1,7 meter en de buitenste 2,3 meter diep.
De nieuwe indeling van de Porta Praetoria was 26,5 meter breed en ongeveer 15 meter diep. De twee poorttorens hadden een breedte van negen meter en omsloten een verzonken binnenplaats van 7,5 × 7,0 meter. De massieve constructie van het gebouw en de vondst van kroonlijsten voor de buitengevel suggereren dat het kamp aan de Rijnzijde een uiterst representatieve uitstraling had. Het poortsysteem van de Porta Decumana (achterpoort) was met een maatverhouding van bijna 25 tot ruim tien meter iets kleiner en was van mindere kwaliteit. Tijdens de Bataafse opstand in 69/70 werd kamp G2 vernietigd.

#### Kamp G3
Dircect na de verwoesting van kamp G2 werd in het jaar 70 het fort op dezelfde plaats herbouwd door de Legio VI Victrix (kamp G3), dit keer in steen. De verdedigingsmuur rustte op 1,2-1,5 meter brede fundamenten en was aan de buitenkant met 60×35x30-60 cm grote tufsteenblokken bekleed. Hun hoogte zou 4,0-4,5 meter bereikt kunnen hebben. Voor de muur liep een berm van meer dan twee meter breed en een 12 tot 13 meter brede en 3,5 meter diepe gracht in de vorm van een Fossa Punica. Het aardmateriaal dat is teruggevonden bij het uitgraven van de gracht (naar schatting 45.000 m³) werd gebruikt om de aarden wal achter de verdedigingsmuur te vullen. Slechts kleine sporen van de poortsystemen konden worden gevonden, het duidelijkst die van de Porta Praetoria. De constructie met een totale breedte van 29,4 meter werd geflankeerd door torens met een vermoedelijk achthoekig grondvlak met een diameter van zes meter. In het gebied van rond de 15 meter breed en twaalf meter diep boog de muur naar binnen en gaf het voorplein een bijna halfronde vorm. De poortdoorgang in het midden van de boog had een vrije breedte van zeven meter. De hoek- en tussentorens hadden niet alle dezelfde vorm, wat mogelijk is toe te schrijven aan latere herstel- en verbouwingswerkzaamheden. Uit een van deze torens (of uit het afwateringssysteem ) zou een Classis Germanica-baksteen zijn geborgen. De omwalling rond het fort is in de jaren tachtig volledig vernieuwd. Over het einde van dit legerkamp G zijn er in de literatuur verschillende meningen, zowel het midden van de jaren negentig als de jaren rond 103/104 worden vermeld. Het lijkt zeker dat de bezetting van het fort vóór het definitieve einde tot hulpfort was teruggebracht.

#### Infrastructuur en logistiek van kampen G1 tot G3

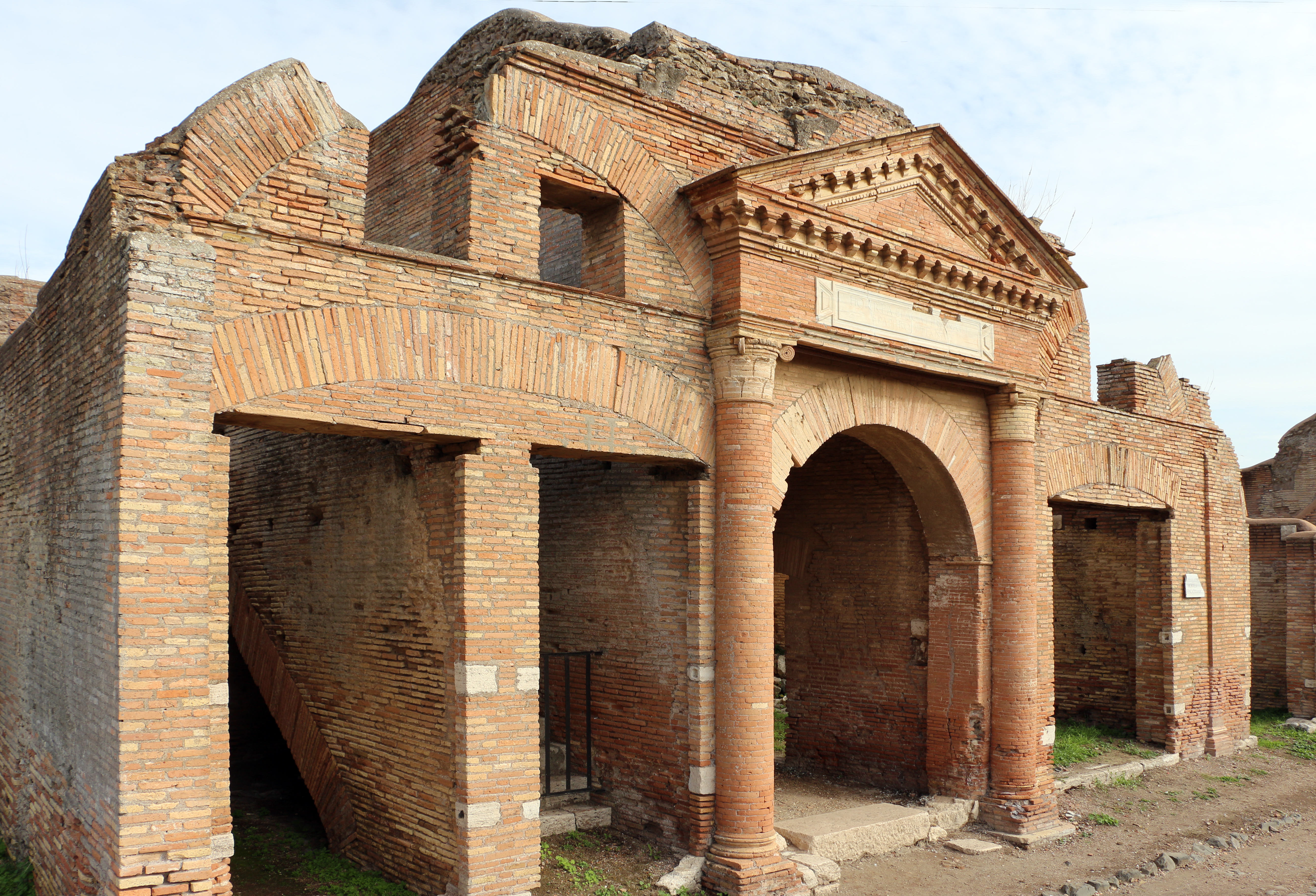
een bewaard gebleven horreum in Ostia

De wegenstructuur van het kamp kent twee hoofdassen. De Via Praetoria liep in het voorste gedeelte van het kamp, de Praetentura, met de Porta Praetoria (hoofdpoort) naar de Principia (personeelsgebouw) en vervolgens naar het achterste deel van het kamp, de Retentura, tussen het Praetorium (de residentie van de commandant) en de Porta Decumana (achterpoort), uitkomend op de Via Decumana. Deze as werd voor de Principia gekruist door de Via Principalis, die de linker zijpoort (Porta Principalis Sinistra) met de rechter (Porta Principalis Dextra) verbond. Een andere hoofdstraat was de Via Sagularis, die aan de voet van de wallen om het hele kamp liep. Tussen deze hoofdassen liepen kleinere magazijngangen. De wegen waren geplaveid met steenslag en gravel, evenals met grind en dikke zandlagen. De dikte van een enkel weglichaam kon gemakkelijk oplopen tot 0,35 meter. Regenwater werd via eenvoudige goten in houten grachten geleid en vandaar uiteindelijk afgevoerd in de richting van de Rijn via een stenen opvangkanaal dat onder de noordelijke hoek van het kamp door liep.
Het Romeinse leger probeerde voor de materiële behoeften zelfvoorzienend te zijn. Hiertoe was onder andere voldoende opslagruimte nodig, de behoefte aan graan voor een legioen alleen bedroeg ongeveer 2000 ton per jaar. In Novaesium zijn naast een opslaggebouw van het gangtype (zoals hierboven beschreven in de bouwfase G1) nog vijf opslaggebouwen ontdekt in de buurt van de Porta Praetoria, horrea met twee zuilen en drie opslaggebouwen van het zogenaamde "binnenplaatstype". De horrea met de zuilen waren 33 meter lang en 14 meter breed. Hun zwevende vloeren rustten op stenen en bakstenen pilaren. De opgaande wanden werden voorzien van ventilatiesleuven tot aan het niveau van de zwevende vloeren. Er waren steunberen op de buitenmuren om de druk van de opgeslagen massa te compenseren. De gebouwen van het “binnenplaatstype”, waarbij de vier tien meter brede gebouwvleugels bestemd voor de opslag van goederen een binnenplaats omsloten, hadden vergelijkbare veiligheids- en stabilisatiekenmerken in hun constructie.

#### Principia van kampen G1 tot G3
Het centrum van alle kampen werd beheerst door de Principia, het personeelsgebouw van het fort. De Principia van het Koenenlager in de periode G1 was waarschijnlijk 70 × 73 meter en bereikte in de laatste uitbreidingsfase 81 × 88 meter, wat een totale oppervlakte geeft van meer dan 7.100 m². Men kwam het gebouw binnen via een 6 meter brede en 12 meter lange entree, die uitkwam op een met arcades omzoomde binnenplaats van 46,5 meter lang en 48 meter breed (= 2232 m²). Aan de lange zijden van de binnenplaats bevonden zich rijen van in totaal waarschijnlijk 20 ruimtes die dienst deden als wapenkamers (Armamentaria) en schrijfkamers (Tabularia). De breedte van de afzonderlijke ruimtes schommelde - steeds 7 meter diep - tussen de drie en zeven meter. Aan de achterzijde van de binnenplaats sloot een 9,6 meter diepe vluchtroute het gebouwencomplex af. De vluchtroute omvatte in totaal negen ruimtes, waarvan de middelste acht meter brede kamer het vlagheiligdom was (Aedes). De andere ruimtes hebben waarschijnlijk gediend als scholae (colleges) en administratie. De Principia werden voor het eerst herbouwd, vermoedelijk tijdens bouwfase G2. Het achterste deel van de binnenplaats werd herbouwd en met 16 meter ingekort om plaats te maken voor een dwarshal, die werd ontworpen in de vorm van een driebeukige basiliek, waarvan het middenschip tien meter breed was. Uiterlijk na het einde van de Bataafse opstand, met het begin van fase G3, zijn verdere renovatiemaatregelen doorgevoerd. Een administratieve vleugel met in totaal 14 kamers en de twee zijvleugels van het gebouw zijn zeven meter verbreed. De dwarshal werd volledig afgebroken en vervangen door een nieuw gebouw.

#### Praetorium en tribunes van kampen G1 tot G3
In de Retentura (achterste deel van het kamp), direct achter de Principia, bevond zich het Praetorium, het woon- en presentatiegebouw van de legioenscommandant. Het was een royaal en luxueus ontworpen villa naar Romeins model met een paleisachtige zuilengalerij en met zijn afmetingen van 80 ×84 meter had het een oppervlakte van 6.720 m². In de zuidwesthoek van het gebouwencomplex bevond zich vermoedelijk een thermaalbad, in het noordoostelijke deel van het complex is in een latere bouwfase kantoorruimte gebouwd.
De accommodatie voor de zes stafofficieren, de Tribunus militum, was langs de Via Principalis, de hoofdweg van het kamp, die de linker (Porta Principalis Sinistra) en rechter (Porta Principalis Dextra) zijpoorten van het kamp met elkaar verbond. Ze waren gemodelleerd naar stedelijke mediterrane atriumvilla's met afmetingen van 38 × 38 meter een oppervlakte van ongeveer 1.400 m² elk. Een dergelijke woning had een drie meter brede vestibule (entreehal), die leidde naar een 100 m² grote binnenplaats, waarin een Impluvium was gehuisvest. Rond de binnenplaats zijn vier vleugels met de woon- en bedrijfsruimten gegroepeerd. Verwarmde woonkamers en badkamers waren standaard in deze luxe gebouwen.

#### Soldatenverblijven in kampen G1 tot G3
De gemiddelde kazerne van een Cohort was ongeveer 75 meter lang. Het voorgebouw omvatte hiervan 24 meter en was elf tot twaalf meter breed, en het eigenlijke soldatenonderkomen was 51 meter lang met een breedte van zeven tot acht meter. Dit laatste onderkomen was ingedeeld in elf tot twaalf contubernia, elk bestaand uit een voorkamer en een slaapkamer. Acht mannen deelden zo'n contubernium, zodat elke soldaat een totale oppervlakte had van iets meer dan vier vierkante meter om te wonen en te slapen (ongeveer de helft van elk). Het hoofdgebouw daarentegen stond op bijna 300 m² exclusief beschikbaar voor de centurio en zijn personeel. De plattegronden van de hoofdgebouwen zijn dan ook ontworpen als kleinere stedelijke atriumwoningen, waarbij de woon- en bijkeuken rond een kleine binnenplaats zijn georganiseerd. Twee van dergelijke kazernegebouwen stonden met de facade naar elkaar en vormden zo een kleine kazernebinnenplaats. Mogelijk werden de lastdieren beschut door luifels, die gedragen werden door uit de soldatenvleugels stekende palen.

### Hulpkamp H
Het zogenaamde hulpkamp H ligt direct ten oost-zuidoosten tussen het legioenskamp en de monding van de Erft. Het werd gebouwd rond het midden van de 2e eeuw door een Auxilia, hoogstwaarschijnlijk een Ala. De naam van de Ala is niet zeker, maar in literatuur wordt verondersteld dat het de Ala Afrorum veterana zou kunnen zijn, een pure cavalerie-eenheid van bijna 500 man.
Het kamp besloeg met zijn omtrek van 178 × 165 meter een vrijwel vierkante oppervlakte van bijna drie hectare. Het werd verdedigd door een stenen muur versterkt met steunberen en een in totaal 21 meter breed, dubbelpuntig grachtsysteem. Er is weinig bekend over de binnenindeling vanwege de hevige en omvangrijke ongeregeldheden in de post-Romeinse tijd.
Ook het einde van het bestan van het fort is niet met zekerheid vastgesteld. Het werd ofwel vernietigd door de eerste invasies van de Franken rond 256/57 of ten laatste tijdens het massale Frankische offensief rond 275/76. Individuele vondsten uit de omgeving van het kamp en zijn vicus wijzen echter ook op een Romeinse aanwezigheid tot de eerste helft van de 4e eeuw.

### Klein fort, uitkijktoren, nederzetting en begraafplaats op de Reckberg
Ongeveer drie kilometer ten oosten van de legioens- en hulpkampen van Novaesium stonden aan de rand van het lagere terras twee Romeinse gebouwen, waarschijnlijk uit dezelfde periode, op twee zandduinen genaamd "Eerste" en "Tweede Reckberg". Vanaf deze duinen, die tussen de rivier en de Limesweg van Novaesium naar Durnomagus lagen, was een weids uitzicht over het Rijnland en naar de naburige garnizoenen gegarandeerd. In de huidige geografie van de nederzettingen bevinden de twee bodemmonumenten zich in een klein bosrijk gebied in het midden van landbouwgebieden tussen de Neuss-districten Grimlinghausen en Uedesheim, direct ten noorden van de weg "Am Reckberg".

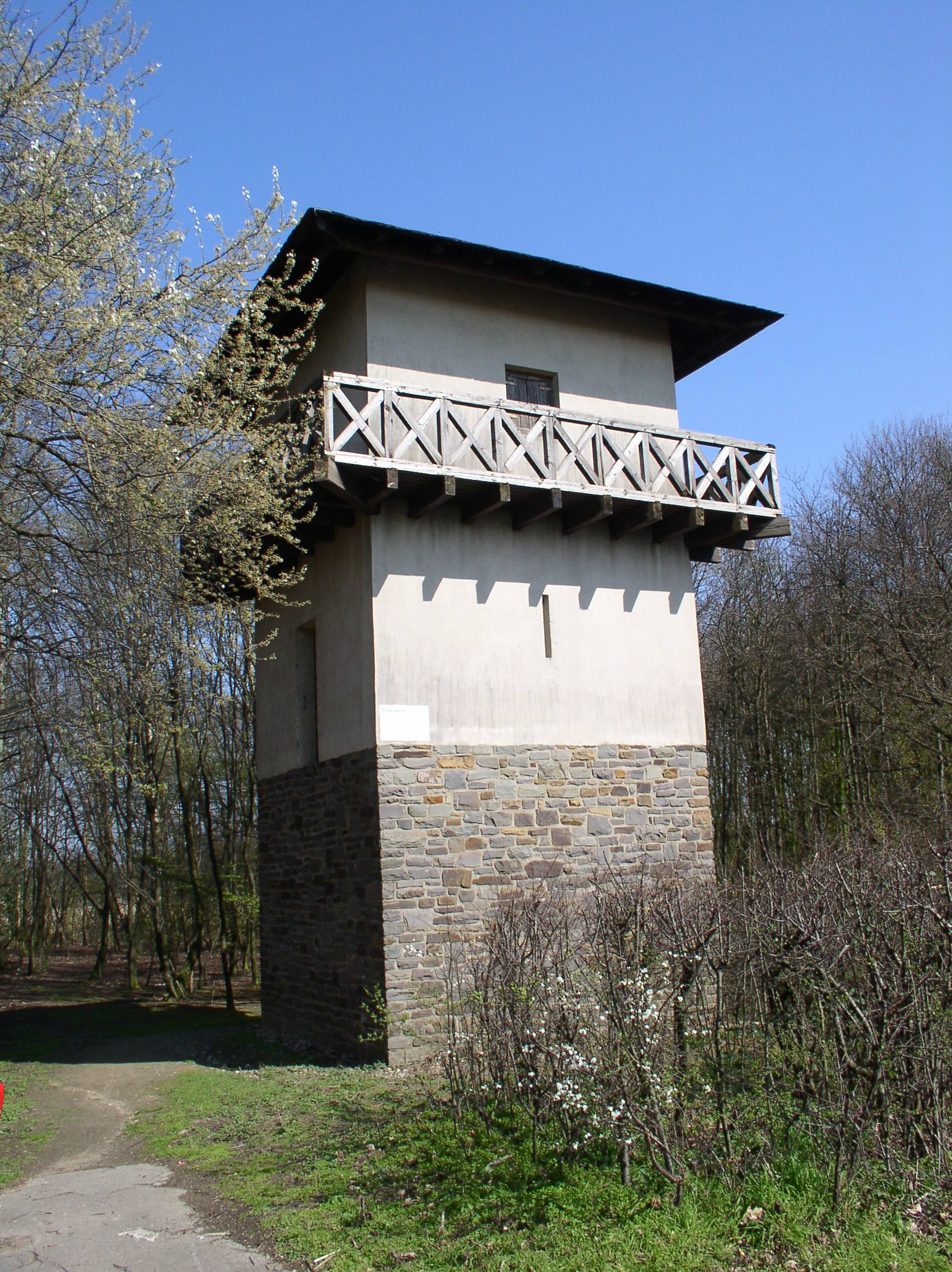
Wachttoren op de Reckberg (Neuss)

Het kleine fort stond op de "Tweede Reckberg" en kende twee bouwperiodes. Het jongere stenen fort had een bijna vierkante omtrek van 33,0 × 34,5 meter. De verdedigingsmuur was 1,9 meters dik, had afgeronde hoeken en ingewerkte 5,4 meter diepe torens. Met zijn enkele poort, een eenvoudige constructie met eveneens verzonken randen en een doorgangsbreedte van drie meter, was het fort gericht op het zuidwesten, richting limesweg. Voor een pallisade was een 6,5 meter brede, dubbelpuntige gracht, die ten tijde van de opgraving nog 4,25 meter onder het maaiveld lag. Een andere dubbelpuntige gracht met een totale breedte van zeven meter, die iets buiten het complex werd ontdekt, behoorde waarschijnlijk toe aan een ouder fort gebouwd in een hout-aarde-constructie. Het kleine fort op de Reckberg werd gebouwd aan het begin van de tweede eeuw / einde van de eerste eeuw en werd mogelijk tot het midden van de derde eeuw gebruikt.
Ongeveer 200 meter ten noordwesten van het kleine fort, op de "Eerste Reckberg", werd een vierkant muurdeel van ongeveer 5 × 5 meter vrijgegraven, dat deel uitmaakte van de fundamenten van een Romeinse wachttoren. De zandstenen funderingen waren een meter dik. De vakwerktoren rees er bovenop. Er is geen informatie over de ouderdom van de uitkijktoren; het werd waarschijnlijk gebouwd in dezelfde tijd als het kleine fort. In 1991 werd een reconstructie van de toren gebouwd niet ver van waar de Romeinse wachttoren oorspronkelijk stond.
Ongeveer honderd meter ten westen van het fort, ten zuiden van de limesweg (de straat "Am Reckberg"), bevonden zich de ruïnes van een nederzetting met een diameter van ruim vijftig meter, waarvan de bijbehorende begraafplaats nog eens vijftig meter verderop, op de oostelijke helling van de "Eerste Reckberg" lag. Alleen de vondsten van de begraafplaats konden worden gebruikt om de nederzetting te dateren, de nederzettingsstrook daar direct naast lag aan de drukke limeweg. De begraafplaats blijkt uit vondsten uit het einde van de eerste tot de eerste helft van de derde eeuw.

### Laat Romeinse vestingwerken

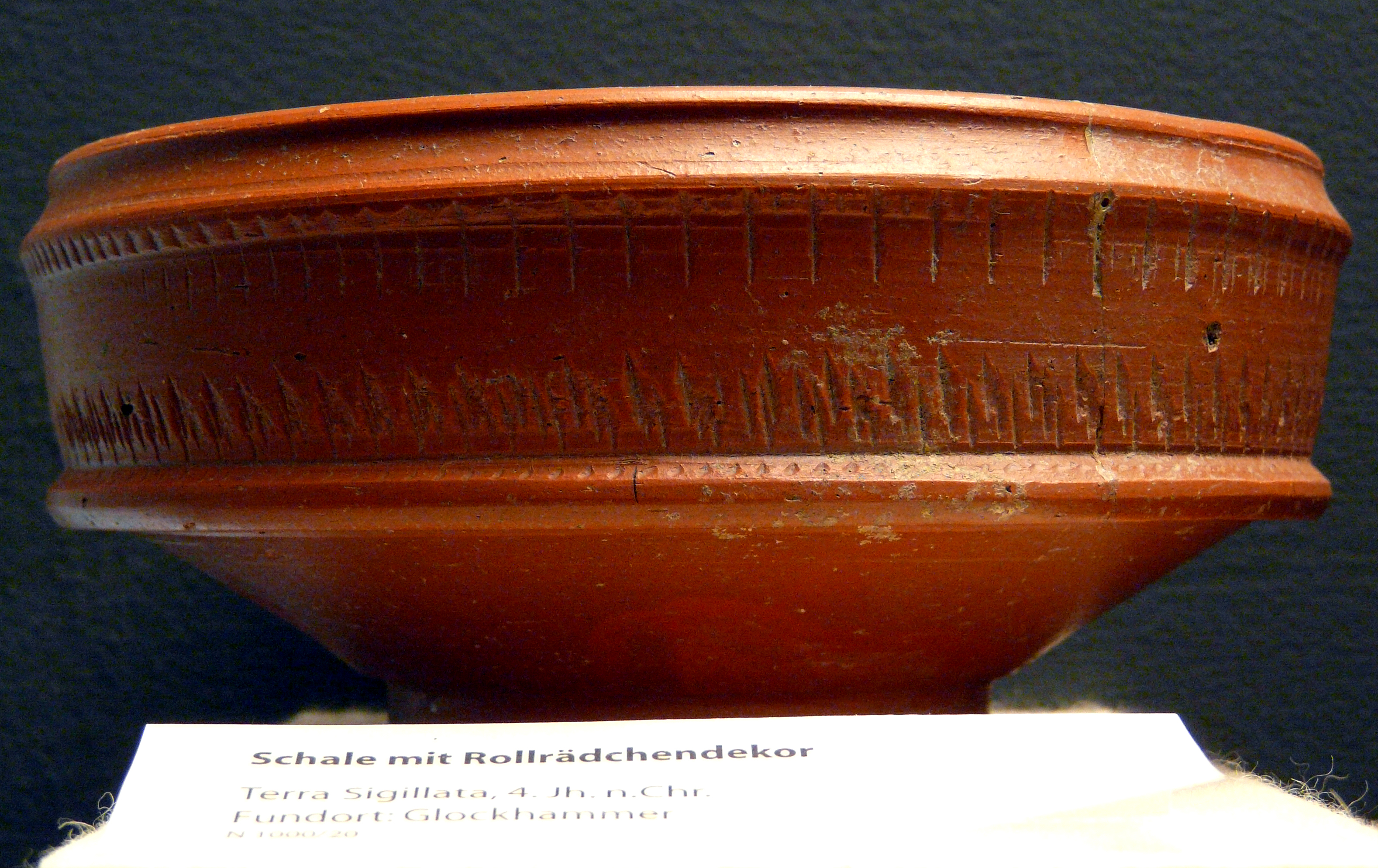
TS-schaal met rolwieldecoratie, 4e eeuw
(Museum Clemens Sels, Neuss)

De schriftelijke vermeldingen van Novaesium worden in de loop van de tijd steeds kariger. Voor de laat-Romeinse tijd zijn we daarom steeds meer afhankelijk van archeologische vondsten. In en direct rondom Neuss zijn voor de vierde eeuw de volgende plaatsen vermeld:

#### "Novaesium" en "Nivisium castellum"
Het laat-Romeinse Novaesium als militaire basis is overgeleverd in schriftelijke bronnen als "Novesium" en "Nivisium castellum", maar de locatie is nog onzeker. Twee mogelijke locaties worden bediscussieerd : het gebied van de monding van de Erft en het gebied van de oude binnenstad van Neuss. De laatste hypothese wordt ondersteund door de vondsten van twee putten die gevuld waren met vondsten uit de periode tussen de eerste en het midden van de vierde eeuw, evenals een soldatengraf uit de jaren tussen 350 en 360.

#### Vestingwerk in de "Hummelbachaue"
In 1993/1994 werd een opmerkelijk laat-Romeins relikwie met een duidelijk militair karakter ontdekt in de "Hummelbachaue" op de plaats van een golfbaan ongeveer twee kilometer ten zuidwesten van de monding van de Erft. Het was waarschijnlijk een opslaglocatie van één hectare, waarbinnen waarschijnlijk vakwerkhuizen met stenen funderingen. De taak van de daar gestationeerde troepen, waarschijnlijk een eenheid van de Comitatensen, het Romeinse mobiele leger(in tegenstelling tot de Limitanei, die verantwoordelijk waren voor de grensdienst) bestond vermoedelijk uit het veiligstellen van een belangrijke weg die van de Rijn naar het achterland van de Limes leidde. Volgens de vondsten werd het fort aan het einde van de vierde eeuw gebouwd, waarschijnlijk als reactie op een invasie van de Franken in 387/388, en bleef in gebruik tot de zesde (!) eeuwt. Dit maakt het een van de zeldzame voorbeelden van continuïteit van gebruik van de Romeinse tot de Frankische tijd.

#### Burgus bij "Gut Gnadental"
Eind jaren 1990 werd eindelijk een Burgus uit het begin van de vierde eeuw ontdekt bij "Gut Gnadental", hemelsbreed ruim anderhalve kilometer ten zuidwesten van de monding van de Erft. Het fort, waarvan de fundamenten van twee muurdelen en een ronde toren zichtbaar waren, werd waarschijnlijk gebouwd in verband met de Constantijnse restauratie van de grensbeveiligingssystemen in de provincie Germania secunda. De taak van het garnizoen was waarschijnlijk het bewaken van een Romeinse snelweg die naar Marseille leidde.

## Legioenen

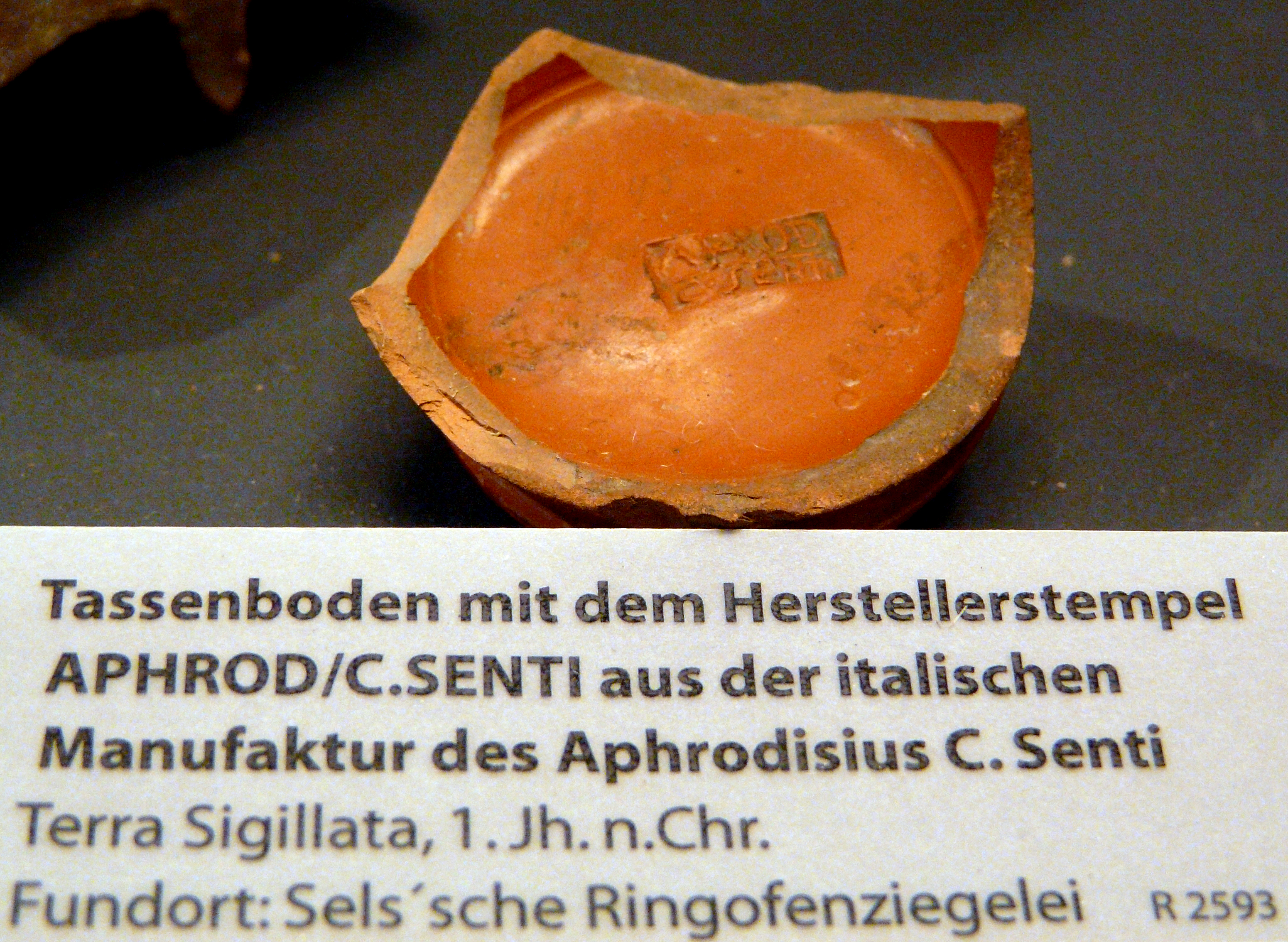
Italiaanse TS bekervoet met stempel "APHROD C.SENTI", 1e eeuw
(Museum Clemens Sels, Neuss)

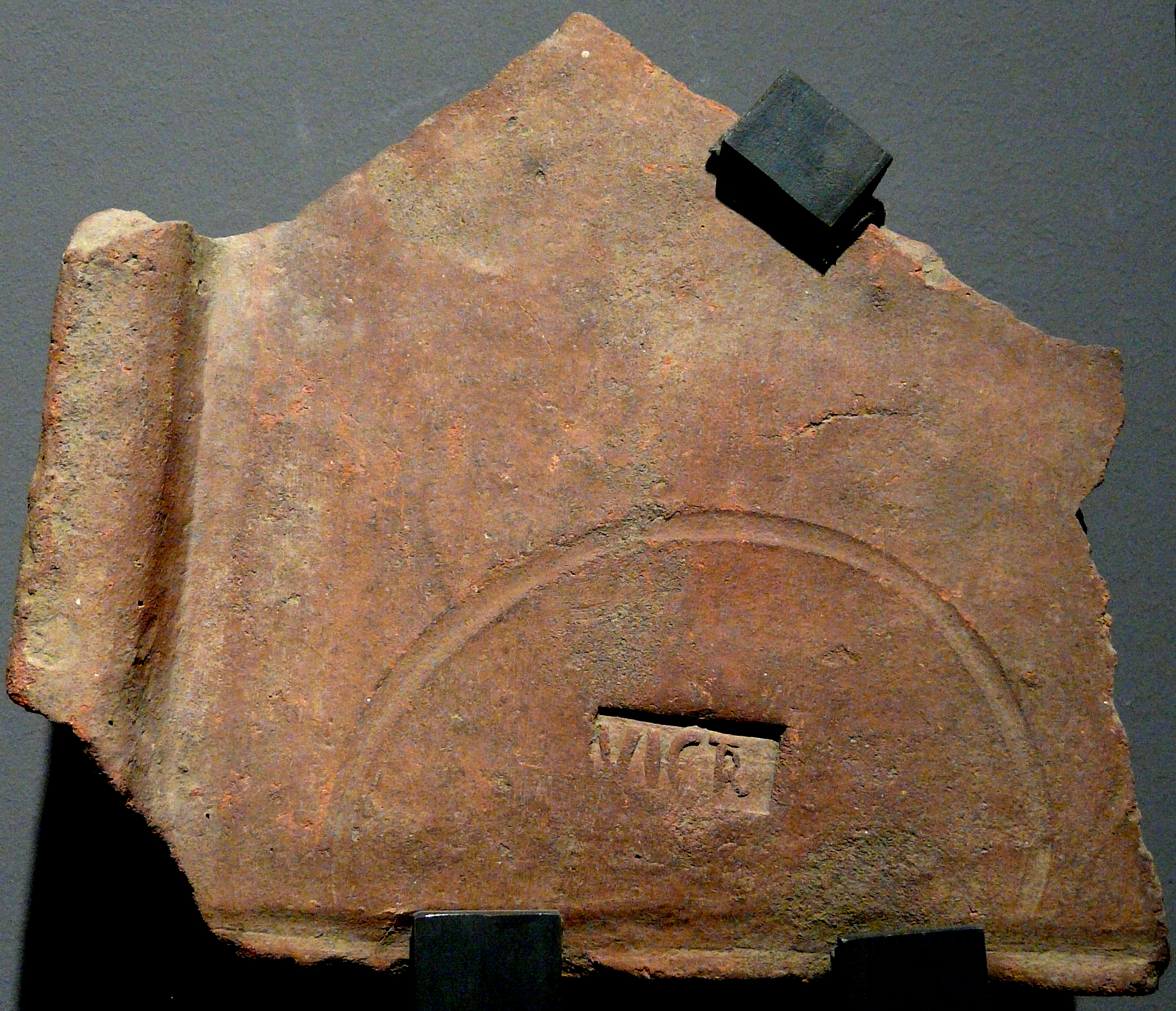
Baksteen stempel van
(legio VI) VICTR (ix)
(Museum Clemens Sels, Neuss)

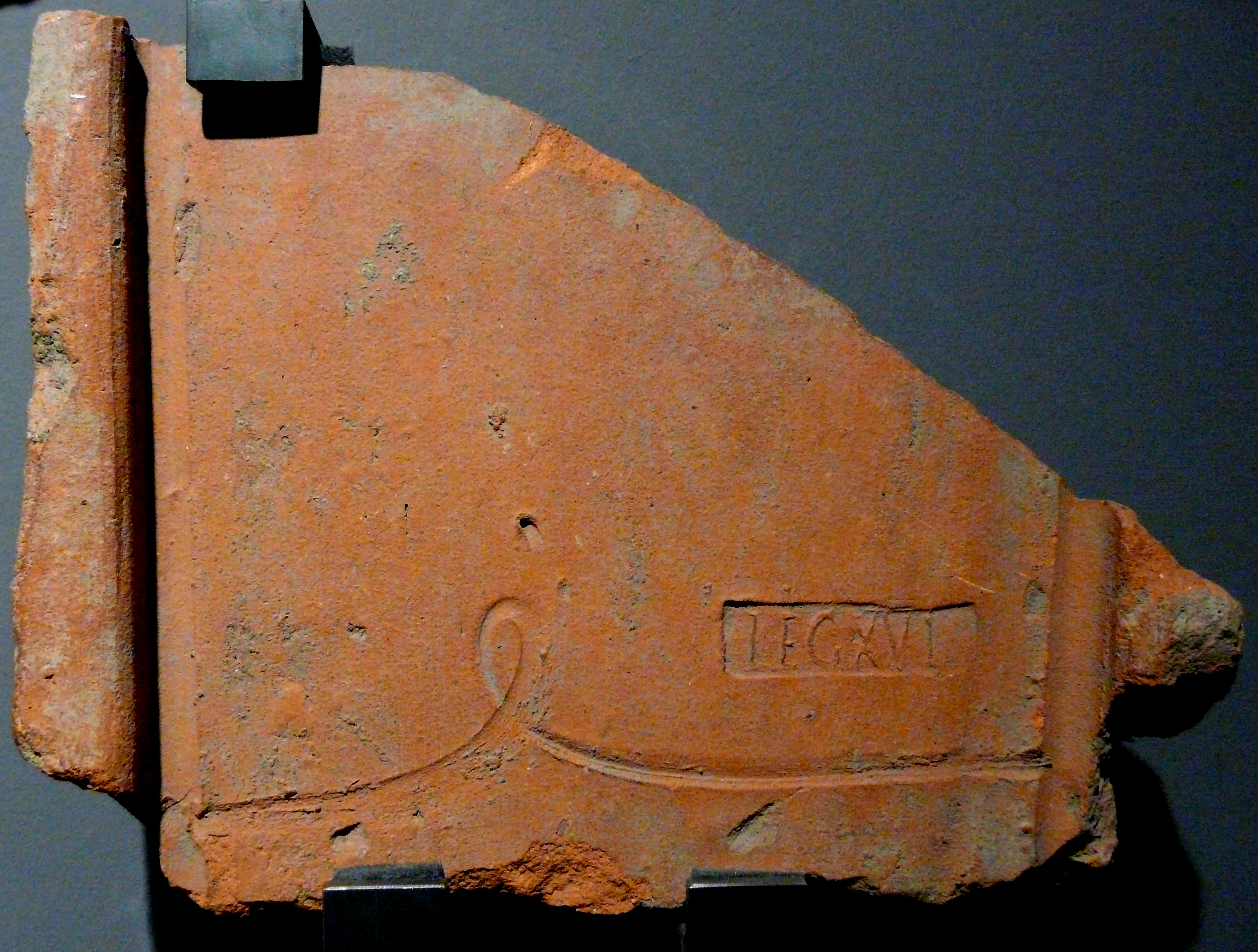
Baksteen stempel van
Legio (io) XVI
(Museum Clemens Sels, Neuss)

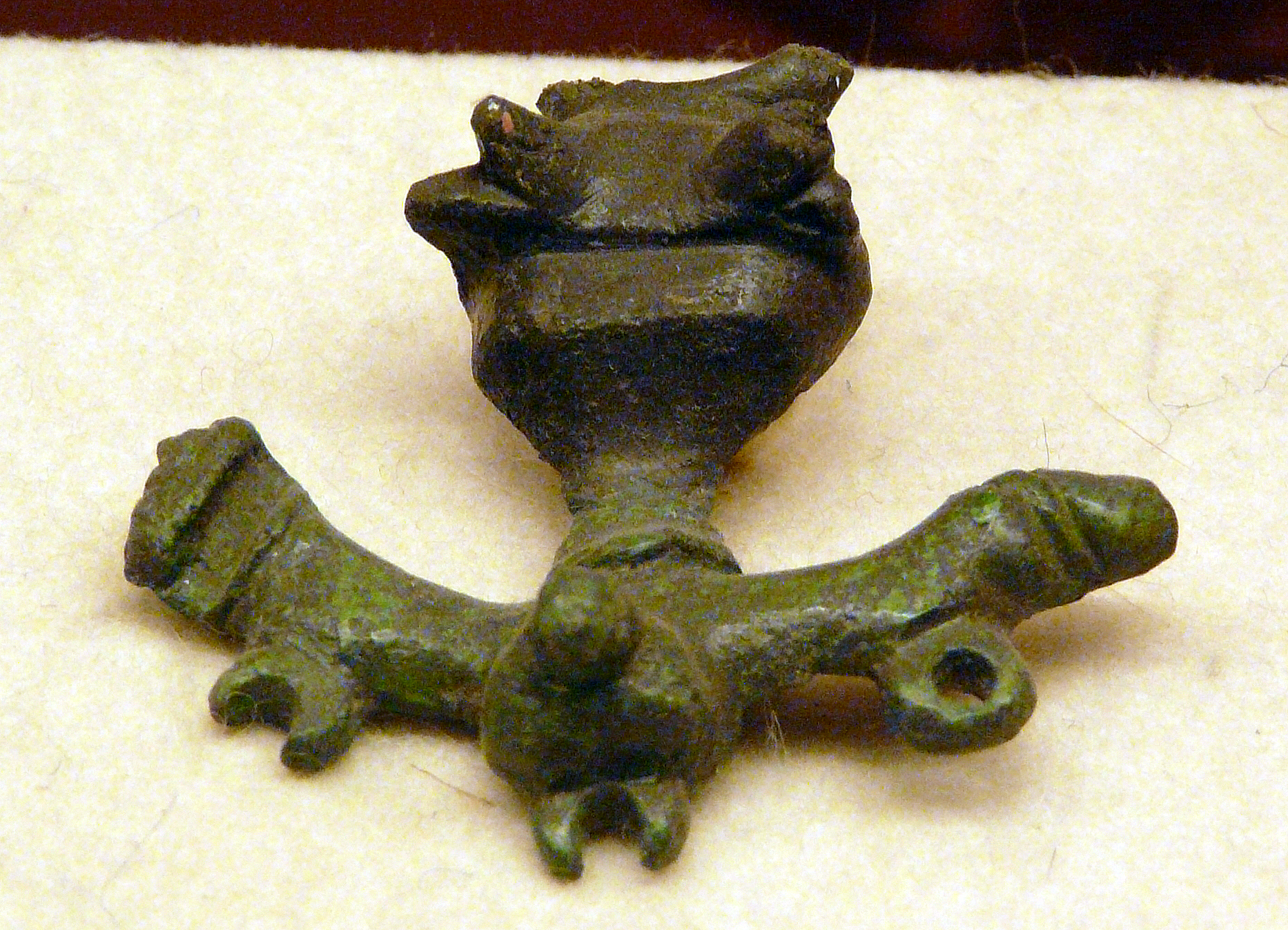
Fallische hanger van brons, 1e eeuw eeuw
(Museum Clemens Sels, Neuss)

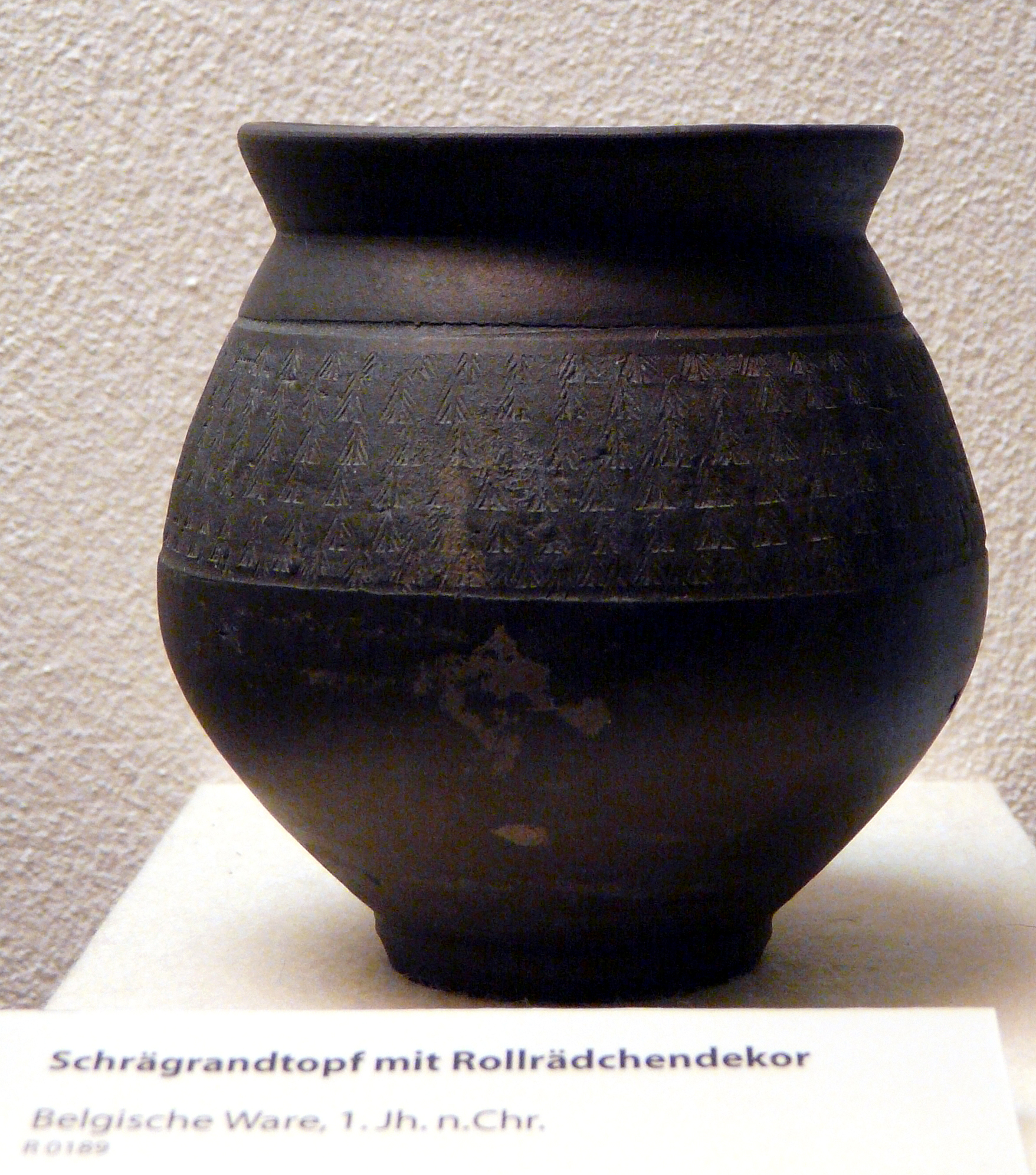
Hellende randpot met rolwieldecoratie, Belgisch aardewerk, 1e eeuw
(Museum Clemens Sels, Neuss)

#### Legio I Germanica
Het Legio I Germanica had zijn hoofdkwartier eerst in het legioenskamp Apud Aram Ubiorum. Vanaf het jaar 14 is hun legering met zekerheid vastgesteld, als een van de vier legioenen, die werden samengevoegd in finibus Ubiorum (een plaats die gewoonlijk wordt gelijkgesteld met het "Kamp C" van Novaesium ) in het zomerkamp en die betrokken waren bij de muiterij na de dood van Augustus. Het was het enige verblijf van dit legioen in Novaesium. Na de gebeurtenissen van de zomer van 14 keerde het waarschijnlijk terug naar Keulen, waar het bleef tot het in 35 naar Bonn werd verplaatst.

#### Legio V Alaudae
De Legio V Alaudae was een ander legioen betrokken in de muiterij van het jaar 14. Na deelname aan de Gallische oorlogen en de burgeroorlog, en de stationering op het Iberisch schiereiland was de verblijfplaats van deze - oorspronkelijk Caesariaanse - troepen Vetera, waar ze na een kort verblijf in Novaesium bleven totdat ze deelnamen aan de gebeurtenissen van 69.

#### Legio VI Victrix
Het Legio VI Victrix werd door Octavianus opgericht in 41 v.Chr., had gevochten in de burgeroorlog en was daarna bijna honderd jaar gestationeerd in Hispania Tarraconensis, waar het betrokken was bij de oorlog tegen de Cantabriërs. In de winter van 69/70 werd het door Vespasianus verplaatst naar Neder-Germanië, waar het de Bataafse-opstandelingen onder bevel van Petillius Cerialis een beslissende nederlaag toebracht in de "Slag om Vetera". Daarna werd het ingekwartierd in Novaesium, waar men het verwoeste "Kamp G" van de Legio XVI Gallica herbouwde. Daarnaast was het betrokken bij het herstel van talrijke hulpkampen langs de Rijn. In de jaren 78/79 leidde het een campagne tegen de Brukterer op de rechteroever van de Rijn. Tijdens de Saturnine-opstand bleef het Legioen, net als alle eenheden van het Neder-Germaanse leger, aan de kant van Domitianus, daarom kreeg het de eretitel pia fidelis Domitiana. Uiterlijk in 104 werd het verplaatst van Novaesium naar Vetera, waar het dankzij hun reputatie als bouwlegioen betrokken werd bij de bouw van Colonia Ulpia Traiana.

#### Legio XVI Gallica
In het jaar 43 werd het Legio XX Valeria Victrix, toegevoegd aan de Britse campagne en vervangen door het Legio XVI Gallica, dat naar "Kamp G" verhuisde. Het was eerder (op zijn laatst in het jaar 9) gestationeerd in Mogontiacum en zou zelfs eerder in Raetia in actie zijn geweest. Nadat het zich na de Bataafse opstand in het jaar 70 had overgegeven, werd het door Vespasianus ontbonden en opnieuw opgericht als Legio XVI Flavia en gestationeerd aan de oostgrens van het rijk.

#### Legioenen XVII, XVIII en XIX
De twee legioenen die "Kamp B" bezetten zijn niet met zekerheid vastgesteld. In principe zou het Legio XVII of de in de "Slag om het Teutoburger Woud" vernietigde legioenen Legio XVIII en Legio XIX kunnen zijn. Het meest waarschijnlijk is de aanwezigheid van het XIXe legioen.

#### Legio XX Valeria Victrix
Het vermoedelijk Octaviaanse legioen Legio XX Valeria Victrix kwam uit het Donaugebied en werd na een aanvankelijk, kort verblijf in "Kamp C" van Novaesium, gestationeerd in Apud Aram Ubiorum. Toen het dubbele legioenskamp in Keulen rond het jaar 35 werd ontbonden richtte het in Neuss het "Kamp F" op. Het verbleef minder dan een decennium in Novaesium. In het jaar 43 was het ondergeschikt aan het Aulus Plautius-expeditieleger bij de verovering van Groot-Brittannië. Het bleef toen op de Britse eilanden.

#### Legio XXI Rapax
Het Legio XXI Rapax, opgericht in 31 v.Chr. was ook een eenheid die alleen tijdens de gebeurtenissen van het jaar 14 betrokken was met Novaesium. Het legioen dat in de burgeroorlog was opgericht, had in Spanje en Raetia gevochten voordat het werd verplaatst naar Vetera als vervanging en versterking na de Clades Variana. Na haar korte verblijf in “Kamp C” nam het deel aan het Germanicus-offensief van Vetera. Na de verovering van Groot-Brittannië werd het verplaatst naar Vindonissa als onderdeel van een hergroepering van het leger.

### Hulptroepen
De omvang van de legioenskampen van Novaesium maakte het noodzakelijk om de legioenen met hun hulptroepen gecombineerd in één kamp onder te brengen. De namen van de meeste hulptroepen zijn echter niet bekend. De volgende hulpgroepen zijn met enige waarschijnlijkheid gelegerd geweest:

#### Ala Afrorum veterana (?)
De Ala Afrorum Veterana is de minst zekere van alle hulptroepen in Novaesium. Haar stenen monumenten zijn verspreid over het hele Rijnland en het is daarom heel goed denkbaar dat Signifer Oclatius slechts per ongeluk en/of tijdelijk in Novaesium  was toen hij stierf, en dat zijn werkelijke locatie in Burginatium, Gelduba of Vetera was. Als Novesium eigenlijk de basis van deze Ala was, moet "Kamp H" als accommodatie voor hen hebben gediend.

#### Ala Gallorum Picentiana
De Ala Gallorum Picentiana, oorspronkelijk opgezet door Augustus met Gallische cavaleristen, droegen de Cognomen van hun eerste commandant, die vermoedelijk Lucius Rustius Picens werd genoemd. Het werd waarschijnlijk naar de Rijn verplaatst om de troepenverliezen te compenseren die waren veroorzaakt door de vorming van het expeditieleger naar Groot-Brittannië onder Claudius. Het was samen met Legio XVI gelegerd in "Kamp G". Na de Bataafse opstand werd het verplaatst naar Opper-Germanië.

#### Ala Parthorum veterana
Evenmin zeker is legering van de Ala Parthorum Veterana, een hulpgroep van bereden boogschutters die oorspronkelijk was gevormd uit Parthische vluchtelingen en naar de Rijn kwam als gevolg van de Clades Variana en gestationeerd was bij de Legio XX Valeria Victrix en de Cohors III Lusitanorum in "Camp F". De veronderstelling van hun aanwezigheid is gebaseerd op de ontdekking van een zilveren ring, waarvan de inscriptie de Decurio van de Ala, Publius Vibius Rufus, noemt. Voor het midden van de eerste eeuw werd het Ala verplaatst naar Opper-Germanië.

#### Cohors III Lusitanorum
Het Cohors III Lusitanorum werd door Augustus gerekruteerd in het noordwesten van Spanje en Portugal en waarschijnlijk aan het begin van het Drusus-offensief naar de Rijn verplaatst. In Neuss was het waarschijnlijk gehuisvest in "Kamp F" samen met de Tiberian Legio XX Valeria Victrix en de Ala Parthorum Veterana.

## Burgernederzettingen

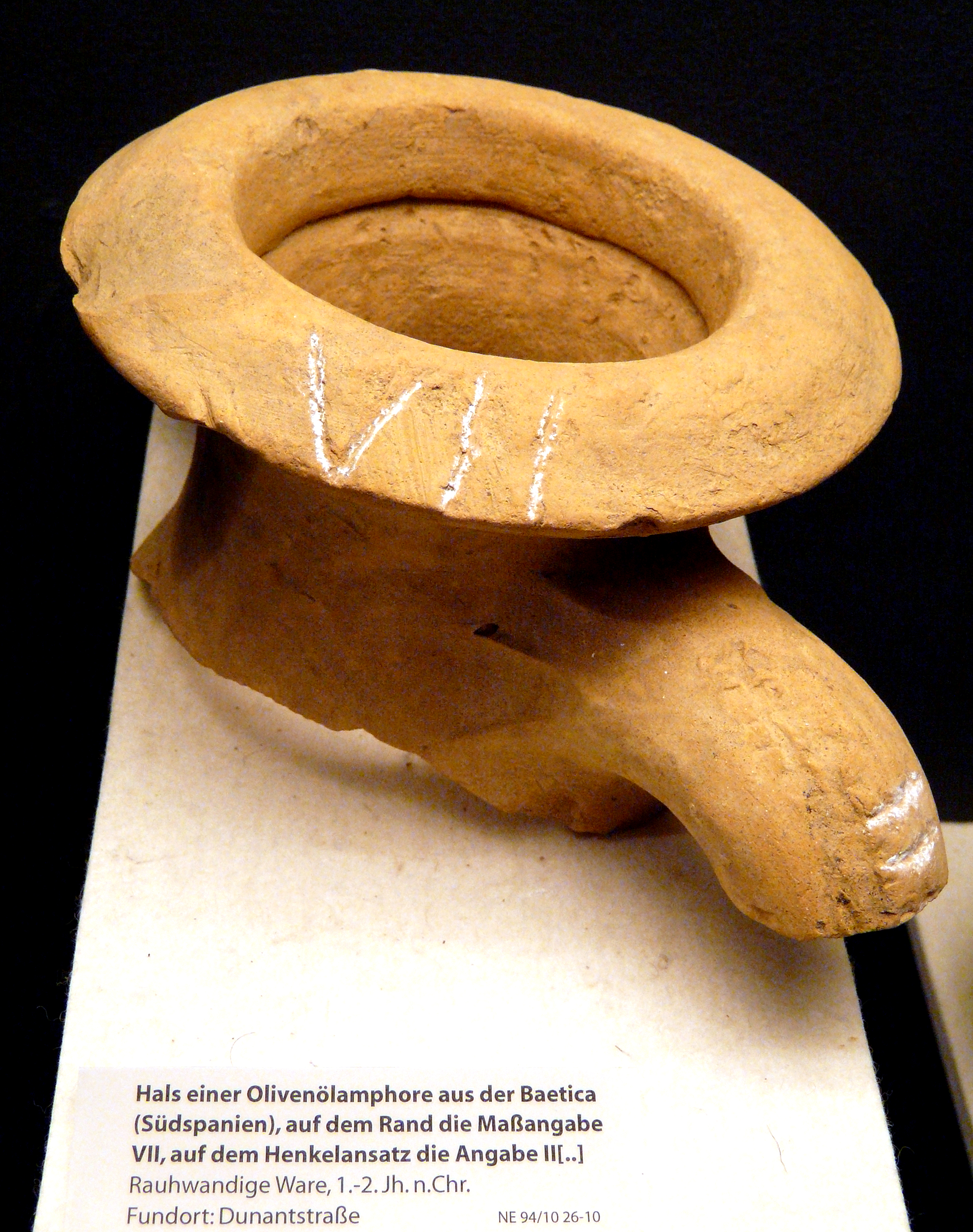
Amfoorhals met schaalaanduiding, ruwwandig keramiek, 1e-2.e eeuw
(Museum Clemens Sels, Neuss)

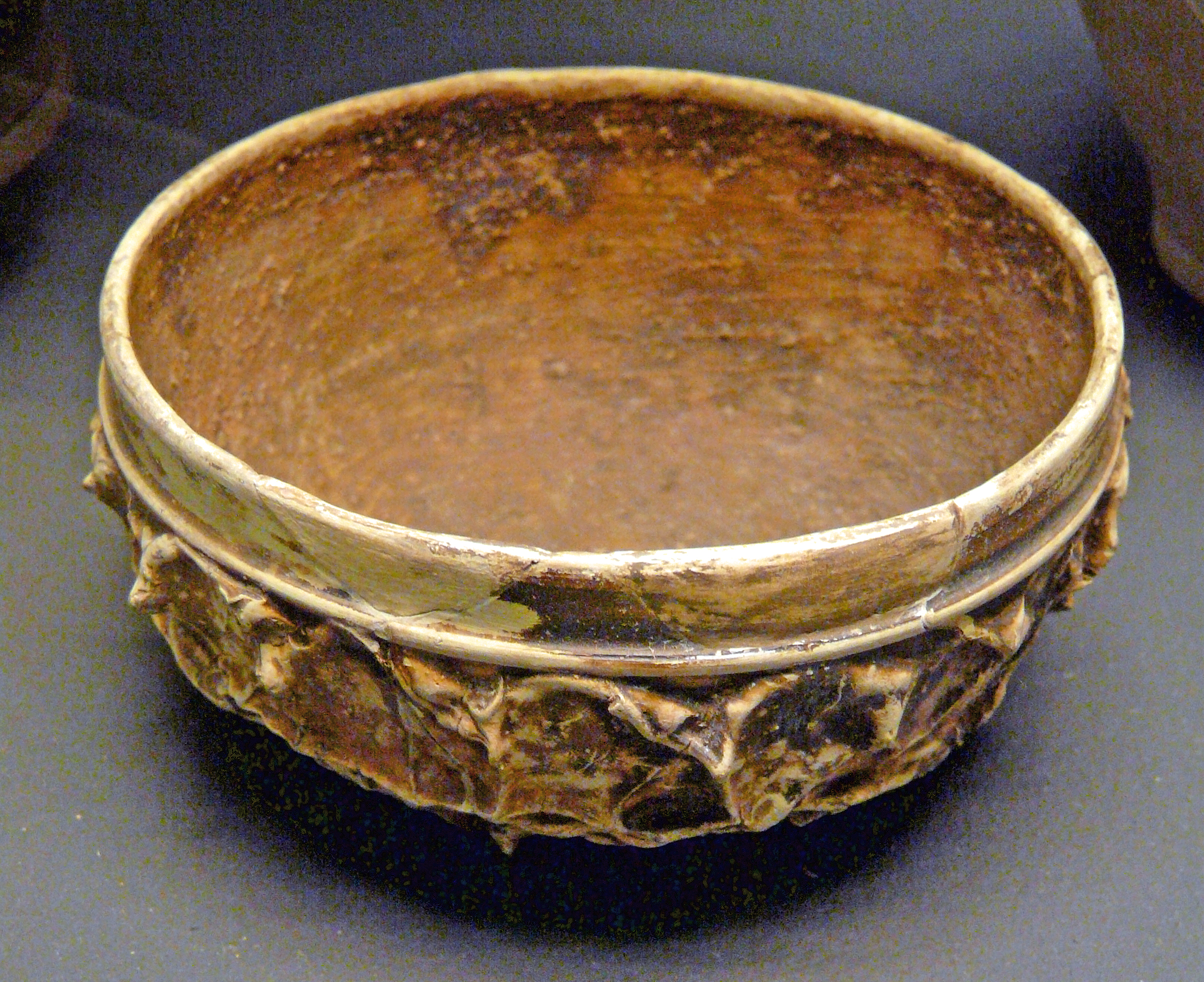
Schaal met Barbotine decor, glanzend servies, 1. eeuw
(Museum Clemens Sels, Neuss)

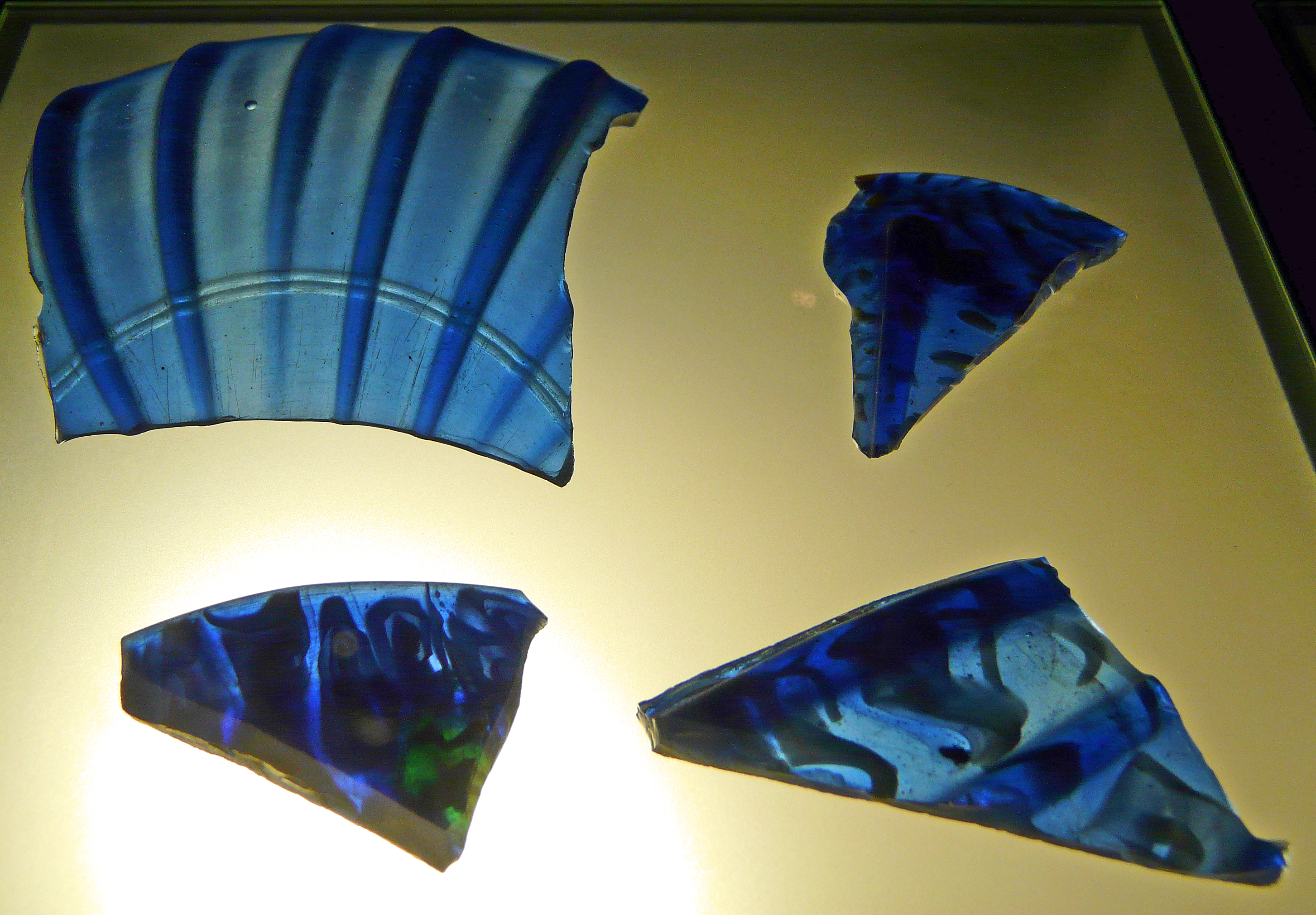
Scherven van kobaltblauw glas, 1. eeuw
(Museum Clemens Sels, Neuss)

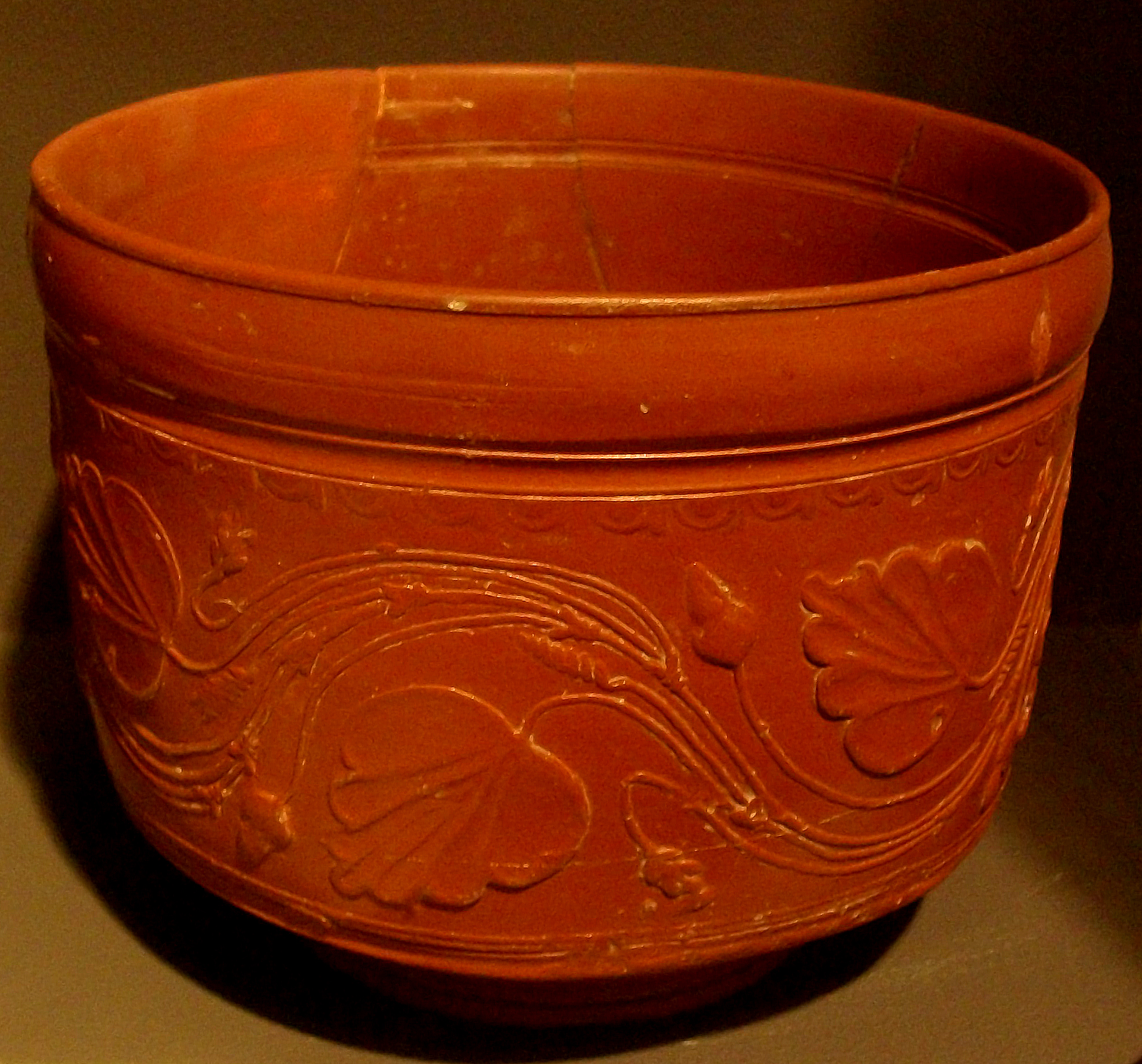
Zuid-Gallische Terra Sigillata,
(Museum Clemens Sels, Neuss)

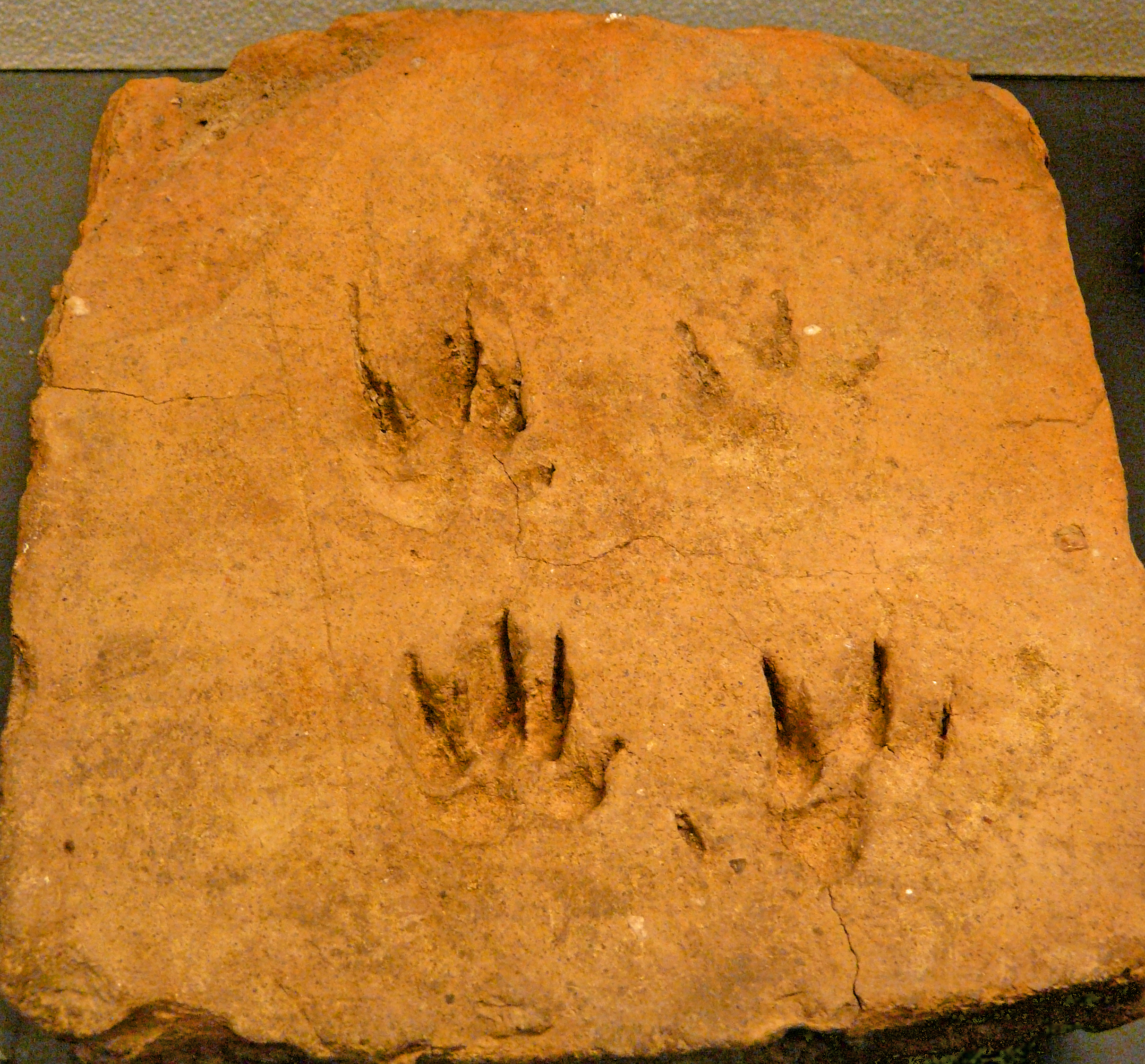
Hypocaustzuilsteen met de opdruk van een dakpoot
(Museum Clemens Sels, Neuss)

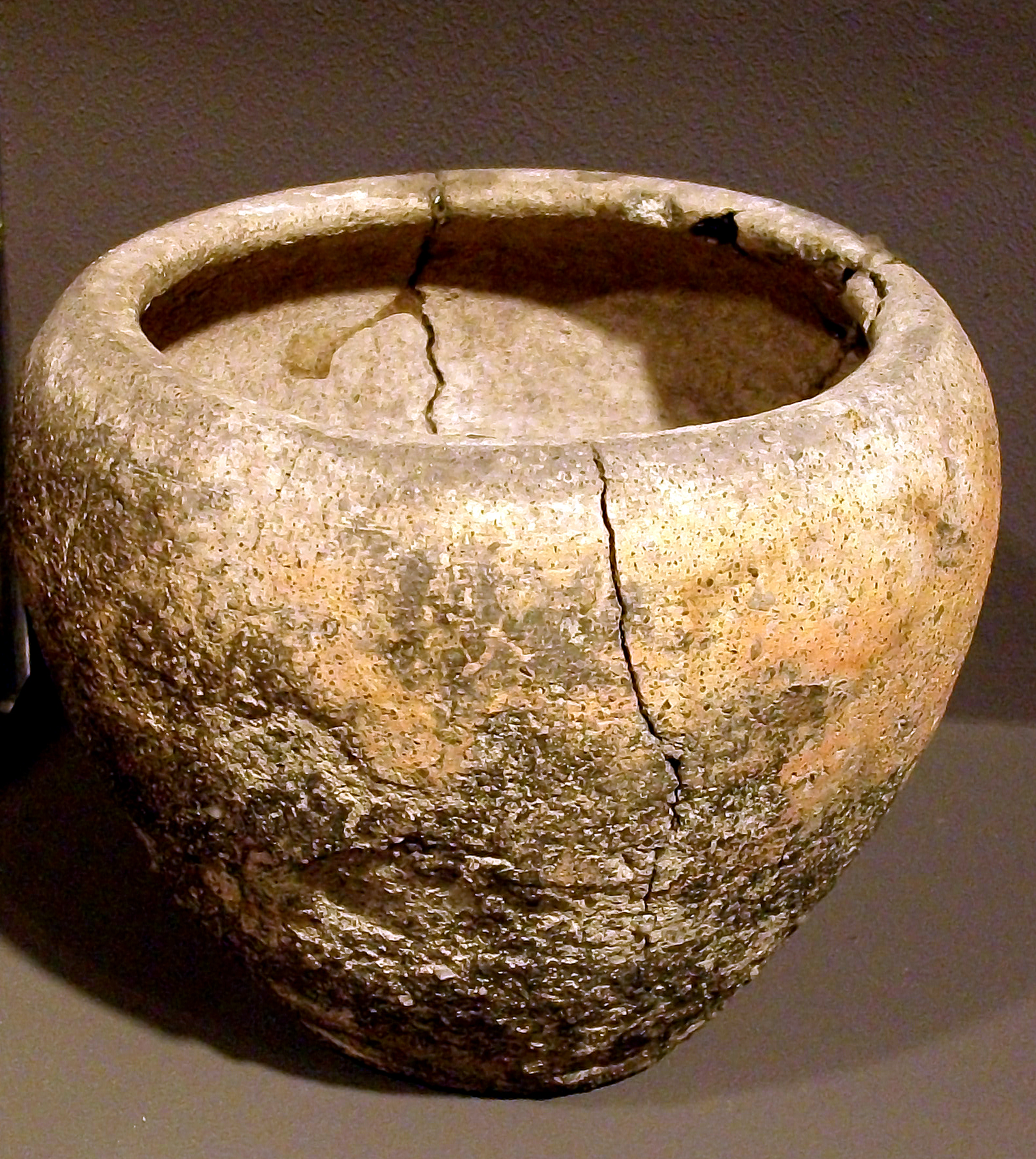
Pot in Germaanse traditie, ruwwandig keramiek
(Museum Clemens Sels, Neuss)

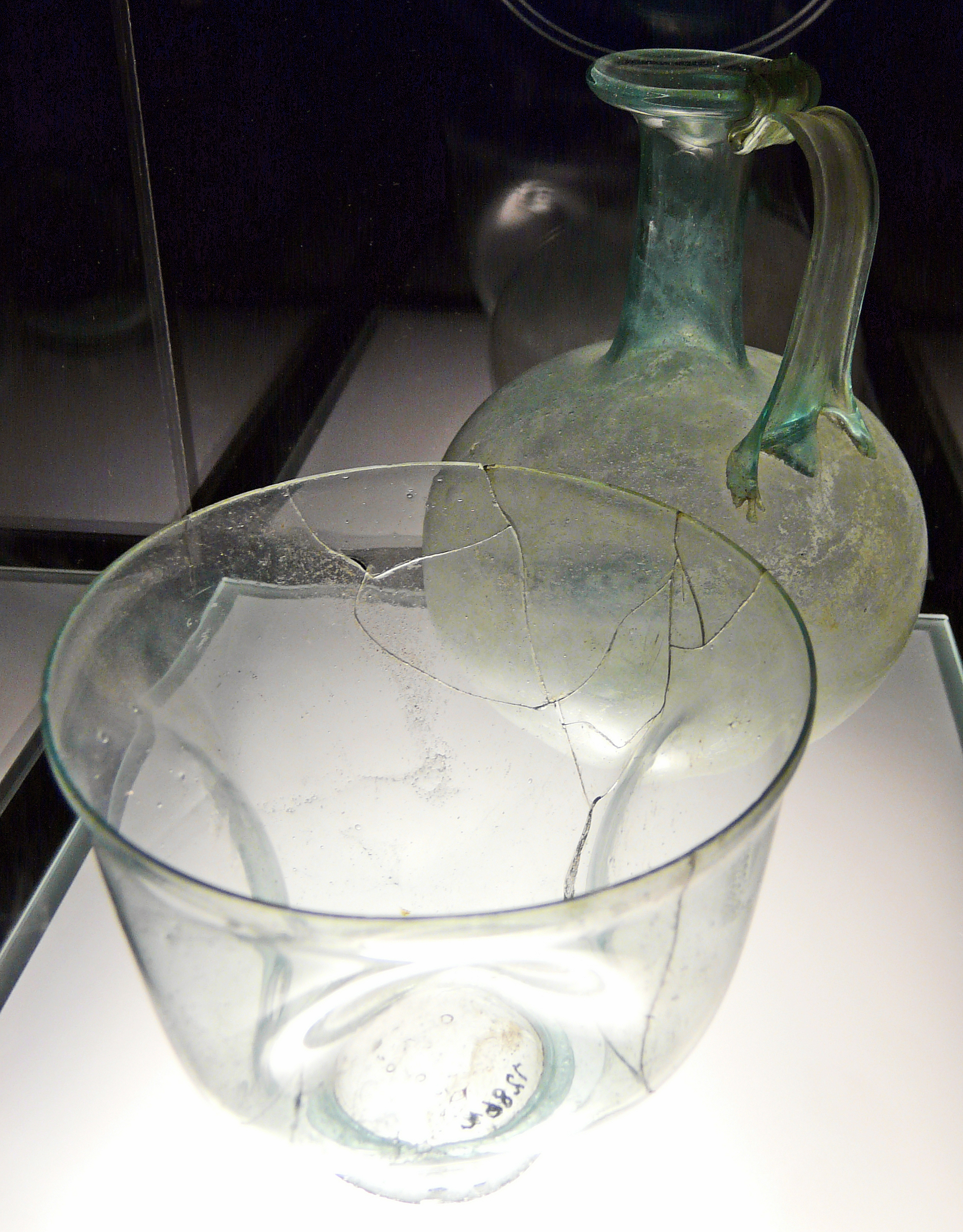
Mok met één handvat, 3e – 4e eeuw, en opvouwbare beker, 1e. eeuw
(Museum Clemens Sels, Neuss)

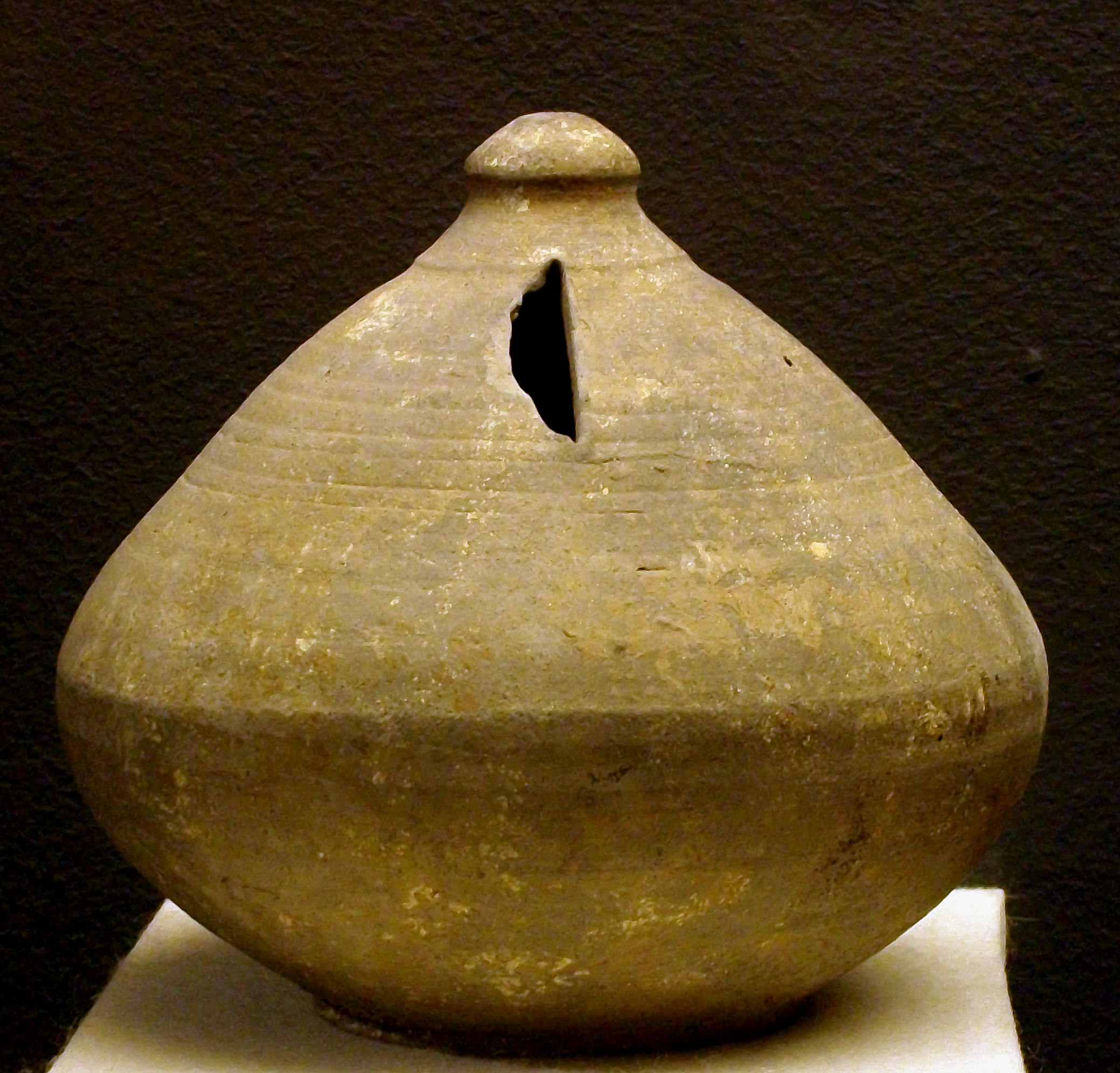
Spaarpot, ruwwandig keramiek
(Museum Clemens Sels, Neuss)

### Canabae legionis
Zoals rond bijna alle Romeinse militaire posten die langer dan tijdelijk bezet waren, vormden zich de Canabae-legionis rond de Neuss-garnizoenen, kampbuitenwijken met familieleden van de soldaten evenals handelaren, ambachtslieden, tavernes (kroegen), bordeelexploitanten en andere dienstverleners. Hun eenvoudige accommodaties werden al snel vervangen door permanente bebouwing. Deze gebouwen, meestal langwerpig met hun gevels aan de straatkant, zogenaamde strookwoningen, stonden opgesteld langs de straten die uit het fort leidden. In de voorste delen van het gebouw aan de straatkant waren werkplaatsen en winkels gevestigd, in de achterste ruimtes woon- en bijkeukens en stallen.
In de eerste drie decennia van de eerste eeuw na Christus vormden zich aan twee kanten van de kampen de canabae: één met een lengte van 400 tot 750 meter in oost-zuidoostelijke richting langs de huidige "Kölner Straße" en een met een oppervlakte van 100 x 300 meter ten zuid-zuidwesten van het kamp. Vanaf het vierde decennium breidde de canabae zich ook uit in west-noordwestelijke richting, in de richting van het "Meertal", en omringden zo de kampen aan alle drie de niet op de Rijn gerichte zijden en besloeg bijna het hele gebied, inclusief hun necropolissen. Een Romeinse brug over de Erft die van de nederzetting naar het zuidoosten leidde, werd pas in 1586, tijdens de Keulse Oorlog (1583-1588), vernietigd.
Het thermale badcomplex van de Canabae legionis bevond zich tussen het noordkanaal en het hotel "Marienhof". Het strekte zich waarschijnlijk uit over een oppervlakte van 30 x68 meter, dus meer dan 2000 m² en was mogelijk voorzien van een apsis met een basislengte van tien meter en een diepte van vier meter, waarvan de helft vrijgelegd kon worden. Een ander groot gebouw tussen het legerkamp en Erft, doorsneden door de "Kölner Straße", met een oppervlak van meer dan 100 x100 meter en uitgerust met een waterbassin en apsis zou een tweede thermaal badhuis kunnen zijn, maar ook een mansio, de stadsherberg van Novaesium.

### Burgerlijke vicus
Naast de Canabae Legionis ontwikkelden alle Rijnlandse legioenskampen (Noviomagus, Vetera, Novaesium, Bonna) langs de Limes-weg civiele nederzettingen in kleine steden, de zogenaamde vici. De vicus van Novaesium was rond de 1,5 km bij 3 km ten noordwesten van de militaire installaties.
Op basis van de vondsten, met name die van fragmenten van Arretian terra sigillata, kan de oprichting van de vicus in de Tiberische periode, uiterlijk rond het jaar 25 worden gedateerd. In de eerste nederzettingsfase bestond het uit vakwerkhuizen. De nederzetting werd verwoest tijdens de Bataafse opstand. Tijdens de wederopbouw werden de vakwerkhuizen op stenen fundamenten opgetrokken. Geheel stenen gebouwen lijken niet uitgesloten. Er zijn enkele hypocaust systemen geïdentificeerd die gebruikt kunnen zijn om individuele woonruimtes te verwarmen. Er is geen duidelijk bewijs van temperatuurgecontroleerde badkamers. Er zijn geen sporen van laat-Romeinse bouw, maar op basis van Romeinse graven uit de derde en vierde eeuw kan worden aangenomen dat de nederzetting in de late oudheid bleef bestaan.

### Villa Rusticae
De landelijke kolonisatie van het achterland van Novaesium begon in de tweede helft van de eerste eeuw en nam toe in de tweede eeuw. Naast het agrarisch gebruik van het gebied waren de exploitatie van grondstoffen en de productie van bouwmaterialen van belang. Het beeld van de nederzetting werd gevormd door Villae Rusticae, geïsoleerde boerderijen waarvan de bruikbare grond in de orde van 60 tot 100 ha bedroeg. De eigenlijke binnenplaats werd omsloten door een muur, hek, sloot of heg en was verdeeld in een pars domestica (woongedeelte) en een pars rustica (economisch gebied). De veelal ruime en representatieve herenhuizen werd vaak uitgerust met een hypocaust systeem en een eigen badkamer en is ontworpen als een risalit of portiek villa. De woongebouwen van het personeel, de stallen, werkplaatsen, magazijnen, schuren en loodsen waren op dit gebied gevestigd. Het hele woon- en economische district van een landgoed van deze omvang zou tot een hectare kunnen beslaan en werk- en woonruimte bieden aan maximaal 50 personen. De economische activiteiten van een Villa Rustica waren niet beperkt tot landbouwproductie, maar konden ook de vervaardiging van keramiek, bakstenen, glas- en textielproducten of de exploitatie van rotsafzettingen omvatten.
Slechts op twee van de talrijke Villae Rusticae in het gebied rond Novaesium zijn archeologische opgravingen gedaan. Een daarvan was aan de rand van het Meertal. Het woongebouw van dit landhuis bestond uit een 26 meter brede en 8,5 meter diepe risalit villa met vier meter brede en vijf meter diepe hoekverhogers. Aan de voorzijde werd het gebouw afgesloten door een drie meter diepe zuilenhal, het dominante deel van het gebouw was een 14 meter lange centrale hal. De verhoging boven de stenen funderingen bestond uit vakwerk en houten kolommen. De datering is niet helemaal zeker. Aangezien het gebouw zich boven een Claudiaans aardewerkatelier bevond, kan op zijn vroegst worden aangenomen dat er sprake is van een laat-Claudiaanse constructie. Modificatiefasen zijn niet aangetoond. De villa werd rond het midden van de derde eeuw verlaten.

## Begraafplaatsen
Volgens de Twaalftafelenwet werd er begraven - niet alleen in Rome, maar in alle nederzettingen van het Romeinse Rijk en het gekolonieerde achterland - cae, in soms uitgestrekte grafvelden langs de uitvalswegen buiten van de bevolkte gebieden. De necropolissen van de verschillende kampen in Novaesium zijn te vinden op de belangrijkste verbindingswegen buiten de kampen en op de bijbehorende Canabae legionis, respectievelijk Vici.
De omvang van de begraafplaatsen uit de Augustusperiode is nog niet voldoende opgehelderd, maar zij lagen waarschijnlijk langs de noordelijke verkeersweg van de toenmalige kampen. De graven uit de Tiberische tijd bevonden zich rechts en links van de straten die zich vertakten achter de Porta Principalis Dextra (rechter zijpoort) van de kampen en van daaruit in zuidelijke, zuidoostelijke en oostelijke richting liepen. In de Claudiaans-Neronische en Flavische tijd werden deze grafvelden nog steeds gebruikt, en nieuwe gebieden werden ingericht langs oudere straten in het zuidwesten van de kampen. Uiterlijk sinds het midden van de tweede eeuw werden er ook begraven in het gebied van het verlaten legioenkamp.
De Tiberische necropolis ligt ongeveer 2,4 km ten noordwesten van kamp Koenen, die van de burgernederzetting Novaesium is nog niet gelokaliseerd, maar ligt vermoedelijk in de richting van Reuschenberg. De belangrijkste begraafplaats van de nederzetting was in het gebied tussen de middeleeuwse Quirinus Münster en het moderne centraal station van Neuss. Bovendien werden ten zuiden van de nederzetting graven uit de tweede helft van de eerste eeuw ontdekt.
De vormen van begraven veranderden in de loop van de tijd. In de eerste eeuw domineerden crematies; hun centrale crematieplaatsen, de zogenaamde Ustrinae, bevonden zich op elke begraafplaats. Van de Ustrina werden de lijken begraven in een urn of stenen kist, of in de vorm van een vuurplaats of dijkgraf. Bovendien was er sinds de tweede helft van de eerste eeuw een speciale vorm van begraven, de bustum, waarbij het lijk werd verbrand op een brandstapel direct boven de open grafkuil. Vanuit de overtuiging dat de overledene in het hiernamaals dezelfde behoeften had als tijdens zijn leven, werden passende toevoegingen (eten, drinken, servies, huishoudelijke apparaten, sieraden, geld, etc.) in het graf meegegeven. Ook geschenken die te maken hadden met de beroepsactiviteit van de overledene waren heel gewoon; Soldaten werden echter uitgesloten van deze gewoonte, omdat hun wapens niet hun privébezit waren, maar eigendom waren van de staat. Het opvallend hoge aantal wierookkelken bij de Neuss-graven zou verband kunnen houden met overeenkomstige ceremonies tijdens de begrafenis.
Vanaf de eerste helft van de derde eeuw vonder er lijkbegravingen plaats, wat uiteindelijk in de tweede helft en in de vierde eeuw de dominante vorm van begraven werd. Eenvoudige linnen doeken of houten kisten, maar ook loden doodskisten en rijkelijk ontworpen stenen sarcofagen werden gebruikt om de lijken te begraven. De oriëntatie van de graven was aanvankelijk noord-zuid richting, totdat in de vierde eeuw de oost-west oriëntatie de overhand kreeg, mogelijk beïnvloed door christelijke ideeën.
Bovengronds werden de graven gemarkeerd door grafstenen, altaren, pilaren of tempels, tot aan monumentale grafstructuren. Maar zelfs eenvoudige, houten grafmarkeringen, die vandaag de dag niet meer archeologisch verifieerbaar zijn, moeten er geweest zijn voor de armere bevolkingsgroepen. De stenen graven werden voorzien van inscripties die ons nog steeds waardevolle informatie verschaffen over de naam, het geslacht, de leeftijd, het beroep of de militaire rang van de overledene.

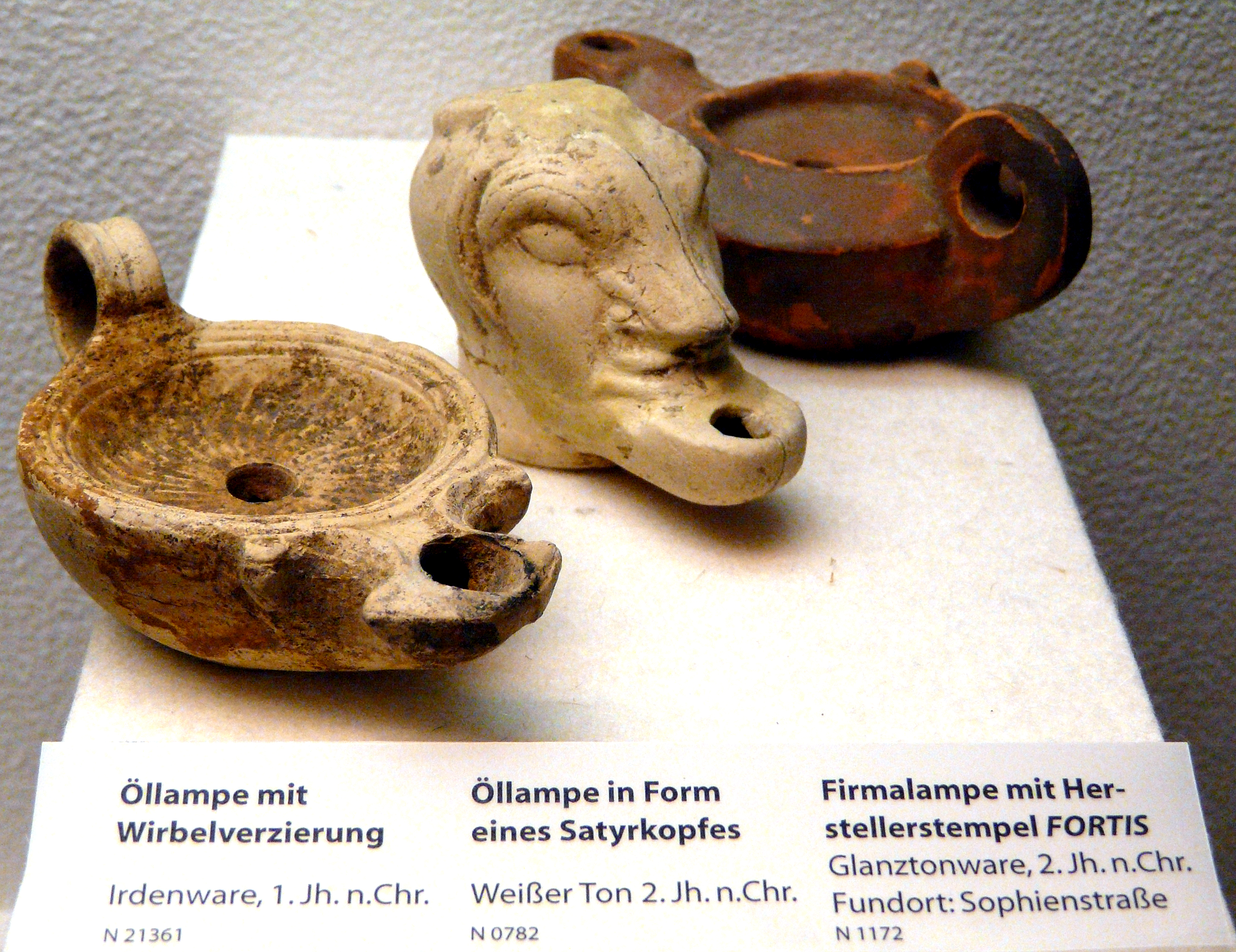
Olielampen (Clemens-Sels-Museum, Neuss)
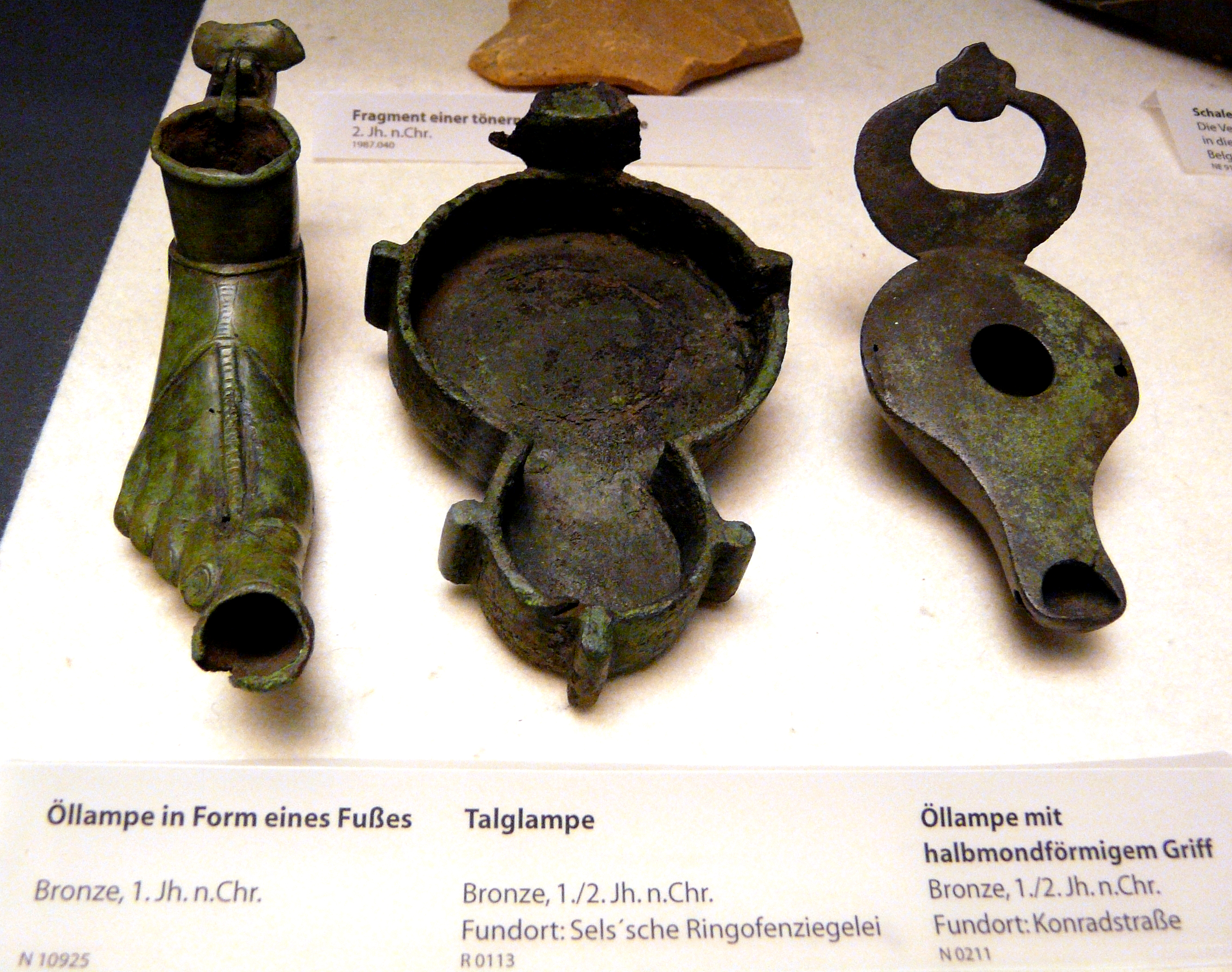
Bronzen olielampen (Clemens-Sels-Museum, Neuss)
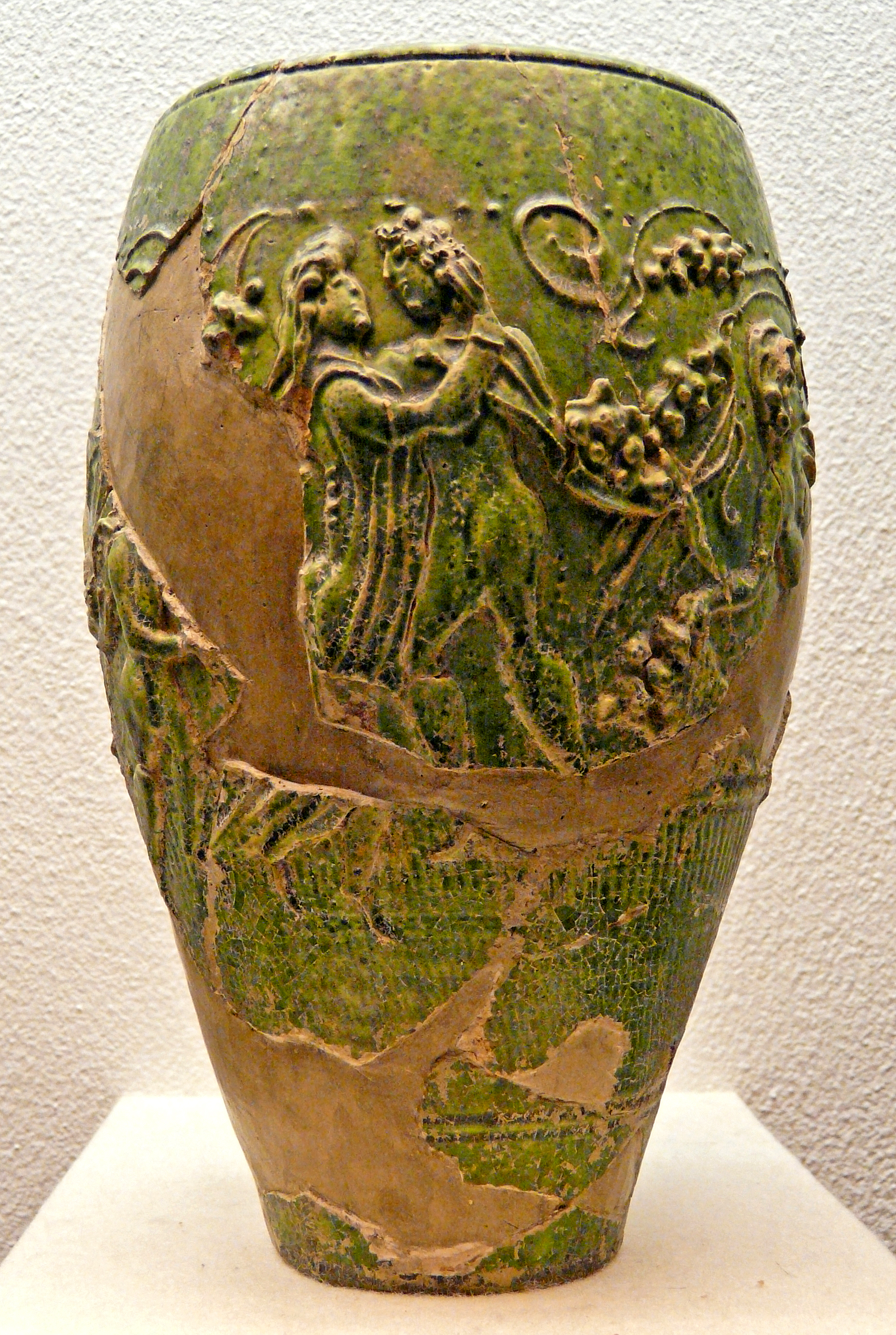
Groen geglazuurde beker, geglazuurd aardewerk in barbotine-stijl, 1e eeuw (Clemens-Sels-Museum, Neuss)
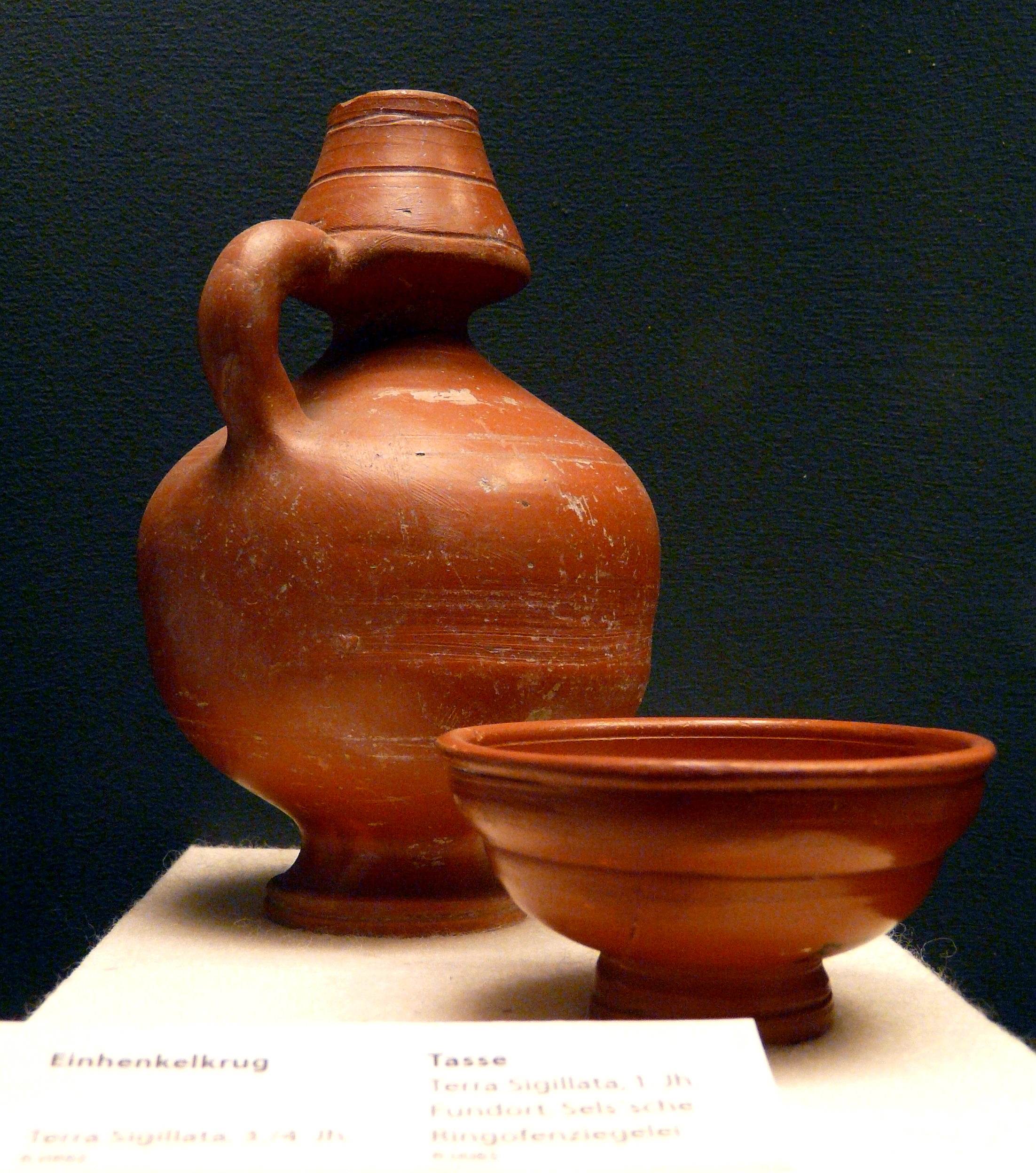
Terra Sigillata (Clemens-Sels-Museum, Neuss)

## Fossa sanguinis

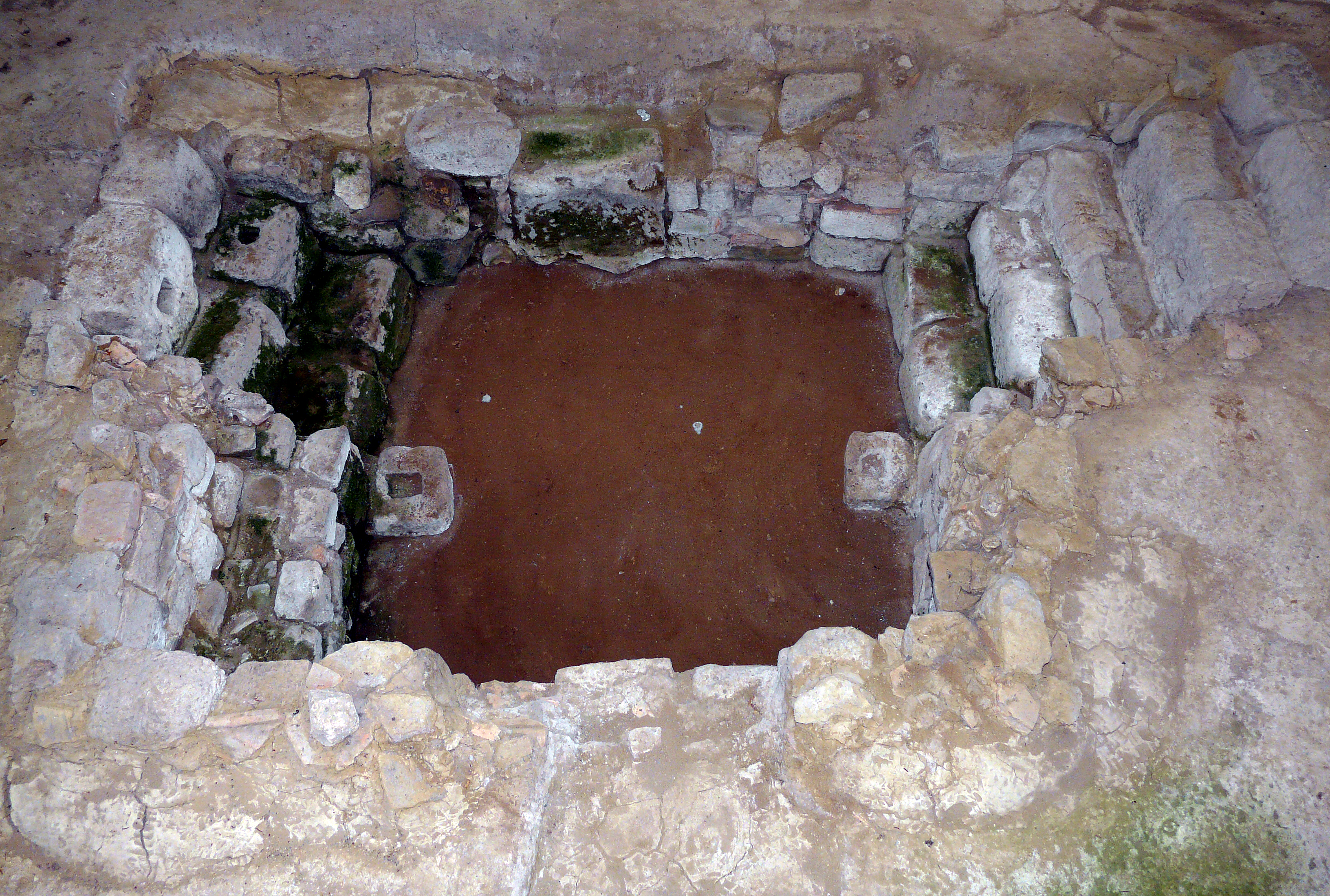
Sanguinis fossa

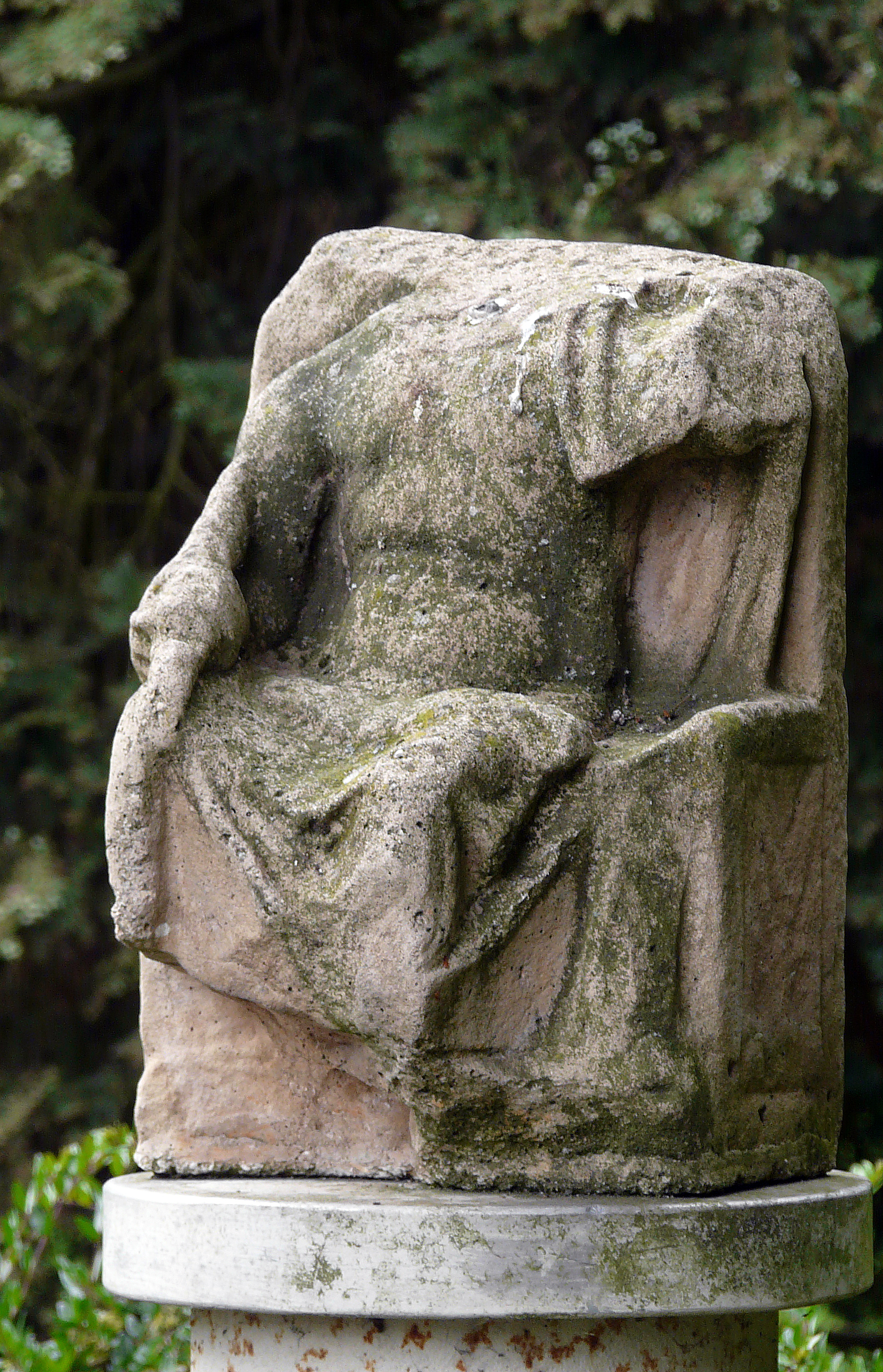
Jupiter op de troon
(2e tot 3e eeuw)

Een unieke vondst in zijn soort voor de Germaanse provincies is een “cultuskelder”, een zogenaamde “bloedput” (Fossa Sanguinis). Het gebouwencomplex werd ontdekt tijdens archeologische noodopgravingen door het Rheinisches Landesmuseum Bonn in 1956/57. De cultusplaats bevindt zich in de wijk Gnadental van Neuss in het gebied van het huidige Gepa-Platz. In de oudheid bevond het zich in een tempeldistrict aan de zuidwestelijke rand van de hulpvicus. Volgens de vondsten bestond het waarschijnlijk slechts korte tijd in de eerste helft van de vierde eeuw en werd het rond het jaar 340 verlaten en gedempt. Het complex is een bijna vierkante kelder met ca. 1.80 meter zijlengte en een resterende diepte van 1.40 meter. De muren en twee tegenover elkaar liggende trappen die naar de kelder leiden, zijn gemaakt van greywacke, tufsteen en kalksteen, waarvan sommige als secundaire stenen worden gebruikt. De vloer was gemaakt van aangestampte aarde bedekt met planken. Boven het souterrain bevond zich vermoedelijk het plafond bestaande uit een balkconstructie, verankerd aan de keldertrap.
Deze omstandigheid, die een bovengemiddelde belasting van het kelderplafond suggereert, evenals de samenstelling van het vondstmateriaal, interpreteerde opgravingsleider Harald von Petrikovits als fossa sanguinis, een doopvont van de cultus van de Cybele of zijn Romeinse equivalent, de Magna Mater. In hun mysterierituelen, die zijn overgeleverd door de schrijver Prudentius, werd de te dopen persoon met bloed gedoopt. Hij ging een kelder of een overdekte kuil in waar een stier of een ram werd geslacht. Het bloed stroomde door het plafond over de gehurkte gedoopte, die pas na dit ritueel, opgevat als reinigend en regenererend voor de eeuwigheid (renatus in aeternum), eindelijk tot de gemeenschap behoorde.

Zowel de traditie van Prudentius als de interpretatie van de bevindingen door von Petrikovitz worden in de literatuur soms kritisch bekeken maar zijn tot op de dag van vandaag niet weerlegd. De fossa sanguinis is bewaard gebleven, heeft een beschermende structuur gekregen en is te bezichtigen.

Vondsten in de Fossa Sanguinis
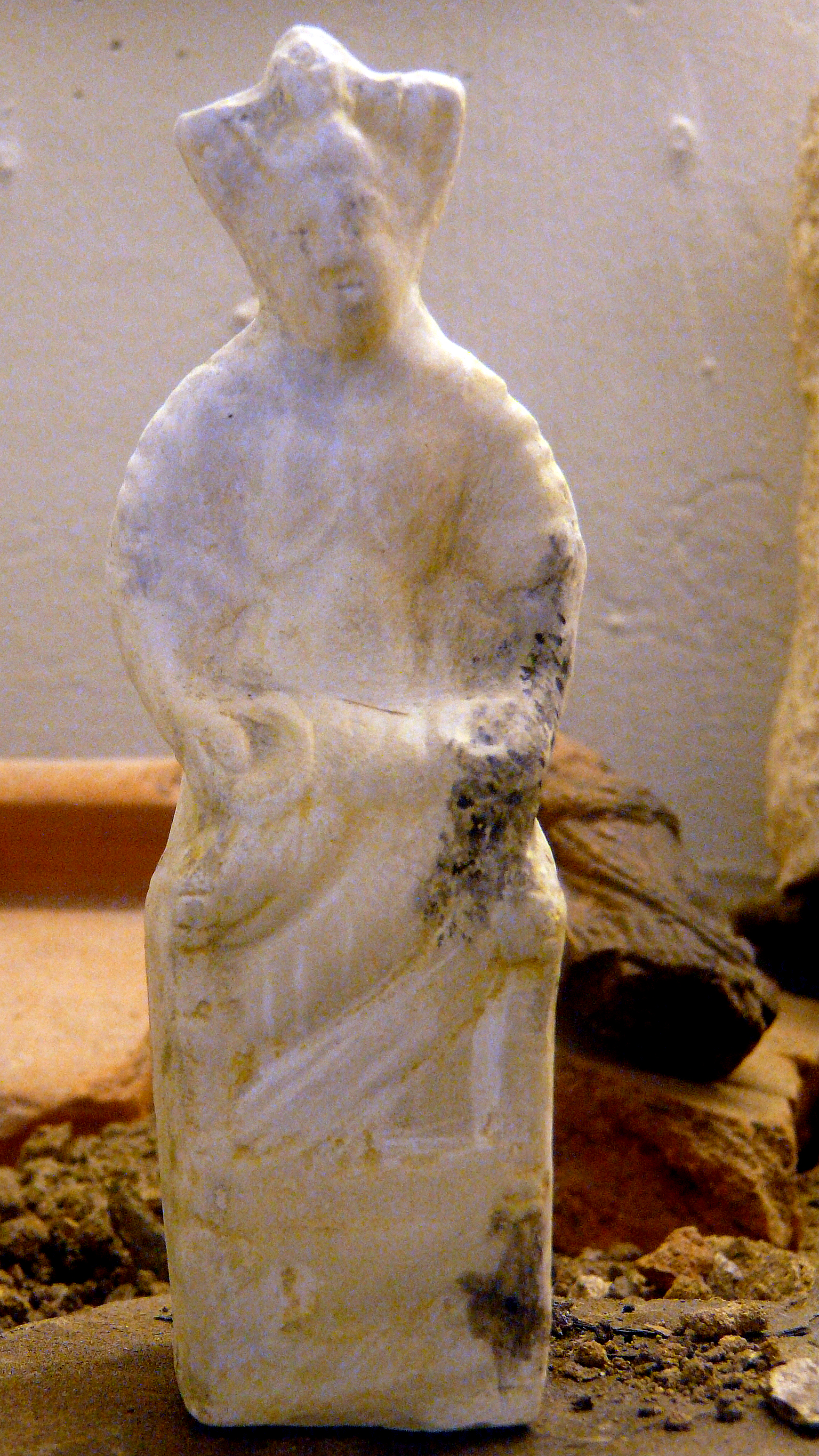
Zittende Moedergodin met Patera (2e eeuw)
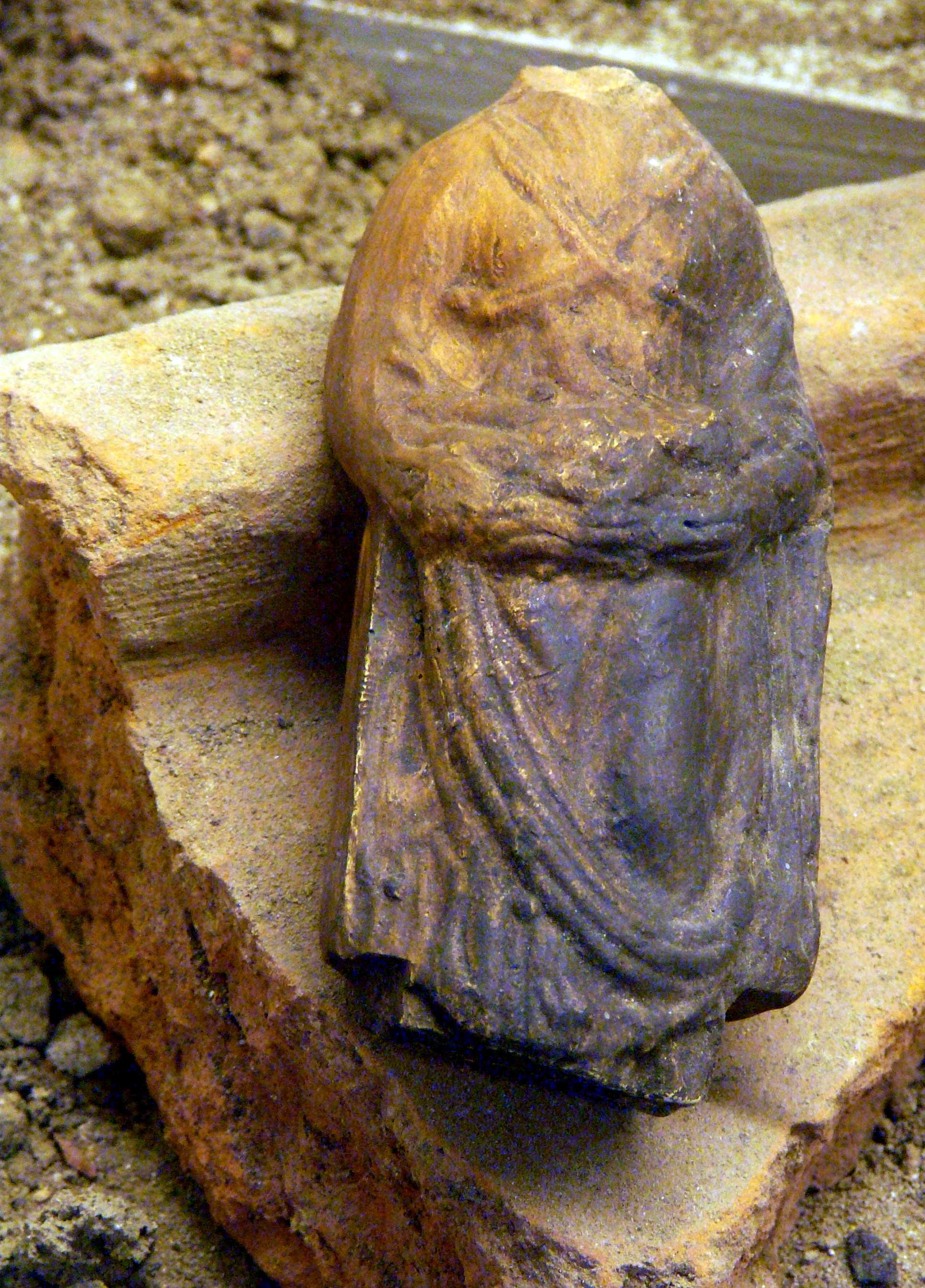
Moedergodin met kind (2e eeuw)
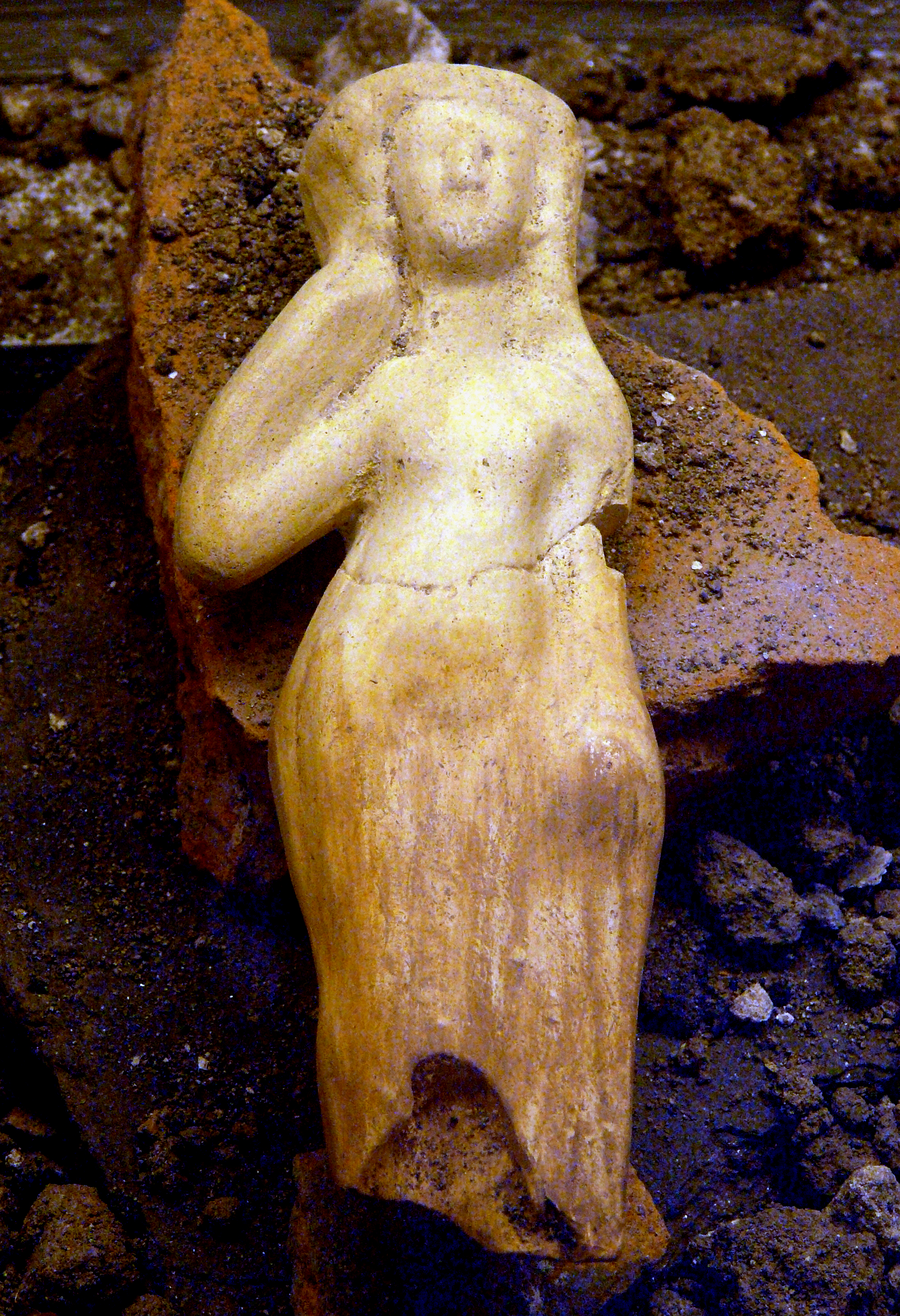
Moedergodin in de vorm van een badende Venus (1e tot midden 2e eeuw)
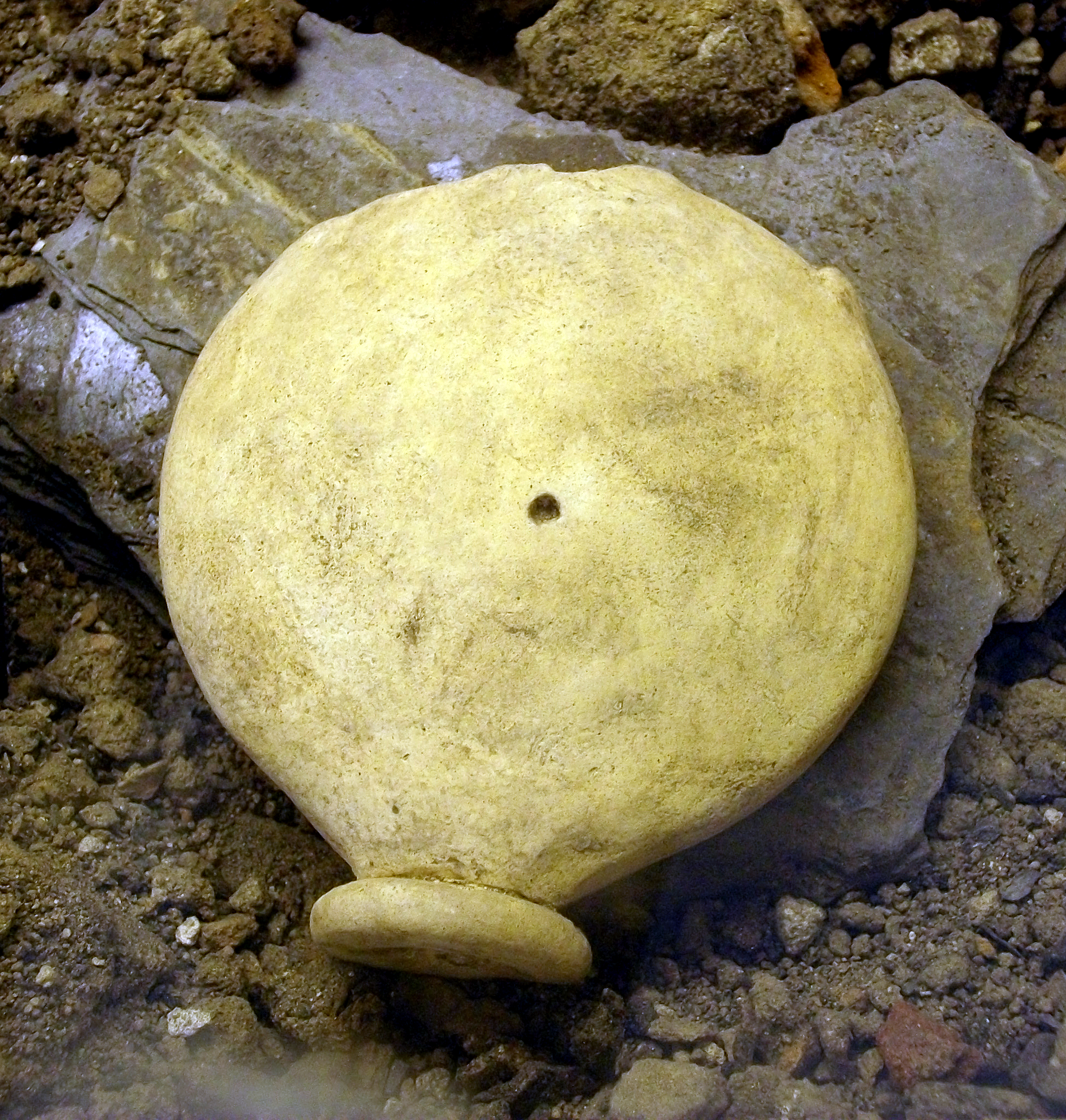
Veldfles van klei (2e tot 4e eeuw)

## Musea

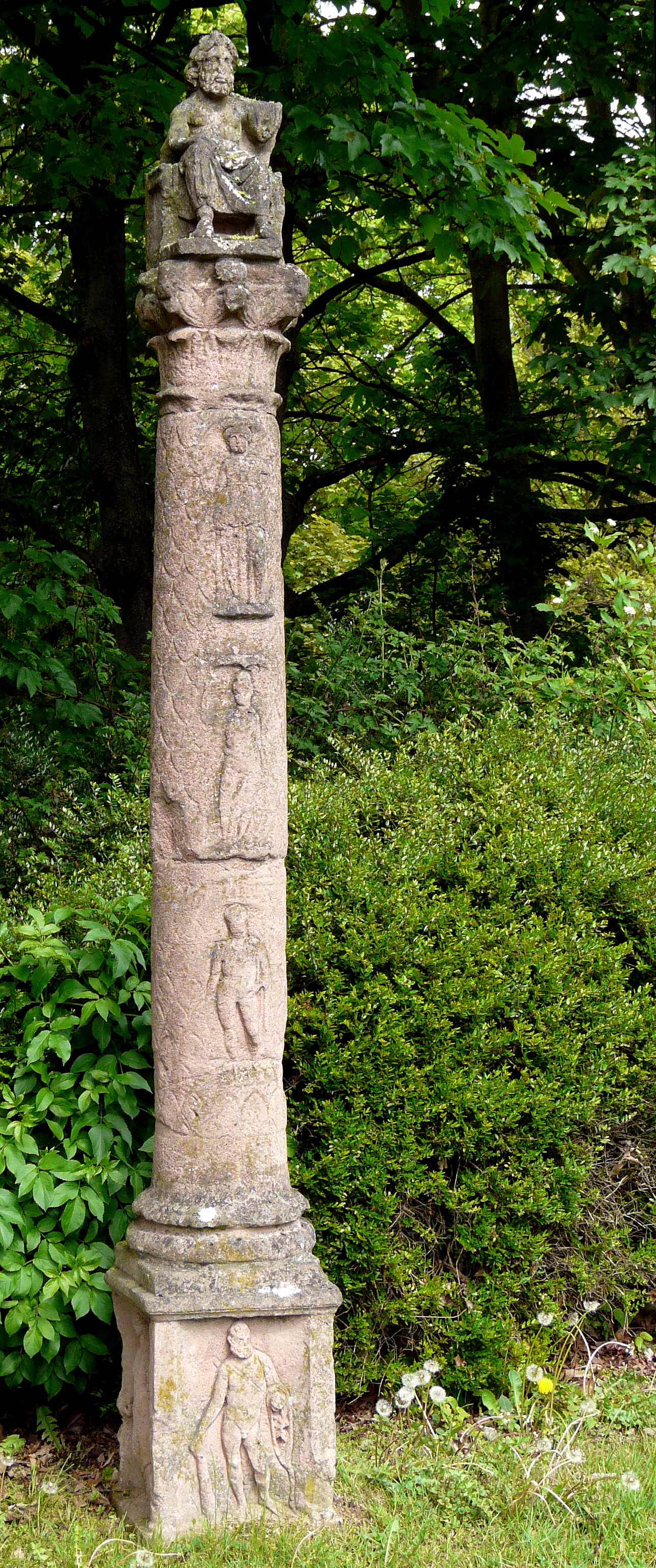
Historische rondleiding, gigantische zuil van Jupiter

### Museumtour
Voor de viering van het 2000-jarig bestaan van de stad Neuss werd een "historische tour" uitgezet in het voormalige Romeinse garnizoensgebied. De rondleiding voert langs locaties waar het Romeinse kamp werd gevonden en toont enkele vondsten, die echter niet allemaal uit Neuss komen:

#### Jupiterzuil
Een zuil (uit Erkelenz-Klein Bouslar) staande op een basis van een viergodensteen met de voorstellingen van Hercules, Ceres, Mercurius en Vulcanus (gevonden in Keulen-Weiden) met de afbeeldingen van Juno, Minerva en Mercurius, die van een op de troon geplaatste Jupiter (van Bonn) wordt gekroond. De drie componenten komen allemaal uit de 3e eeuw, het origineel bevindt zich in het Rheinisches Landesmuseum Bonn.

#### Grafsteen van Oclatius
Oclatius diende als signifer (drager van veldtekens) in de Ala Afrorum, een cavalerie-eenheid die oorspronkelijk in Afrika was gelegerd en waarschijnlijk in de jaren zeventig in Neuss was gestationeerd. Oclatius, die in het bovenste reliëf is afgebeeld met de standaard van zijn eenheid, was een Tungerer, hij kwam dus uit het gebied rond de stad Tongeren in België. Op het onderste reliëf leidt een bruidegom het gezadelde paard van de drager. Hij draagt waarschijnlijk een bundel lansen op zijn schouder. De grafsteen werd in 1922 ontdekt aan de Kölner Strasse. De inscriptie tussen de twee reliëfs luidt:
Oclatio Carvi f (ilio)
signif (ero) alae Afror (um)
Tungro frater h (eres) f (aciendum) c (uravit)
Vertaling: “De broer en erfgenaam hadden (deze grafsteen) gemaakt voor Oclatius, zoon van Carvus, vaandeldrager van de Ala Afrorum, uit de stam van de Tungri. "

#### Grafsteen van Pancuius
De grafsteen van Tiberius Iulius Pancuius werd in 1950 gevonden aan de Kölner Strasse. Pancuius was de signifer van een hulpcohort dat was opgericht in de provincie Lusitania op het Iberisch schiereiland, Waarschijnlijk tussen het jaar 20 en 43.Het cohort was ter ondersteuning van het 20e legioen gestationeerd in Novaesium. Het opschrift onder het reliëfportret luidt:
Tiber (ius) Iulius
Pancuius
mil (es) coh (ortis)
Lusitanorum
een (norum) LV stip (endiorum) XXVIII
hic s (i) t (us) est
Vertaling: "Tiberius Iulius Pancuius, soldaat van het Lusitaanse cohort, 55 jaar oud, met 28 jaar dienst, ligt hier begraven. "

Stations van de museumtour
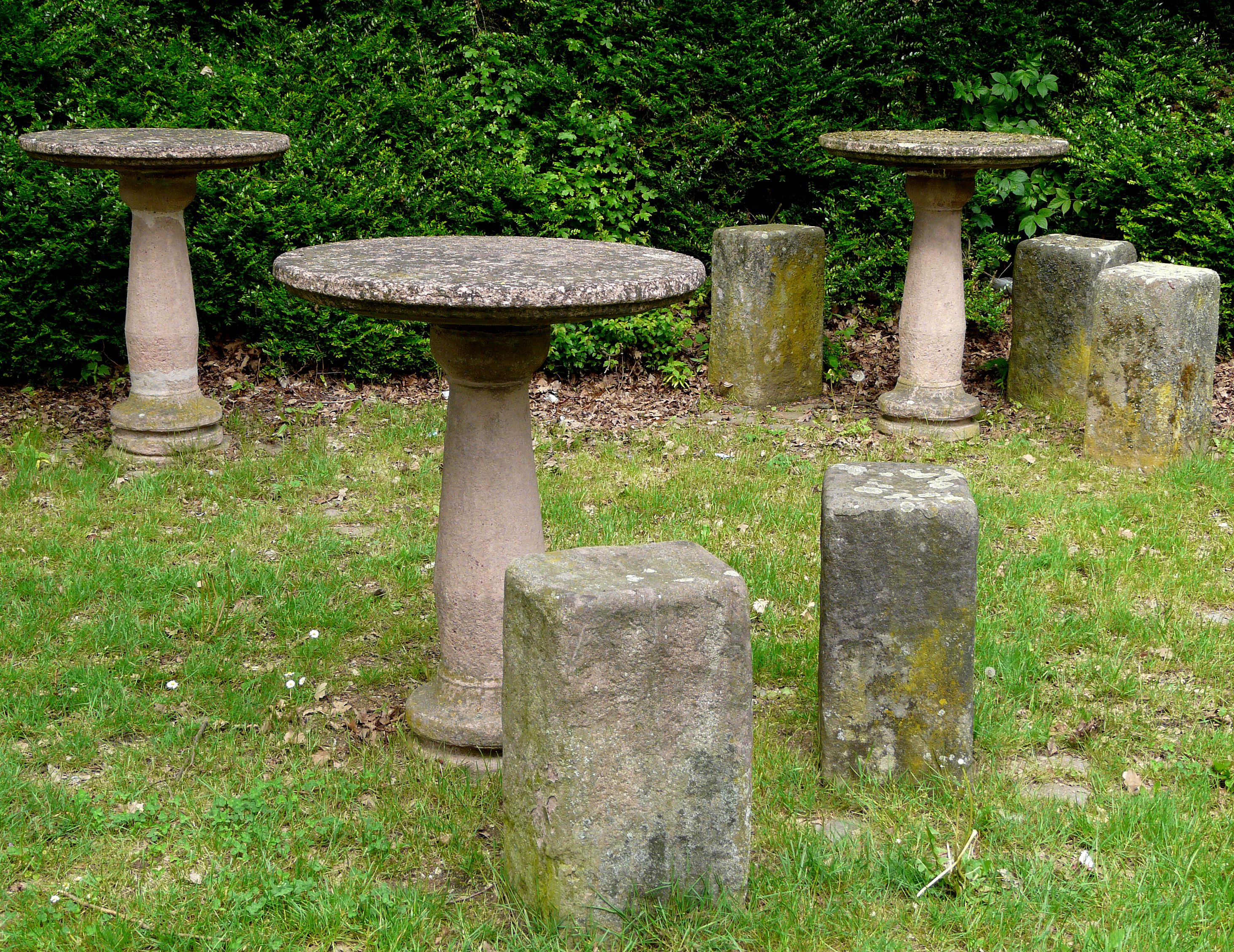
Stenen tafels en kubussen
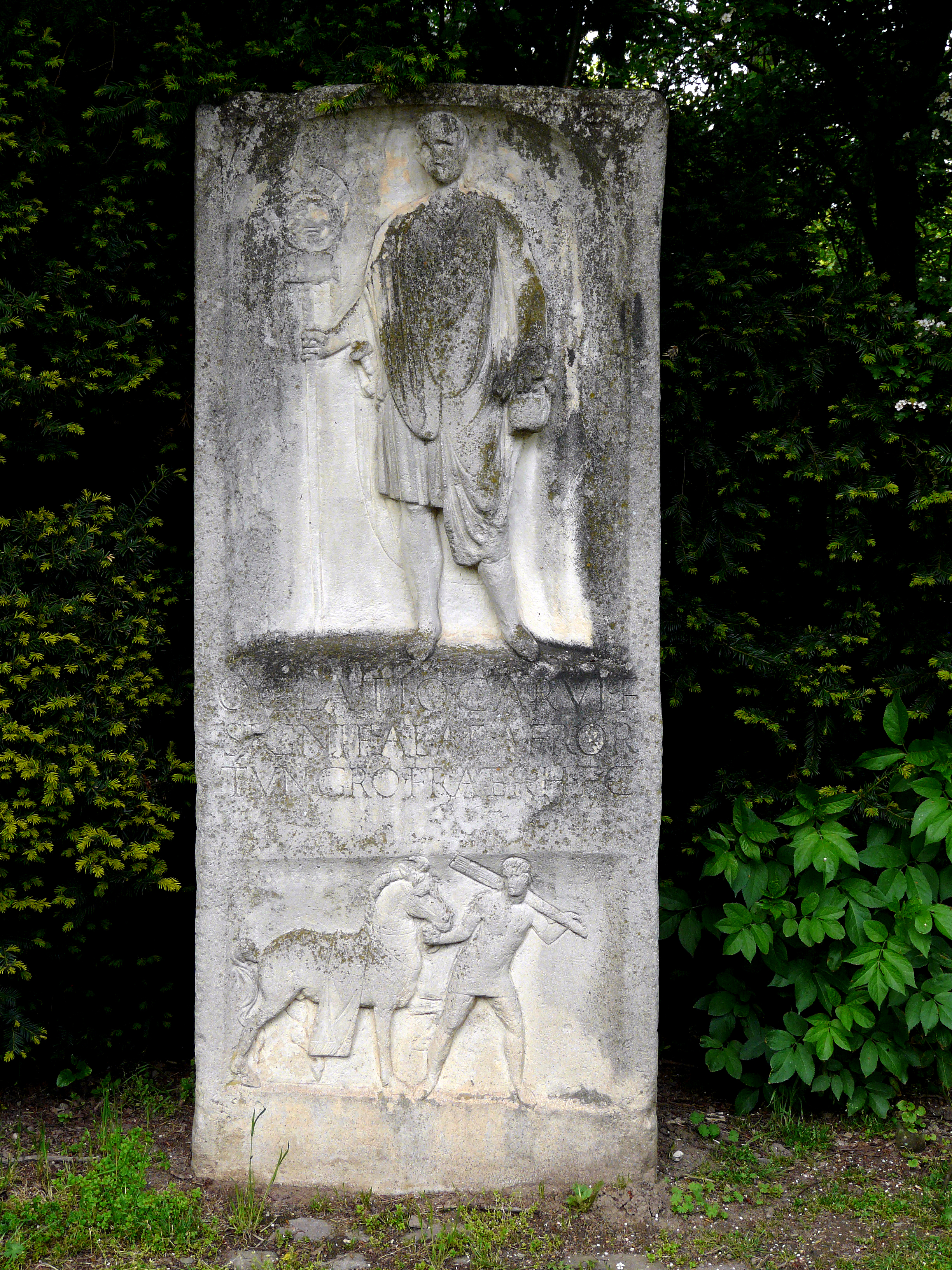
Kopie van de grafsteen van Oclatius
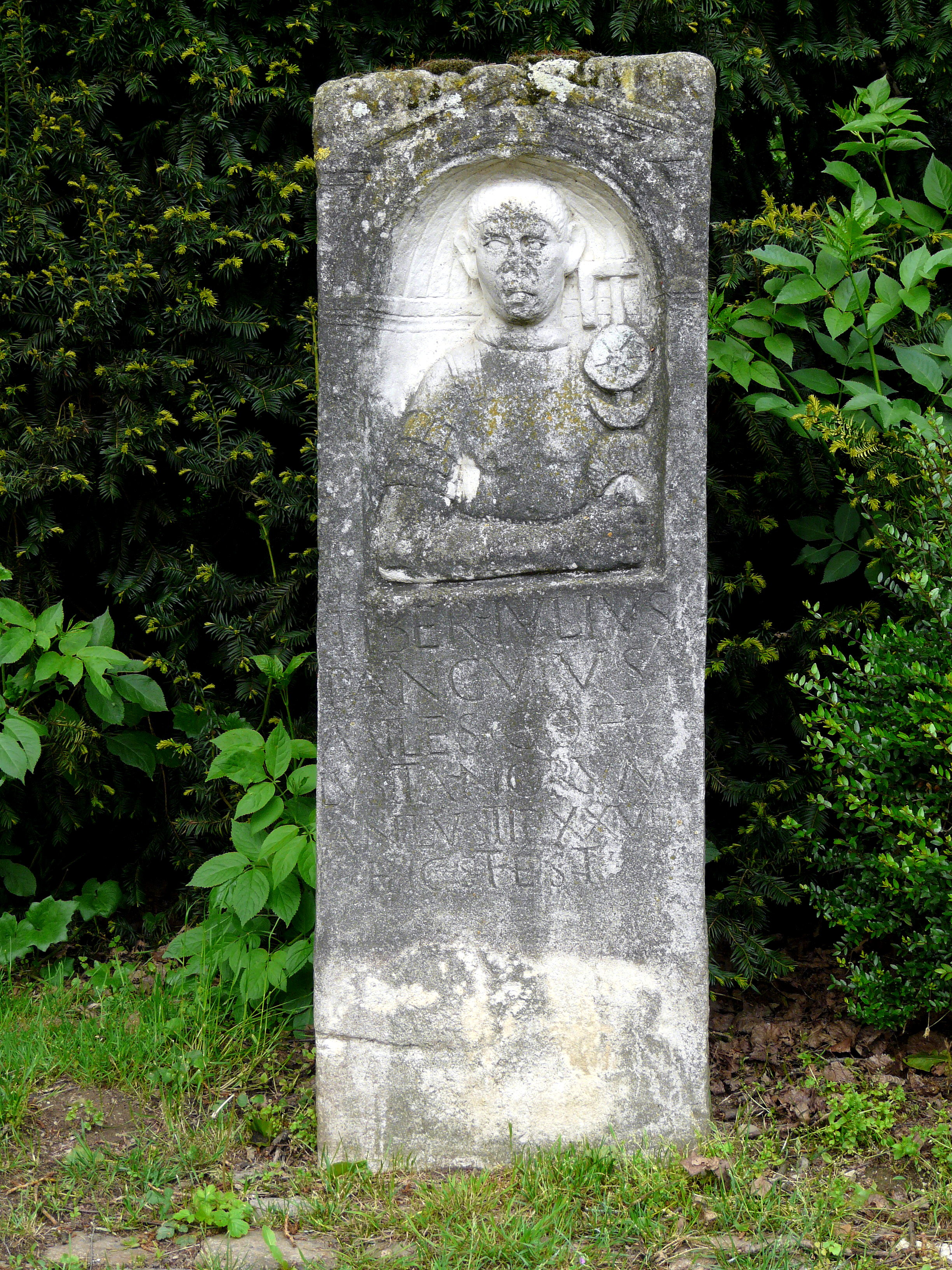
Kopie van de grafsteen van Pancuius
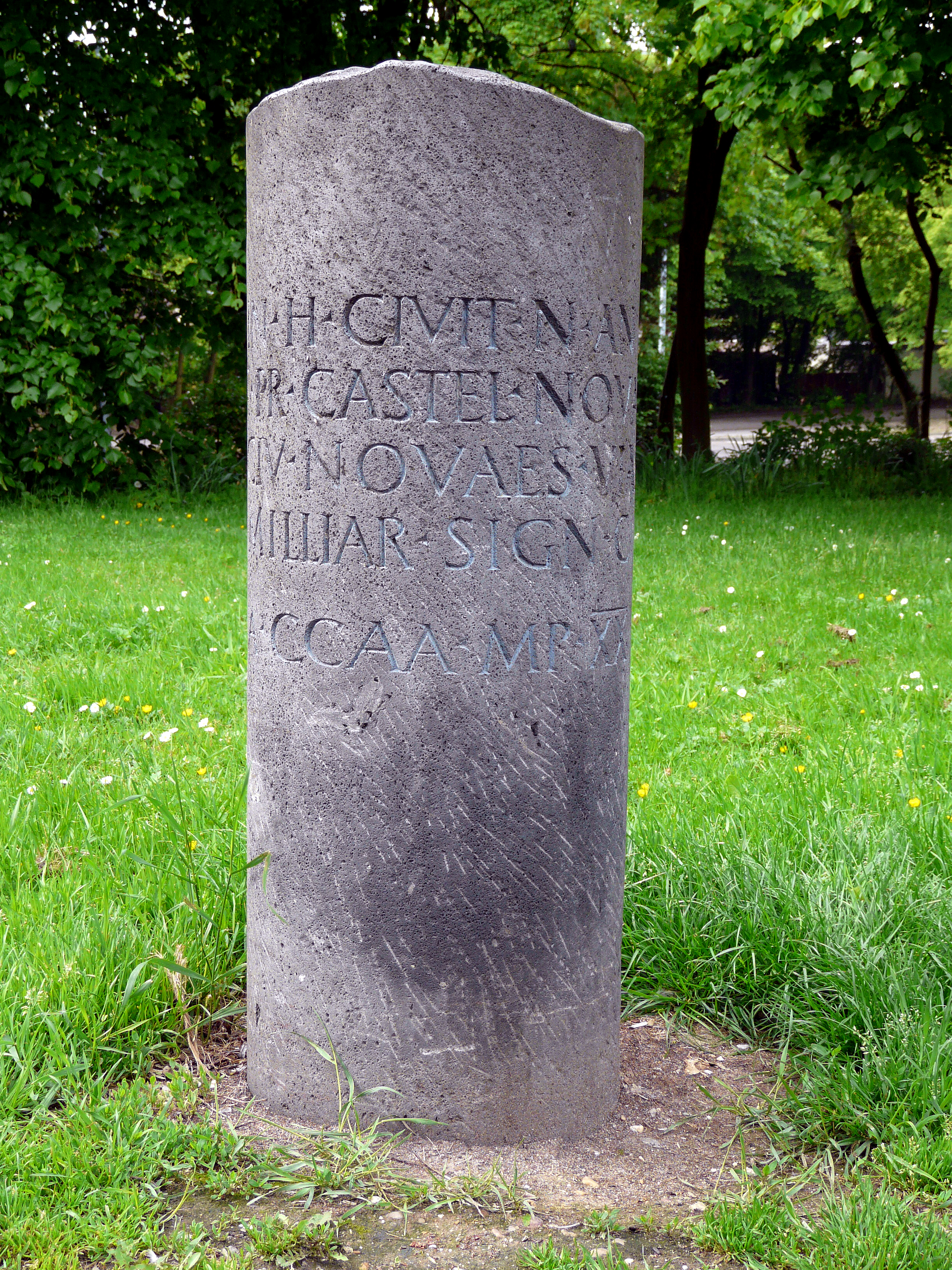
Replica van een mijlpaa
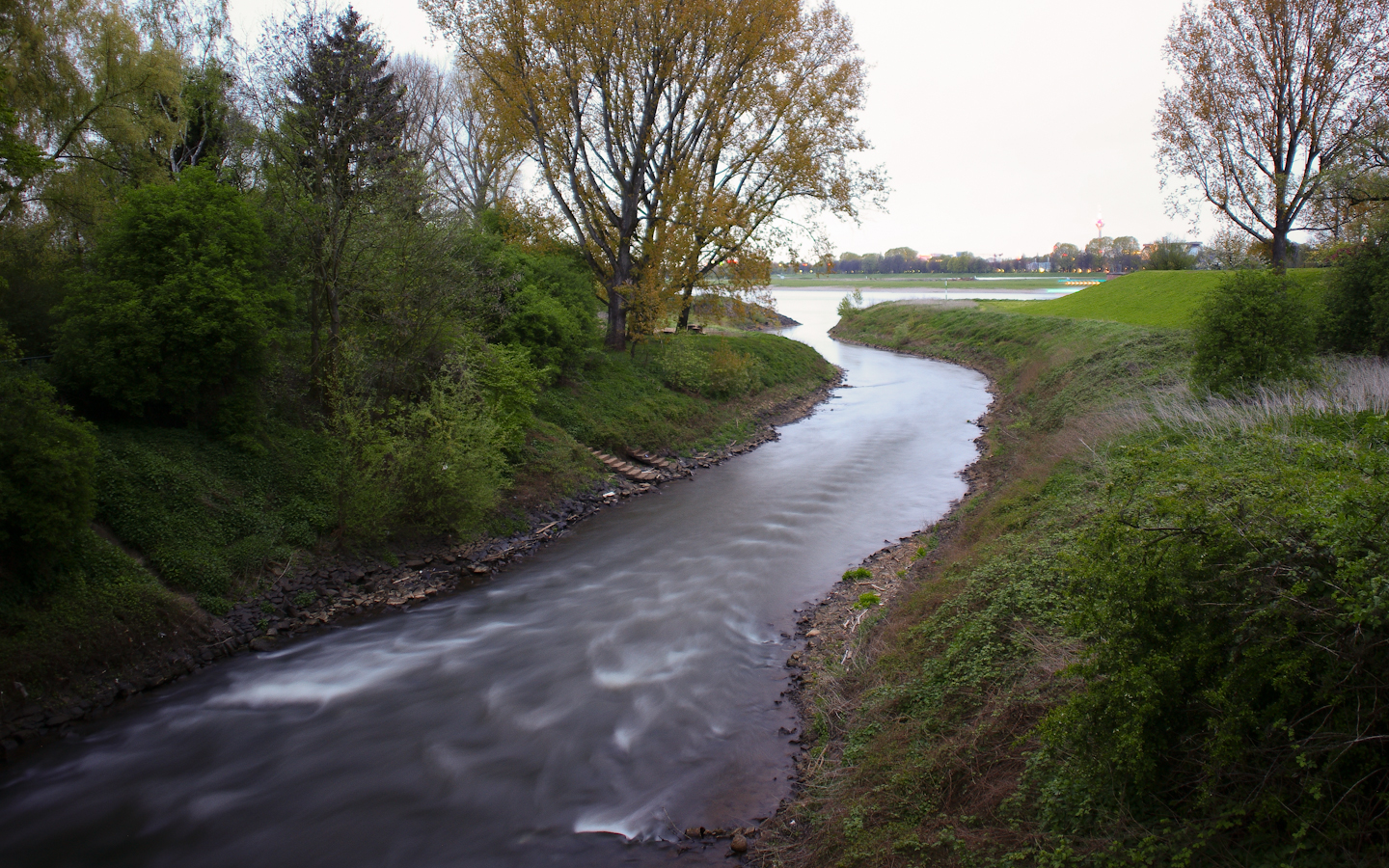
De Erft mondt uit in de Rijn in het gebied van de voormalige Romeinse Erftbrug bij Novaesium

### Clemens Sels-museum

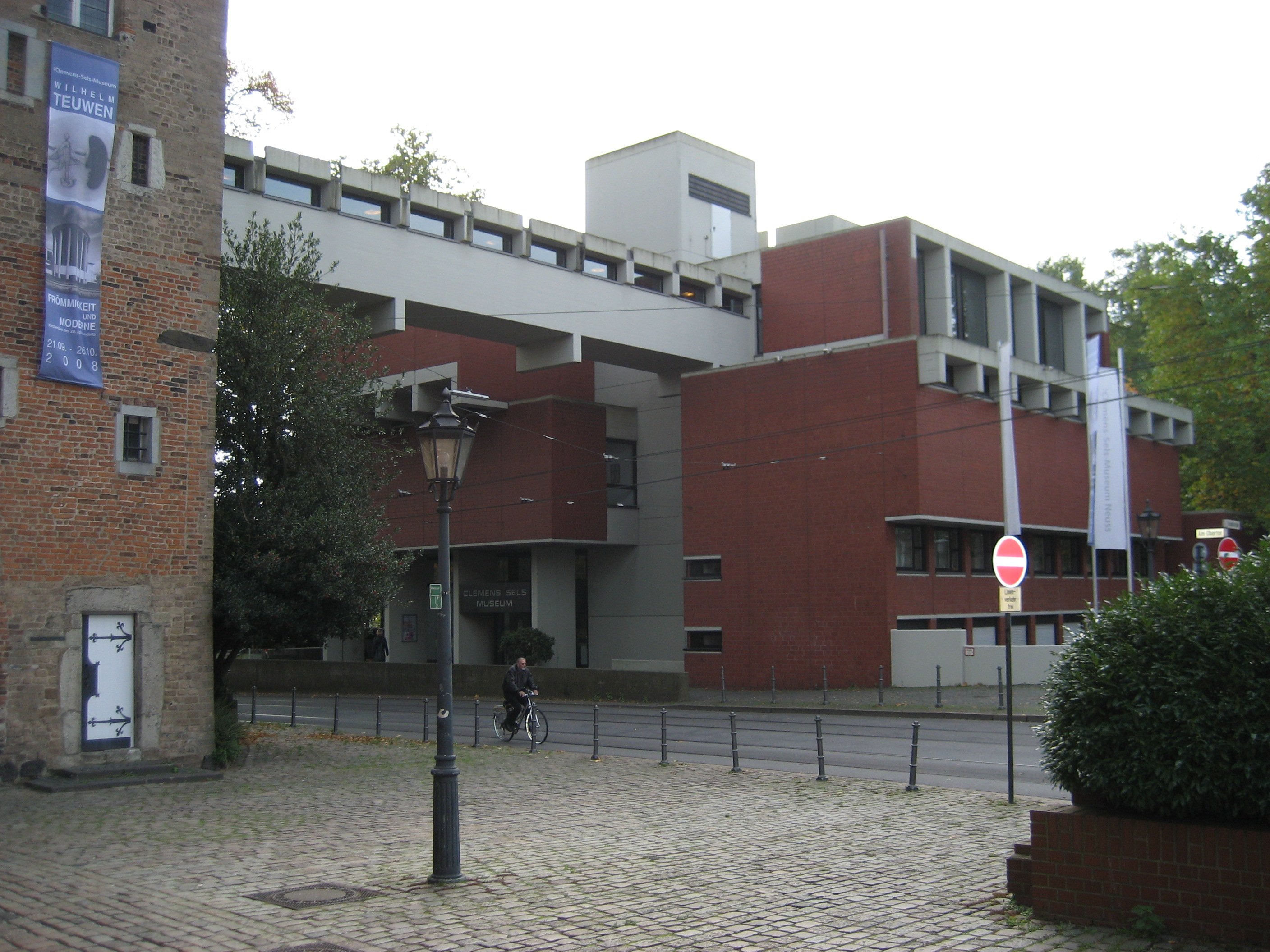
Nieuwbouw van het Clemens Sels Museum

De archeologische collecties van de stad Neuss vinden zijn oorsprong in de privécollecties van de leden van de eerste heemkundekring van Neuss. In 1845 werd het eerste stadsmuseum in Obertor gebouwd. In 1900 ging een groot deel van de inventaris verloren bij een brand. In 1912 kon de stichting van Pauline Sels, de weduwe van een verzamelaar, haar intrek nemen in een nieuw pand aan de Neusser Markt. Sindsdien draagt het museum de naam van deze verzamelaar als het Clemens Sels Museum. In de Tweede Wereldoorlog werd het gebouw bijna volledig verwoest. Het museum kon pas in 1950 heropend worden, opnieuw in Obertor. In 1975 kwam er nog een nieuwe aanbouw bij.
De archeologische collectie bevat archeologische vondsten uit alle prehistorische en vroege historische tijdperken sinds het paleolithicum, uit het stadsgebied van Neuss. De Romeinse exposities vormen vanzelfsprekend een speerpunt van de collectie.

Romeinse expositie in het Clemens-Sels-Museum
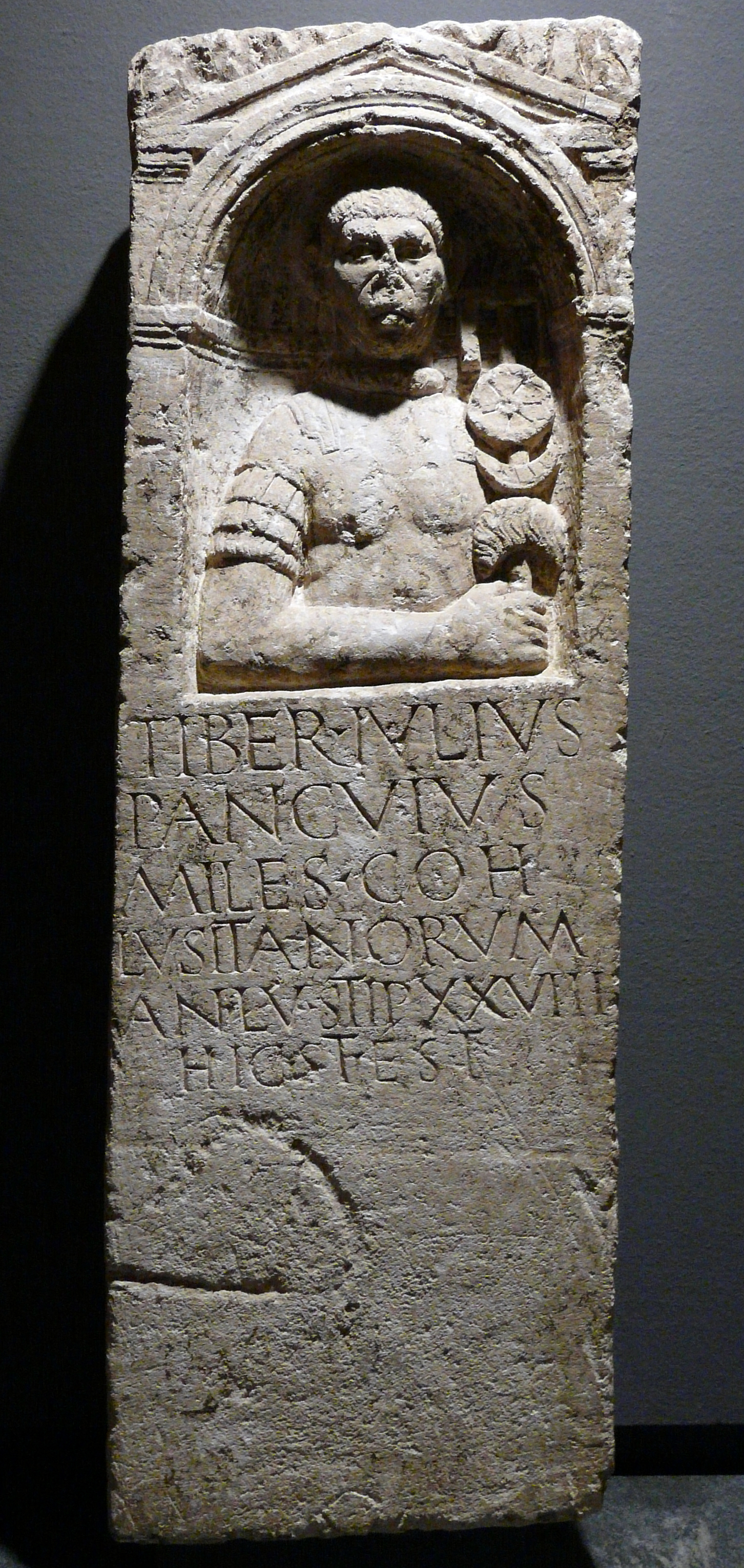
Grafsteen van Pancuius (Museum Clemens Sels, Neuss)
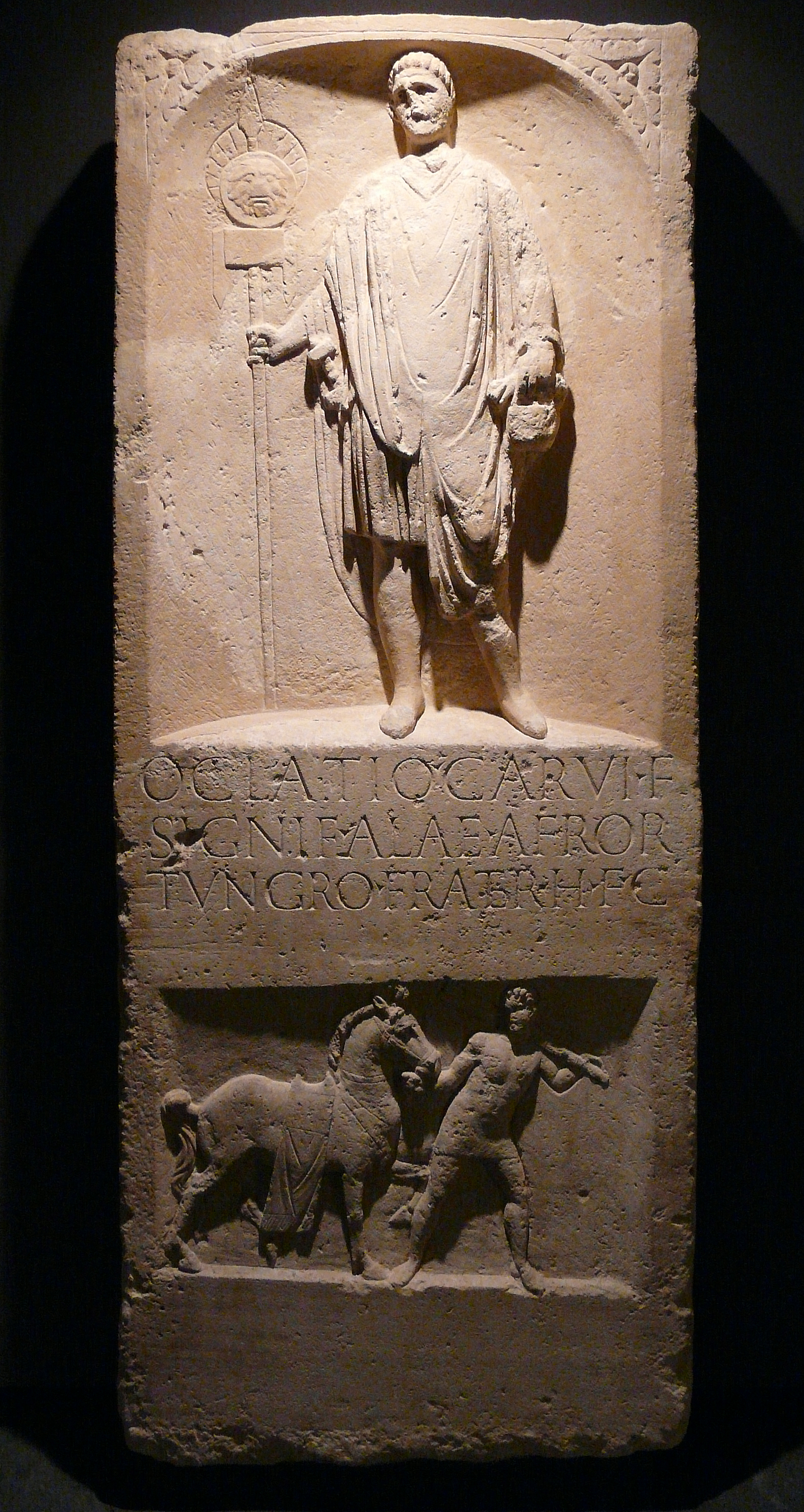
Grafsteen van Oclatius (Museum Clemens Sels, Neuss)
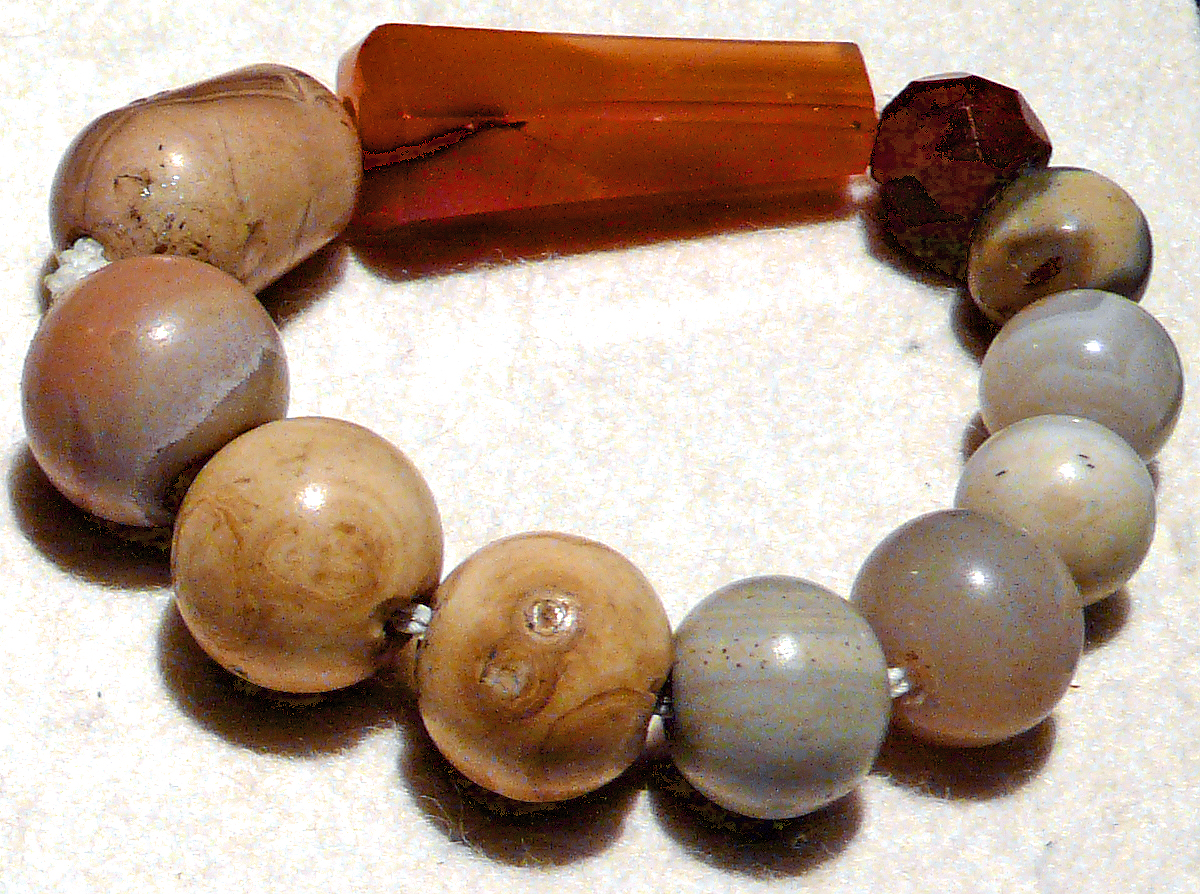
Resten van een parelketting van agaat en rood glas.
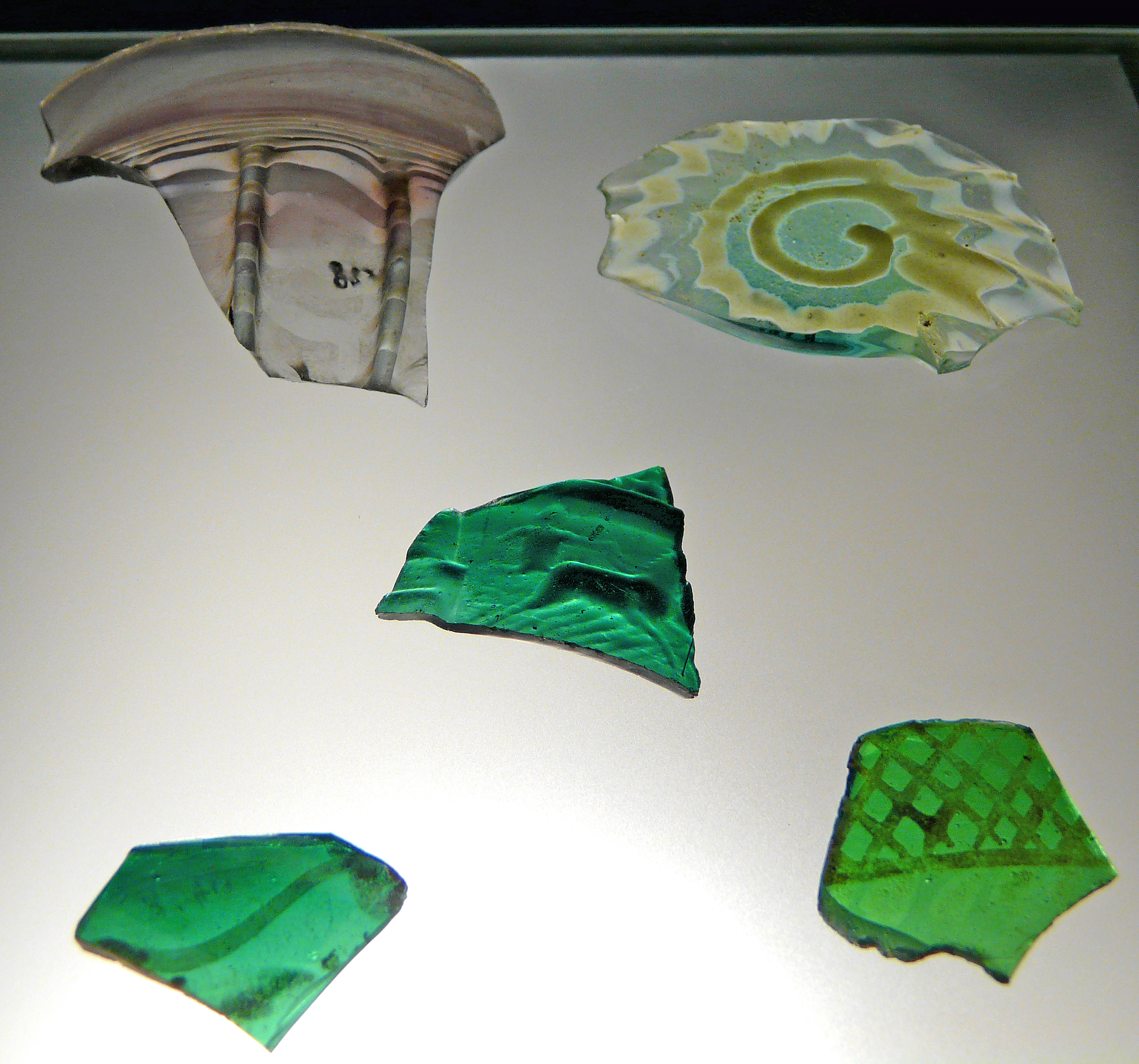
Diverse glasscherven (1e eeuw).
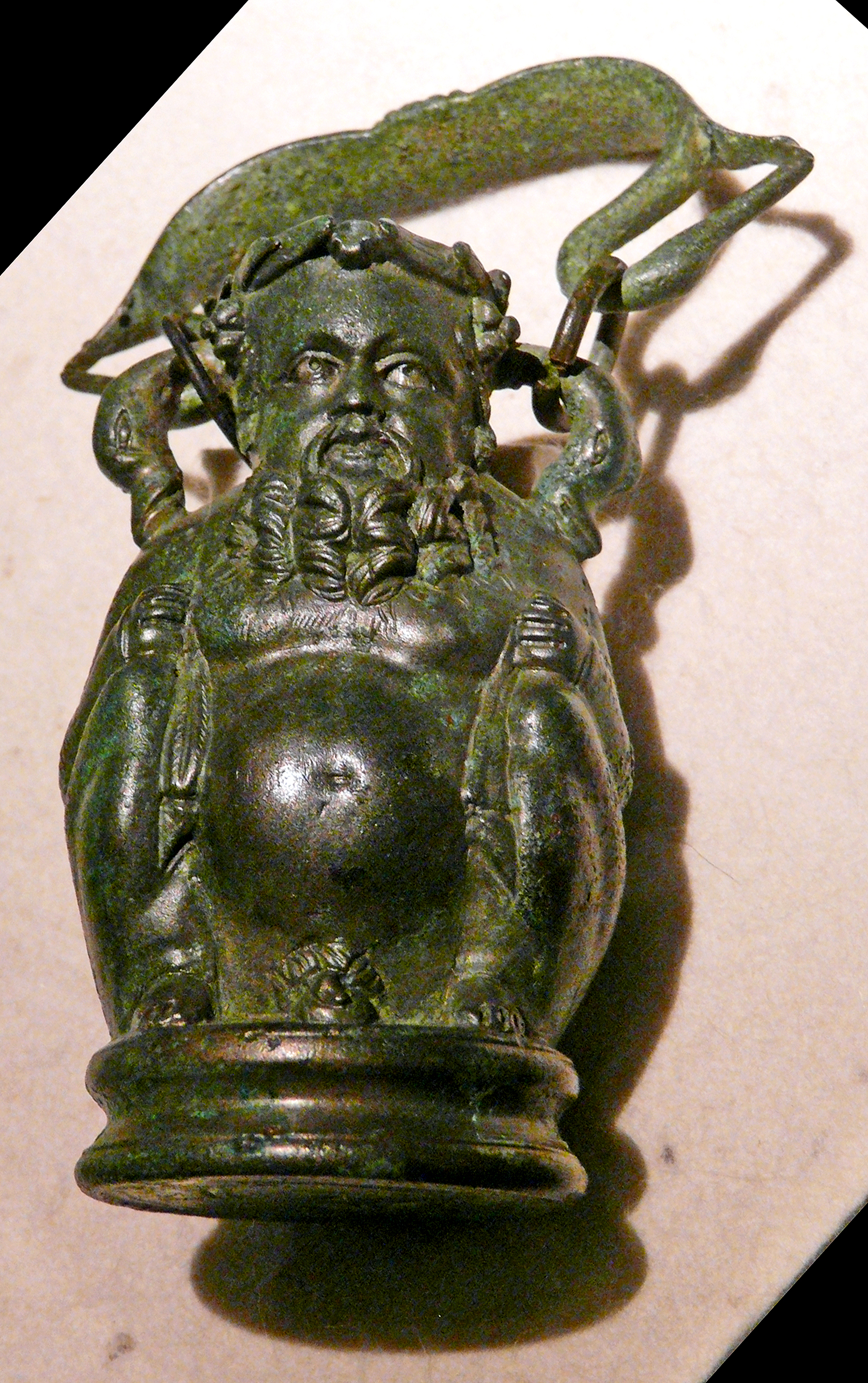
Zalfvat in de vorm van een bebaarde Silenus, brons met zilveren inleg, 3e eeuw.
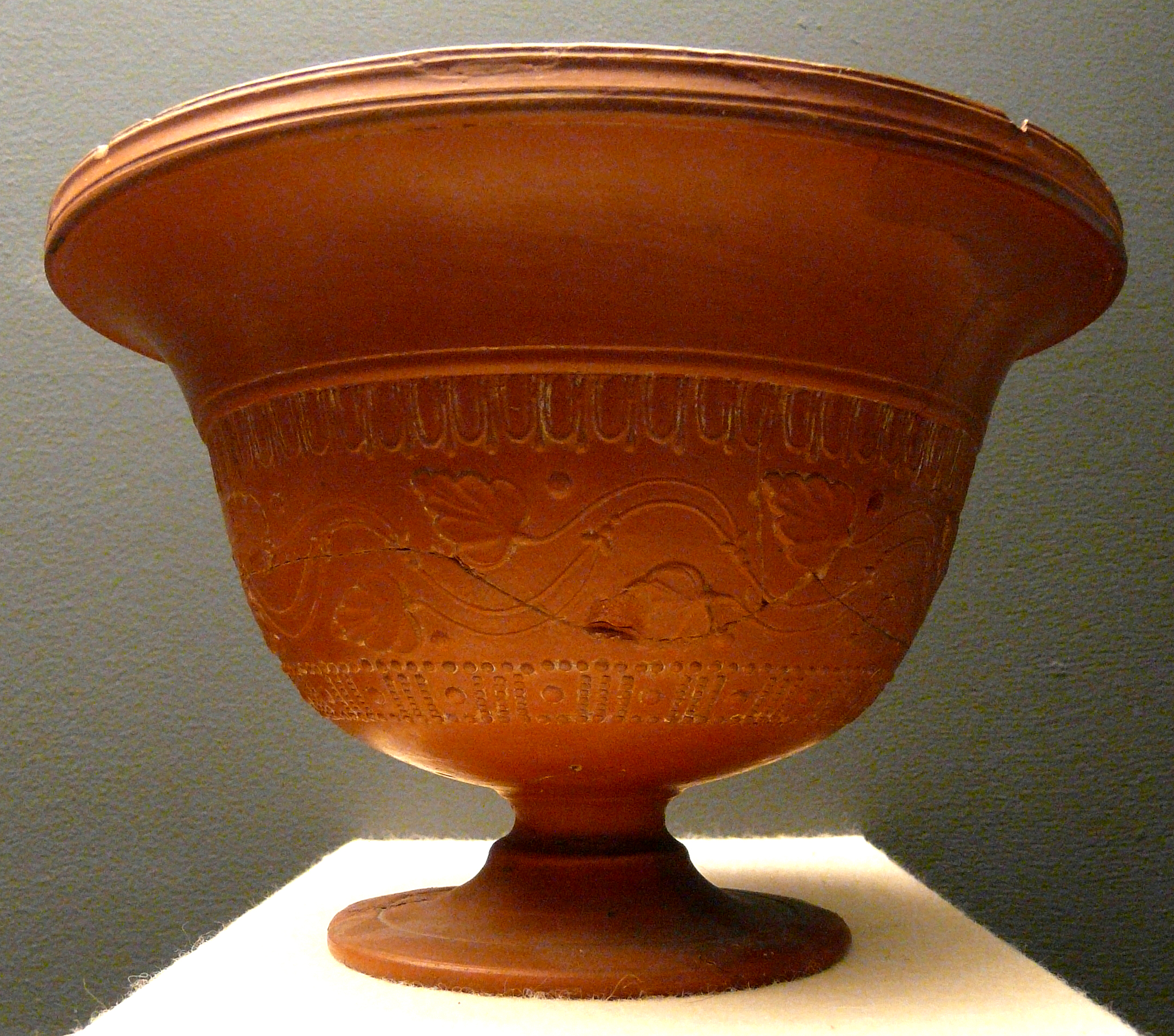
Zuid-Gallische Terra Sigillata.
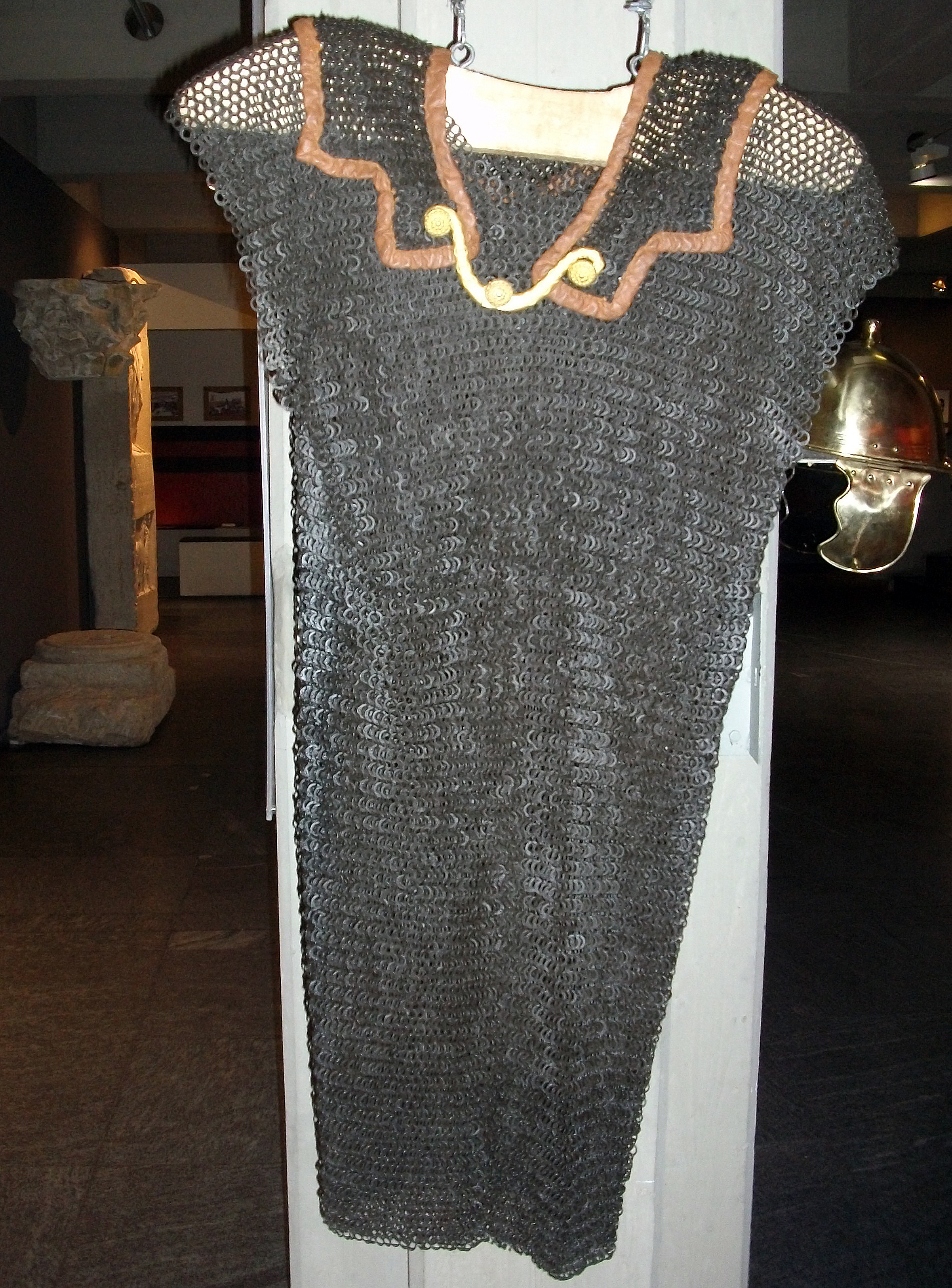
Replica van een maliënkolder (Museum Clemens Sels, Neuss)
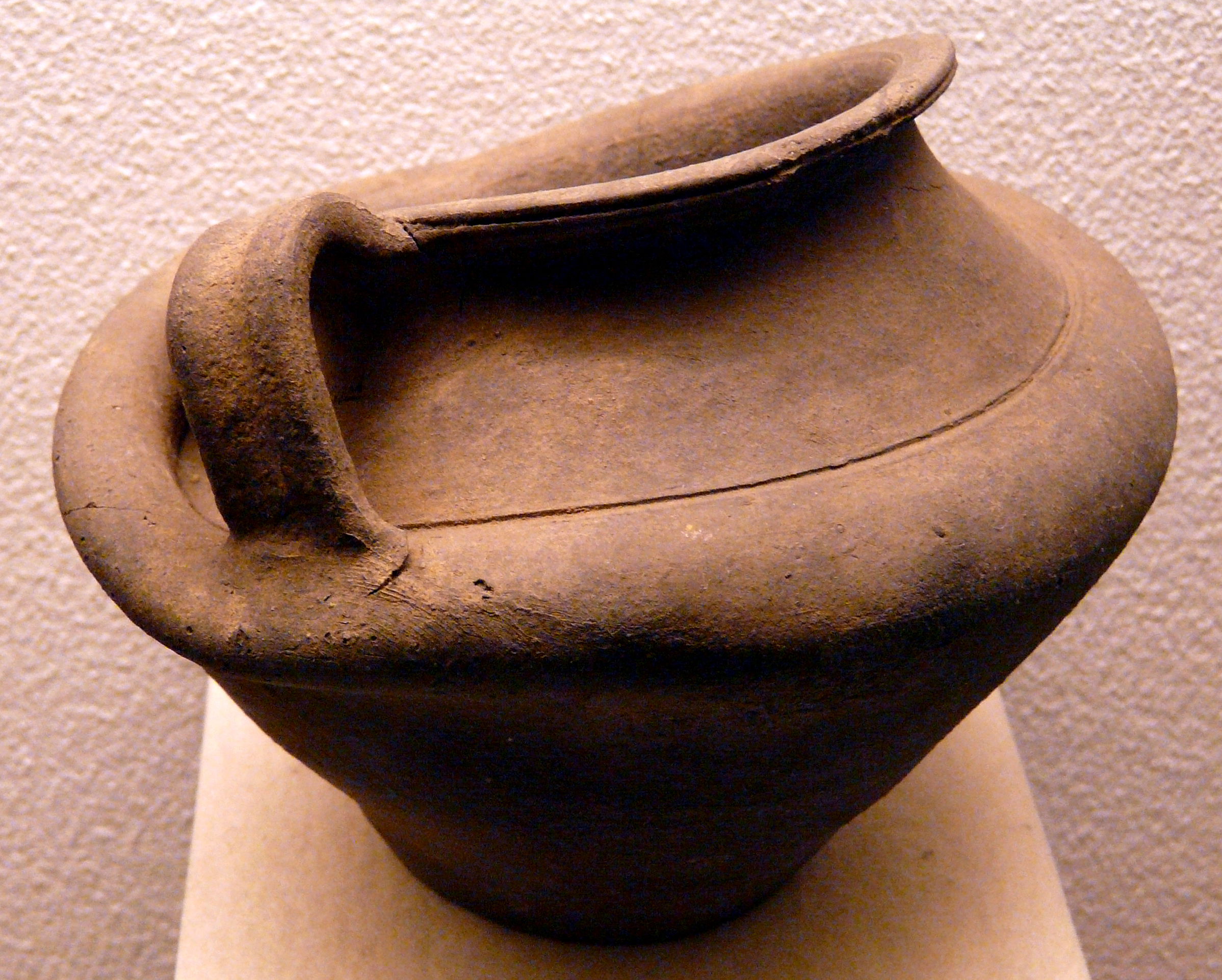
Bolvormige mok met één handvat, ruwwandig keramiek, vals vuur, 1e eeuw (Museum Clemens Sels, Neuss)
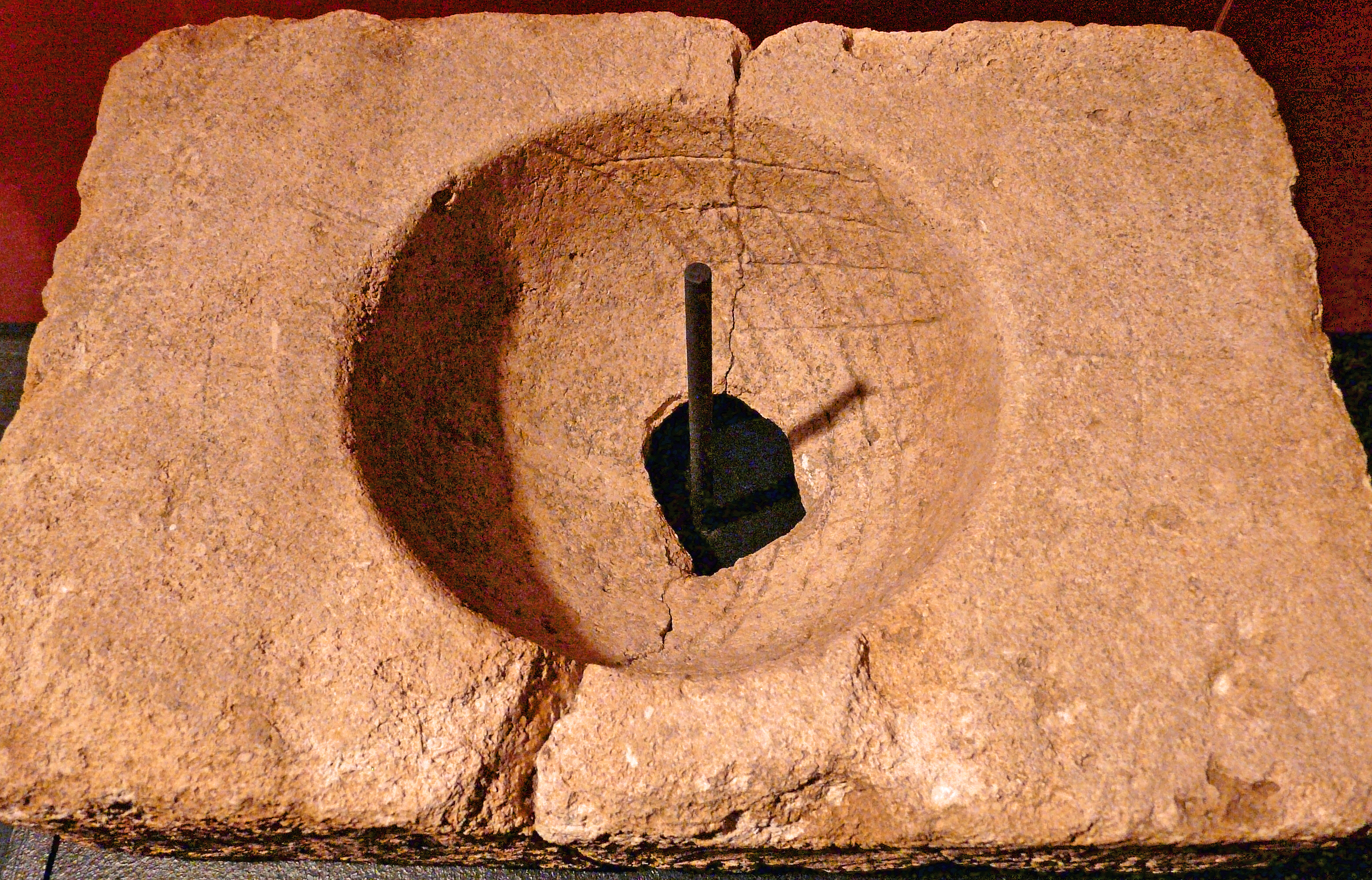
Zonnewijzer, kalksteen, 1e eeuw Eeuw (Museum Clemens Sejs, Neuss)
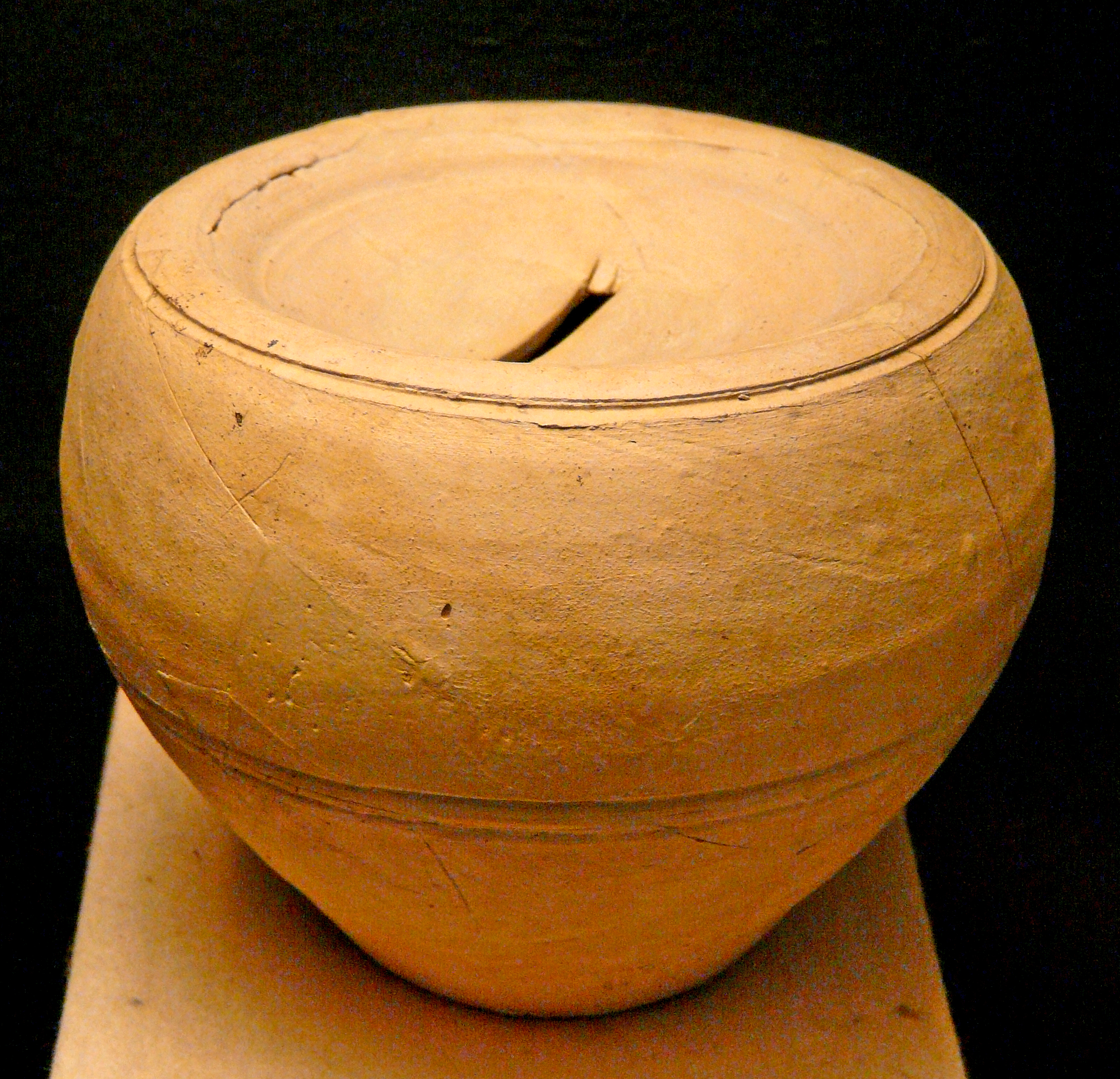
Spaarpot, gladwandige goederen, 2. eeuw (Museum Clemens Sejs, Neuss)
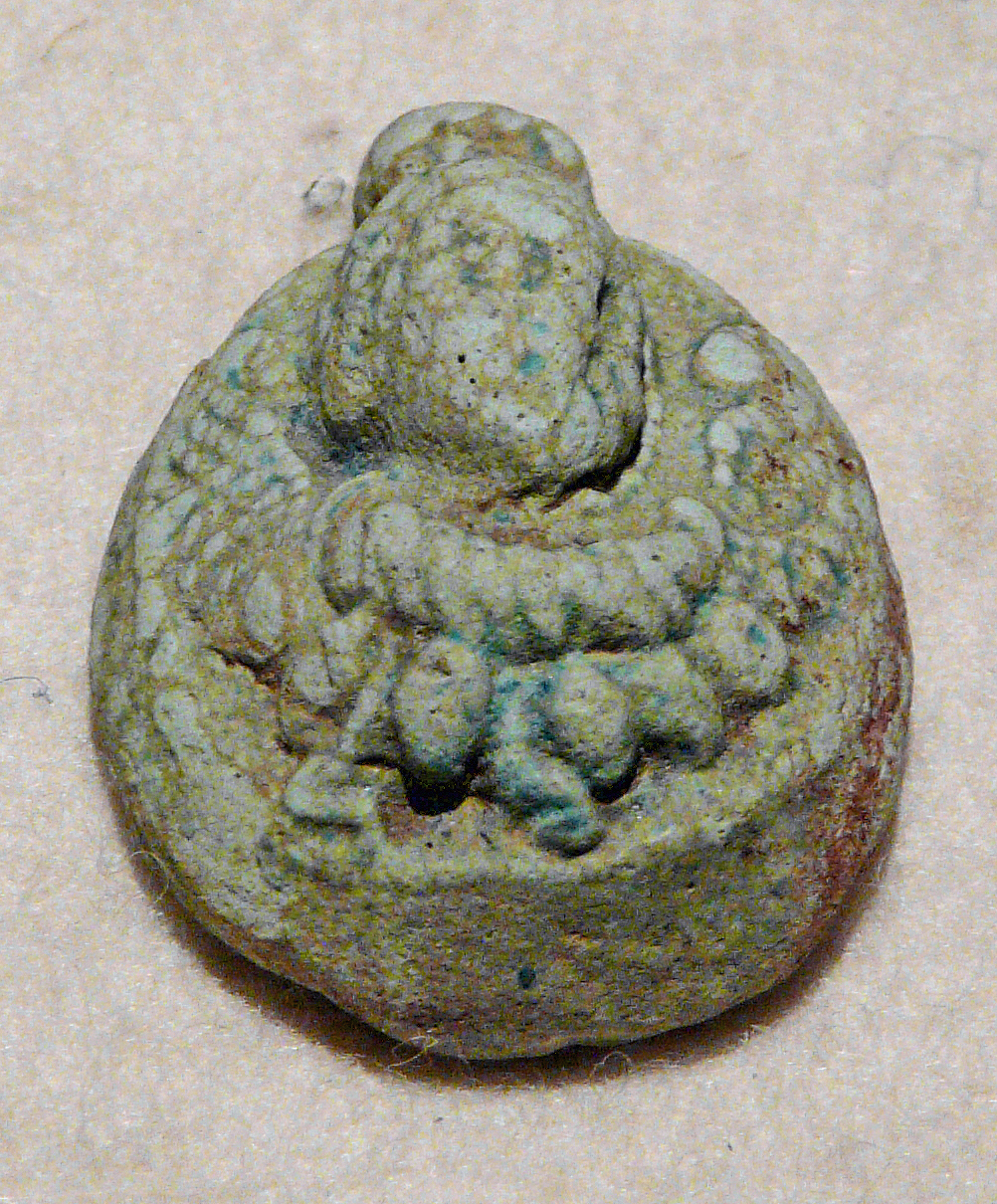
Medaillon met erotische voorstelling, 2e – 3e eeuw. eeuw (Museum Clemens Sels, Neuss)

Naast de archeologische collectie zijn er ook de afdelingen met documenten over de geschiedenis van de stad, kunst en toegepaste kunst van de 12e tot 18e eeuw, kunst uit de 19e tot 21e eeuw, naïeve kunst maar ook volkskunst, volkscabaret en speelgoed.

## Werelderfgoed
Op 27 juli 2021 zijn tijdens de vergadering van het Werelderfgoedcomité van de UNESCO in het Chinese Fuzhou de Neder-Gemaanse limes, waaronder veel objecten in Neuss, de status van Werelderfgoed toegekend.
Het belang van de militaire installaties in Novaesium wordt in het nominatiedossier als volgt omschreven:
Novaesium is een heel typisch voorbeeld van een van de vroegste legioensforten gebouwd in de karakteristieke speelkaartvorm (rechthoekig met afgeronde hoeken). Het vormt dan ook een belangrijk punt in de ontwikkeling van veelhoekige tot rechthoekige legionairsforten. Sinds de vroege opgravingen is de site Internationaal bekend als een typisch voorbeeld van deze onderscheidende en karakteristieke indeling.